# باشگاه فوتبال پرسپولیس
باشگاه فوتبال پرسپولیس که به‌طور خلاصه پرسپولیس نیز نامیده می‌شود، یک باشگاه فوتبال حرفه‌ای در ایران است که در دی‌ماه ۱۳۴۲ در شهر تهران پایه‌گذاری شد. این باشگاه زیرمجموعهٔ باشگاه فرهنگی ورزشی پرسپولیس است. پرسپولیس با کسب ۳۹ عنوان قهرمانی رسمی و ۲۸ جام کشوری، پرافتخارترین باشگاه تاریخ فوتبال ایران محسوب می‌شود.
پرسپولیس پس از سال ۱۳۴۷، در تمامی ادوار برگزارشده در بالاترین سطح لیگ فوتبال ایران حضور داشته است و تنها تیم باشگاهی فوتبال ایران است که هرگز به دستهٔ پایین‌تر سقوط نکرده است. این باشگاه یکی از پرافتخارترین و پرهوادارترین باشگاه فوتبال در آسیا است و شهرآورد این تیم با استقلال، مهم‌ترین بازی باشگاهی در ایران است. همچنین طبق گزارش کنفدراسیون فوتبال آسیا، پرسپولیس به‌عنوان پرهوادارترین تیم فوتبال آسیا شناخته شده است و پس از آن دالیان چین و الهلال عربستان در رتبه‌های بعدی قرار دارند. شبکه ورزشی «ای‌اس‌پی‌ان» در سال ۲۰۱۲، نیز در گزارشی از باشگاه‌های پرهوادار آسیا، این باشگاه را بالاتر از دیگر باشگاه‌های آسیایی، پرهوادارترین باشگاه فوتبال آسیا معرفی کرد.
پرسپولیس از آغاز تاریخ خود، موفق به کسب شانزده قهرمانی و ده نایب قهرمانی در لیگ فوتبال ایران، هفت قهرمانی و دو نایب قهرمانی در جام حذفی فوتبال ایران، پنج قهرمانی و دو نایب قهرمانی در سوپر جام فوتبال ایران شش قهرمانی و چهار نایب قهرمانی در جام باشگاه‌های تهران، دو قهرمانی و دو نایب قهرمانی در جام حذفی تهران، یک قهرمانی در جام شهید اسپندی یک قهرمانی در مسابقات انتخابی آسیا یک قهرمانی در جام برندگان جام آسیا یک عنوان نایب‌قهرمانی در جام برندگان جام آسیا، دو عنوان نایب‌قهرمانی در لیگ قهرمانان آسیا، سه عنوان سومی در جام باشگاه‌های آسیا، مهم‌ترین قهرمانی‌ها و افتخارات باشگاه پرسپولیس هستند. باشگاه پرسپولیس از ابتدای تأسیس خود تاکنون موفق به کسب ۳۹ جام رسمی و ۲۸ جام کشوری شده و از این حیث پرافتخارترین باشگاه فوتبال ایران محسوب می‌شود. باشگاه پرسپولیس با کسب ۱۶ عنوان قهرمانی در ادوار لیگ فوتبال ایران و ۵ قهرمانی در سوپر جام ایران پرافتخارترین باشگاه در این دو جام است. همچنین، با ۷ قهرمانی در جام حذفی ایران دومین تیم پر افتخار این جام محسوب می‌شود. باشگاه پرسپولیس با دو بار حضور در فینال و سه بار حضور در نیمه نهایی پرافتخارترین باشگاه ایرانی در فرمت لیگ قهرمانان آسیا است. باشگاه پرسپولیس نخستین تیم در لیگ ایران بود که موفق شده در سال ۵۲ بدون باخت قهرمان لیگ فوتبال ایران شود. تیم پرسپولیس هفت بار در فینال سوپر جام فوتبال ایران و نه بار در فینال جام حذفی ایران حضور داشته است. پرسپولیس چهار بار در فینال تورنمنت‌های مختلف آسیایی (دو بار فینال لیگ قهرمانان آسیا، دو بار فینال جام برندگان جام آسیا) حضور داشته است. پرسپولیس سه بار در دهه‌های ۷۰ و ۹۰ و ۱۴۰۰ موفق به کسب دوگانه در فوتبال ایران (قهرمانی همزمان لیگ ایران و جام حذفی ایران) در طول یک فصل شده و از این حیث در فوتبال ایران رکورددار است. باشگاه پرسپولیس نخستین باشگاه در فوتبال ایران بوده که دو بار در دهه‌های ۹۰ و ۱۴۰۰ به‌طور همزمان موفق به کسب سه‌گانه در فوتبال ایران (قهرمانی همزمان لیگ ایران، جام حذفی ایران و سوپر جام ایران) در یک فصل شده و از این حیث رکورددار در فوتبال ایران است. باشگاه پرسپولیس ۹ بار در نیمه نهایی تورنمنت‌های مختلف آسیایی (سه بار لیگ قهرمانان آسیا، چهار بار جام باشگاه‌های آسیا، دو بار جام برندگان جام آسیا) حضور داشته است. باشگاه پرسپولیس با نه قهرمانی در لیگ برتر خلیج فارس دارای بیشترین تعداد عنوان قهرمانی بوده و از این حیث رکورددار در فوتبال ایران است. باشگاه پرسپولیس، به‌عنوان نخستین و تنها باشگاه ایرانی موفق به کسب پنج قهرمانی پیاپی در لیگ برتر ایران، پنج قهرمانی پیاپی در جام باشگاه‌های تهران و چهار قهرمانی پیاپی در سوپر جام ایران شده است. باشگاه پرسپولیس با کسب یک قهرمانی و یک نایب‌قهرمانی، پرافتخارترین باشگاه ایرانی و سومین تیم پرافتخار در جام برندگان جام آسیا محسوب می‌شود. مالک باشگاه پرسپولیس پیش از انقلاب علی عبده بود.

## تاریخچه

### پیش از انقلاب

#### دهه ۱۳۴۰

پیوستن بازیکنان تیم فوتبال منحل شده شاهین تهران به پرسپولیس، باعث محبوبیت این تیم شد.

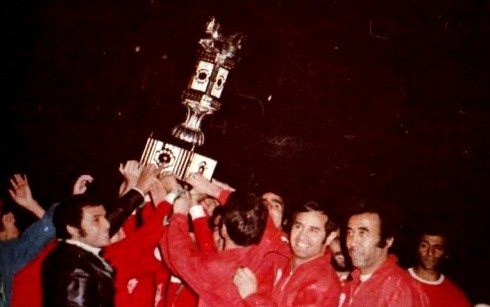
پرسپولیس نخستین قهرمان جام تخت جمشید

باشگاه فرهنگی ورزشی پرسپولیس در دی‌ماه سال ۱۳۴۲ به‌دست علی عبدُه در اوین و جاده قدیم شمیرانات بنیان‌گذاری شد. باشگاه ابتدا در بولینگ و چند ورزش دیگر فعال بود (بولینگ عبده) و یک تیم فوتبال در دسته دوم تهران داشت.
در آن سو، و در تاریخ ۱۸ تیر ۱۳۴۶؛ باشگاه شاهین که در دهه ۱۳۴۰ بازیکنان زیادی در تیم ملی ایران داشت و در میان مردم محبوب بود، به دستور سازمان ورزش و تفریحات ایران رسماً منحل شد. با رایزنی‌های عبده با پرویز دهداری (مربی شاهین) و امیرمسعود برومند (سرپرست شاهین)، بیشتر بازیکنان باشگاه شاهین به پرسپولیس پیوستند و باعث شهرت و محبوبیت آن شدند.
دهداری مربی و برومند سرپرست پرسپولیس شدند و باشگاه توانست در مسابقات رده‌بندی دسته‌های کشور در گروه خود اول شود و به بالاترین دسته لیگ فوتبال ایران راه یابد. آن‌ها در مسابقات قهرمانی آسیا (مسابقاتی که میان تیم‌های ایرانی برای شرکت در جام باشگاه‌های آسیا برگزار شد) نیز قهرمان شدند و به‌عنوان نخستین نماینده ایران به جام باشگاه‌های آسیا رفتند.
در سال ۱۳۴۸، محمود خیامی، مدیر کارخانه ایران ناسیونال که از هواداران شاهین بود تصمیم گرفت برای تبلیغ خودروی تازه تولید پیکان از بازیکنان پرسپولیس استفاده کند و پس از امضای پروتکل همکاری با عبده بازیکنان پرسپولیس به شکل دسته‌جمعی به باشگاه پیکان کوچیدند و با این تیم موفق به کسب مقام قهرمانی در جام جام باشگاه‌های تهران ۱۳۴۸ شدند، در حالی که پرسپولیس در جایگاه یازدهم قرار گرفت.
یک سال بعد بازیکنان به پرسپولیس بازگشتند و تحت رهبری حسین فکری، پس از تاج در جای دوم جام باشگاه‌های تهران ۱۳۴۹ قرار گرفتند.
در همین سال دست پرسپولیس از جام منطقه‌ای هم کوتاه ماند.

#### دهه ۱۳۵۰ تا انقلاب
در سال ۱۳۵۰، پرسپولیس تحت مربیگری آلن راجرز در دومین دوره جام منطقه‌ای به قهرمانی رسید.
یک سال بعد، عبده اعلام کرد باشگاه پرسپولیس حرفه‌ای است و بازیکنانش فقط در بازی‌های حرفه‌ای شرکت خواهند کرد؛ بنابراین بازیکنان به دو دسته تقسیم شدند و عده‌ای در تیم حرفه‌ای و عده‌ای در تیم آماتور عضویت یافتند.
در آن سال مسابقات فوتبال کشوری در ایران برگزار نگردید، و پرسپولیس که در جام باشگاه‌های تهران ۱۳۵۱ با تیم آماتورهایش شرکت کرده‌بود، در میان ۱۶ تیم در جای یازدهم قرار گرفت.
در آن دوره پرسپولیس در ورزشگاه اختصاصی خود موسوم به ورزشگاه آپادانا تمرین می‌کرد و عبده برای فعال نگه‌داشتن تیم اصلی، باشگاه‌های صاحب‌نامی همچون سائوپائولو و چلسی را برای بازی دوستانه به تهران آورد. اما در سال ۱۳۵۲ به دلیل عدم وجود زیرساخت‌های فوتبال حرفه‌ای در ایران و اعتراض خسروانی به آتابای، رئیس وقت فدراسیون فوتبال ایران و از آنجا که ورزشگاه آپادانا که مالک پرسپولیس (عبده) برای برگزاری مسابقات رسمی باشگاه پرسپولیس خریداری کرده بود از طرف باشگاه‌های دیگر مورد پذیرش قرار نگرفت، مجوز فعالیت حرفه‌ای پرسپولیس منحل شد و عبده این ورزشگاه را به باشگاه راه‌آهن فروخت.
جام تخت جمشید در سال ۱۳۵۲ بازگشایی شد. در ۵ دوره‌ای که از این جام برگزار شد، پرسپولیس همواره از بهترین تیم‌ها بود و به ۲ قهرمانی (۱۳۵۲ و ۱۳۵۴) و ۳ نایب‌قهرمانی (۱۳۵۳، ۱۳۵۵ و ۱۳۵۶) رسید. جام تخت جمشید ۱۳۵۷ نیز در حال انجام بود که با روی دادن انقلاب نیمه‌کاره ماند. پرسپولیس در این جام با یک امتیاز کمتر از شهباز، دوم بود. پرسپولیس تا پایان جام تخت جمشید پرافتخارترین باشگاه فوتبال ایران بود.

### پس از انقلاب

#### انقلاب و دهه ۱۳۶۰
پس از انقلاب، باشگاه تحت تأثیر آن قرار گرفت و لیگ کشوری فوتبال ایران منحل شد. بسیاری از بازیکنان تیم عوض شدند، اما توانستند در جام شهید اسپندی (۱۳۵۸) قهرمان شوند. با آغاز جنگ ایران و عراق و دهه ۱۳۶۰، لیگ فوتبال سراسری ایران همچنان تعطیل بود (تا سال ۱۳۶۸ که جام قدس برگزار گردید) و پرسپولیس تنها در لیگ فوتبال استان تهران شرکت می‌کرد. این باشگاه در ۱۰ دوره برگزاری این جام در دهه ۶۰، به ۶ قهرمانی و ۳ نایب‌قهرمانی دست یافت. در سال ۱۳۶۶، پرسپولیس در کنار قهرمانی در جام حذفی تهران و جام باشگاه‌های تهران، موفق به کسب اولین قهرمانی خود در جام حذفی ایران هم شد تا در یک سال ۳ جام بگیرد.

#### دهه ۱۳۷۰
دهه ۱۳۷۰، برای باشگاه موفقیت‌آمیز بود و با یک قهرمانی در جام برندگان جام آسیا آغاز شد. پرسپولیس در ۱۰ دوره جام آزادگان شرکت کرد و به ۴ قهرمانی و ۳ نایب‌قهرمانی دست‌یافت. این باشگاه در این سال‌ها از پایه‌های اصلی تیم ملی فوتبال ایران بود، تا جایی که در جام جهانی ۱۹۹۸ فرانسه ۹ نفر از ۲۲ بازیکن ایران در آن زمان عضو این تیم بودند. پرسپولیس در این دهه به ۲ قهرمانی جام حذفی و ۳ بار سومی جام باشگاه‌های آسیا نیز دست یافت.

#### دهه ۱۳۸۰
با آغاز دهه ۱۳۸۰، لیگ برتر فوتبال ایران راه‌اندازی شد و پرسپولیس در نخستین دوره آن قهرمان شد. فصل بعد، پرسپولیس از نخستین دوره لیگ قهرمانان آسیا حذف شد و در لیگ نتایج خوبی نگرفت. این سال‌ها آغاز دورانی بود که سالنامه رسمی باشگاه آن را «دوران جدال با بحران» نامیده است، تا جایی که پرسپولیس حتی مقام ۹ام لیگ را هم تجربه کرد. دو فصل بعد، پرسپولیس پس از ۶ سال دوری از جام در جام خلیج فارس ۸۷–۱۳۸۶ به قهرمانی رسید و این دهه را با دو قهرمانی متوالی در جام حذفی (۸۹–۱۳۸۸ و ۹۰–۱۳۸۹) به پایان برد.

#### دهه ۱۳۹۰
در دهه ۱۳۹۰، باشگاه فوتبال پرسپولیس به یکی از موفق‌ترین دوران‌های خود دست یافت. این باشگاه توانست پنج بار متوالی (فصل‌های ۱۳۹۵–۱۳۹۶ تا۱۳۹۹–۱۴۰۰) قهرمان لیگ برتر خلیج فارس شود و رکورددار بیشترین تعداد قهرمانی متوالی در این لیگ گردد. پرسپولیس همچنین در این دهه دو بار به فینال لیگ قهرمانان آسیا رسید و در سال‌های ۲۰۱۸ و ۲۰۲۰ نایب قهرمان شد. پرسپولیس همچنین در این دهه موفق به کسب سه‌گانه داخلی (قهرمانی همزمان در لیگ برتر، جام حذفی و سوپر جام ایران) شد و از این حیث رکورددار فوتبال ایران است.

## نام، نشان‌واره و رنگ

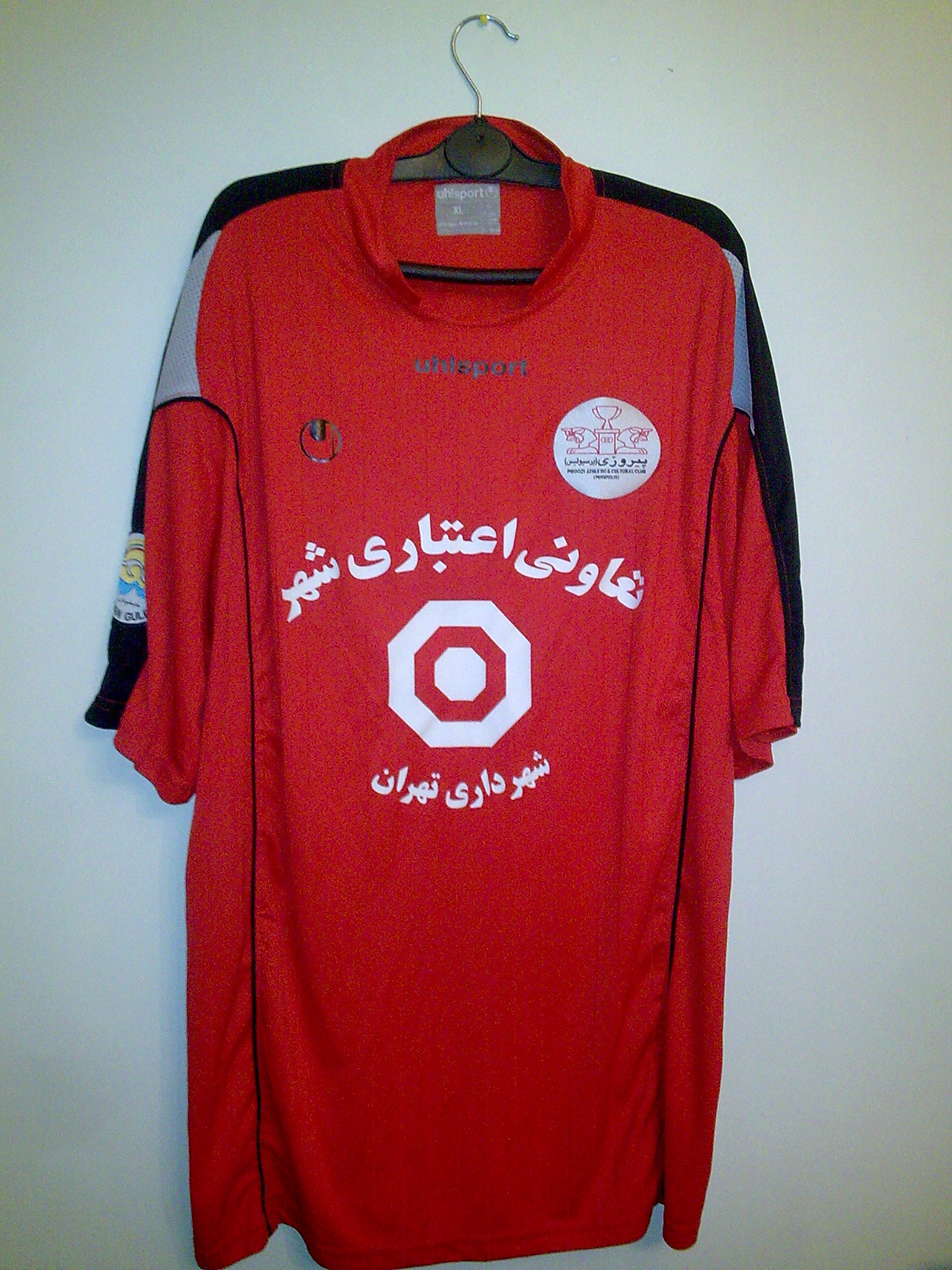
پیراهن پرسپولیس در فصل ۸۷–۱۳۸۶

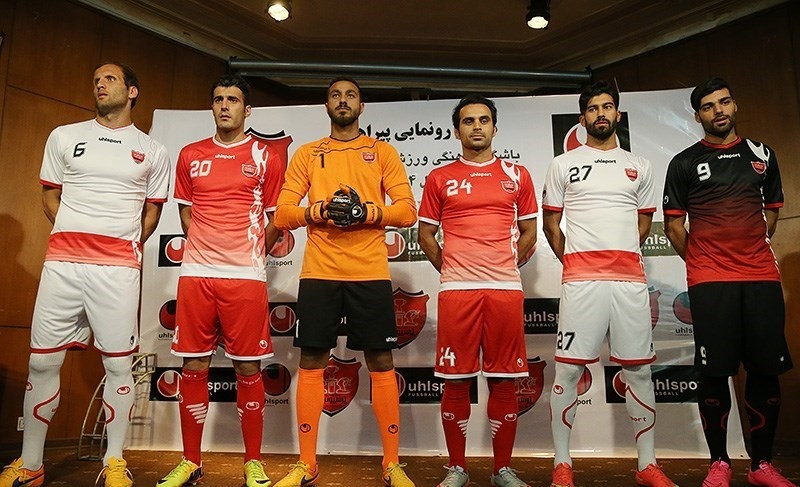
پیراهن باشگاه فوتبال پرسپولیس در لیگ برتر فوتبال ایران ۹۵–۱۳۹۴

پرسپولیس یک واژهٔ یونانی به معنای شهر پارسی است که از دو واژهٔ «پرسه» (به یونانی: Πέρσης) به معنای پارسی و «پولیس» (به یونانی: Πόλις) به معنای شهر تشکیل شده است. یونانیان باستان به پارسه یا تخت جمشید، پایتخت دودمان هخامنشیان، پرسپولیس می‌گفتند.
پس از انقلاب و در سال ۱۳۶۰، سازمان تربیت بدنی نام بولینگ عبده را به مجموعه ورزشی شهید چمران تغییر داد و قرار شد پرسپولیس از سال ۱۳۶۱، با نام دیگری فعالیت کند. بازیکنان در اعتراض به این تصمیم، در بازی با هما در جام باشگاه‌های تهران حاضر نشدند و قهرمانی این مسابقات را از دست دادند.
در دی ۱۳۶۵، پرسپولیس تحت پوشش بنیاد مستضعفان انقلاب اسلامی قرار گرفت. بنیاد مستضعفان تصمیم گرفت نام تیم را به «آزادی» تغییر دهد. بازیکنان با این تغییر نام موافق نبودند. در ۲۷ بهمن ۱۳۶۵، نام باشگاه رسماً به «پیروزی» تغییر یافت. اداره کل تربیت بدنی استان تهران در اطلاعیه‌ای اعلام کرد که «این تغییر نام به پیشنهاد بازیکنان صورت گرفته است.» با این وجود، رسانه‌ها و مردم ایران بیشتر نام پرسپولیس را به کار می‌بردند.
مدت‌ها بر سر قانونی بودن استفاده از نام پرسپولیس یا پیروزی بحث‌هایی بر سر زبان‌ها بود تا اینکه سرانجام در ۲۲ فروردین ۱۳۹۱، محمد رویانیان، مدیرعامل وقت باشگاه پرسپولیس، از رأی قطعی دادگاه برای بازگشت برند پرسپولیس خبر داد. از این رو برای همیشه نام پیروزی از داخل پرانتز جلوی نام پرسپولیس برداشته شد.
در آگهی ثبت نشان‌واره‌ای که شرکت فرهنگی ورزشی پرسپولیس در سال ۱۳۷۰ به ثبت رسانده، این توضیح آمده است: «کلمه پرسپولیس و علامت فانتزی. تصویر جامی که از دو طرف با دو سر اسب هخامنشی تلاقی دارد.»
در آگهی ثبت نشان‌واره‌ای که شرکت فرهنگی ورزشی پرسپولیس در سال ۱۳۹۶ به ثبت رسانده، این توضیح آمده است: «تصویر یک سپر و یک تندیس، تصویر دو سر شیر و یک سکو که سه حلقه به هم پیوسته بر روی آن است در میان آن که یک جام بر روی آن قرار دارد همگی در داخل یک شکل هندسی و یک ستاره در بالای سپر و در قسمت پایین آن کلمات باشگاه فرهنگی ورزشی پرسپولیس به فارسی و حروف و کلمات و عدد FC PERSEPOLIS Since 1963 به لاتین به رنگ‌های قرمز، مشکی و سفید.»
رنگ قرمز یکی از مهم‌ترین نمادهای باشگاه فوتبال پرسپولیس به‌شمار می‌آید. به جز فصل ۸۶–۱۳۸۵ و چند بازی لیگ قهرمانان آسیا ۲۰۰۹ که بازیکنان پرسپولیس لباس‌های راه‌راه سفید و قرمز پوشیدند، از آغاز همواره رنگ اصلی پیراهن پرسپولیس قرمز بوده است. از این رو آنان را «ارتش سرخ» و «سرخپوشان» می‌نامند.

### نشان‌واره
تیم فوتبال پرسپولیس پس از قهرمانی در فصل ۹۶–۱۳۹۵ جام خلیج فارس به درخواست هواداران و به سبک معتبرترین باشگاه‌های اروپایی، ۱ ستاره به پاس ۱۰ قهرمانی لیگ فوتبال ایران، بالای نشان‌واره باشگاه درج گردید.

نشان‌واره باشگاه پرسپولیس در گذر زمان
۱۳۴۲–۱۳۵۷
۱۳۷۲–۱۳۷۶
۱۳۷۶–۱۳۸۳
۱۳۸۳–۱۳۹۰
۱۳۹۰–۱۳۹۶
۱۳۹۶–تاکنون

## در فرهنگ عامه و رسانه‌ها

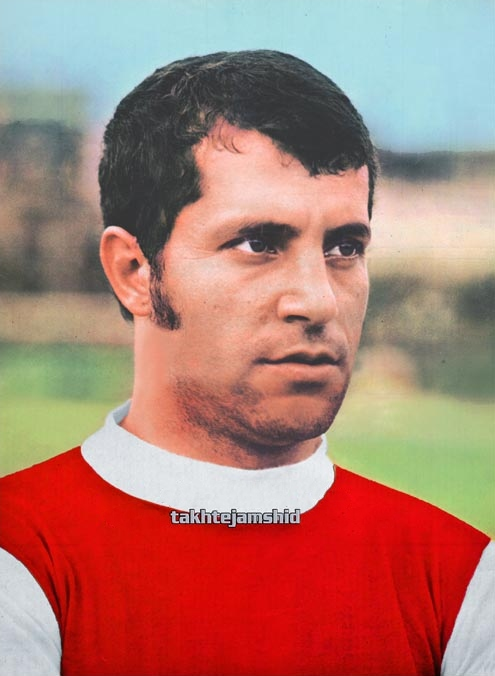
علی پروین ملقب به «سلطان» که از بهترین بازیکنان تاریخ فوتبال ایران است، در دهه ۶۰ مربی–بازیکن تیم فوتبال پرسپولیس بود او رکورددار بیشترین حضور در تیم با ۹۵ گل زده است.

پرسپولیس به‌عنوان یک باشگاه فوتبال، کاملاً در میان مردم ایران شناخته‌شده است. عادل فردوسی‌پور در مجله ورلدساکر در این باره می‌نویسد: «نخستین پرسشی که هواداران فوتبال در ایران از یکدیگر می‌پرسند این است که قرمز هستی یا آبی؟» رسانه‌های ایران به شدت اخبار این باشگاه را پوشش می‌دهند و «حاشیه» های زیادی پیرامون افراد حاضر در باشگاه است. افکار عمومی ایران امروز نیز همانند دیگر جوامع، تحت تأثیر این رسانه‌های ورزشی قرار دارند.
در چند سال اخیر بیش از ۵۰ وبگاه در فضای اینترنت با نام پرسپولیس وجود داشته است. برخی از این وبگاه‌های هواداری و خبری، خود را «سایت کانون هواداران پرسپولیس» یا «سایتی رسمی» معرفی می‌کنند. دسته‌ای از این وبگاه‌ها که خط مشی حمایتی یا مخالفتی با گروه یا اشخاص خاصی دارند، منتسب به لیدرها و افراد نزدیک به اشخاص مرتبط با باشگاه دانسته می‌شوند.
در پی پوشش گسترده اخبار باشگاه و شعارهای خاص روی سکوهای ورزشگاه، در سال‌های اخیر امنیت شغلی مدیران عامل و مربیان این باشگاه همواره در خطر قرار داشته است. جان دیوردن، نویسنده وبگاه گل در گزارشی با نام «تردید آسیا: آیا مربیگری پرسپولیس بزرگ‌ترین و دشوارترین کار در فوتبال آسیا است؟»، جو رسانه‌ها را «جانوری ترسناک» و مربیگری این تیم را «شغلی پرفشار» توصیف می‌کند.
در فصل ۸۷–۱۳۸۶ که به قهرمانی پرسپولیس در جام خلیج فارس منتهی شد، فیلم مستندی با نام مردان پرسپولیس دربارهٔ این باشگاه ساخته‌شد. قرار بود قسمت دوم این فیلم در سال بعد ساخته شود که با مخالفت داریوش مصطفوی، مدیرعامل آن زمان پرسپولیس این فیلم ساخته‌نشد. سانسور و کیفیت پائین ساخت این فیلم با انتقادهایی همراه بود.
همچنین در دهه‌های ۱۳۴۰، (عزیز اصلی) ۱۳۵۰ (محراب شاهرخی) و ۱۳۷۰ (احمدرضا عابدزاده، علی پروین، حمید استیلی و افشین پیروانی) نیز شماری از بازیکنان این باشگاه در فیلم‌های سینمای ایران به بازیگری پرداختند.
در سال ۱۳۸۸، پرسپولیس به‌عنوان نخستین باشگاه ایرانی ساخت سرود رسمی‌اش را با همکاری داریوش خواجه‌نوری، خواننده و گیتاریست ایرانی آغاز کرد. این ترانه «آهنگ سرخ» نام دارد و بازیکنان سابق باشگاه آن را خوانده‌اند. پیش از این نیز خوانندگانی مانند فرزین برای پرسپولیس خوانده‌بودند. قاسم افشار نیز در دهه ۷۰ آلبومی با نام «قرمزته» منتشر کرده‌بود.

### شبکه‌های اجتماعی
پرسپولیس پرهوادارترین باشگاه فوتبال ایرانی در شبکه‌های اجتماعی است. در ۱ بهمن ۱۳۹۶ اکانت اینستاگرام باشگاه رسمی شد و پرسپولیس نخستین باشگاه ایرانی با اکانت رسمی در شبکه‌های اجتماعی است.

## پرسپولیس و سیاست

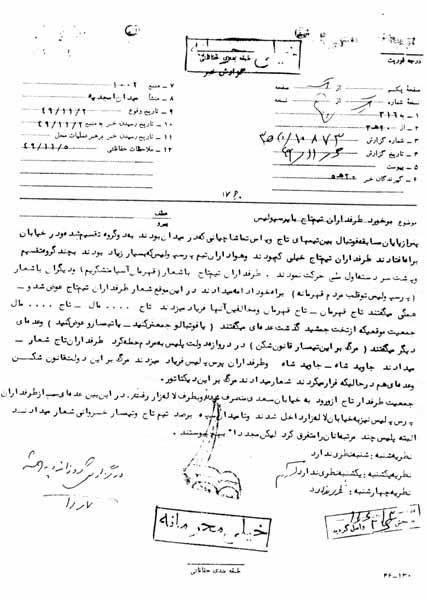
یکی از گزارش‌های ساواک با مهر «خیلی محرمانه» دربارهٔ هواداران پرسپولیس به تاریخ ۲ بهمن ۱۳۴۹: «... و طرفداران پرسپولیس فریاد می‌زدند مرگ بر این دولت قانون‌شکن و عده‌ای هم در حالی که فرار می‌کردند شعار می‌دادند مرگ بر این دیکتاتور».

### در دوران پهلوی

#### پیش‌زمینه‌ها (پیش از ۱۳۴۷)
پیش از شکل‌گیری پرسپولیس، خاستگاه آن یعنی شاهین درگیر جریانات سیاسی شده‌بود و سیاست میراث پرسپولیس از شاهین بود. مردم کوچه و خیابان، شاهین را مرکز جریان ضدشاهنشاهی می‌دانستند و اکثر هواداران شاهین از مخالفان شاه بودند.
جریانات سیاسی و نفوذ پرویز خسروانی باعث انحلال شاهین شد.

#### رابطه پرسپولیس و دربار (۱۳۵۷–۱۳۴۷)
پس از انحلال شاهین، هوادارانش به جهت حضور بازیکنان شاهین در پرسپولیس، از سال ۱۳۴۷ به این تیم گرویدند و تا سال ۱۳۵۷، سکوهای پرسپولیس، کمابیش جایگاه مخالفان شاه محسوب می‌شد. تاج که نماد حکومت شاهنشاهی محسوب می‌شد نیز در تقابل و رقابت با این پرسپولیس قرار گرفت.
به جز علی عبده، ارتشبد محمد خاتم (فرمانده نیروی هوایی شاهنشاهی ایران) و فاطمه پهلوی، عضوی از خانواده سلطنتی ایران نیز به پرسپولیس نزدیک بودند و کماکان رابطه خوبی با پرویز خسروانی نداشتند. بنابراین پرسپولیس جایگاه مناسبی برای مخالفان بود چرا که مانند شاهین «ظاهر مخالف» نداشت.
عبده نزد خانواده شاه محبوبیت داشت، چنانچه افتتاح طبقه دوم بولینگ عبده توسط محمدرضا و فرح پهلوی انجام شد؛ اما پس از سال ۱۳۵۴ و درگذشت خاتم، روابط عبده با فاطمه پهلوی و دربار رو به تیرگی گرایید.

### در دوران جمهوری اسلامی

#### اوایل انقلاب و دهه ۶۰ (۱۳۷۰–۱۳۵۷)
پس از انقلاب، پرسپولیس به مانند تاج، در دست انقلابیون قرار گرفت، ملی شد و تغییر نام داد؛ و سپس تحت نظر بنیاد مستضعفان قرار گرفت.
به نوشته هوشنگ شهابی در دانشنامه ایرانیکا، حکومت جدید پس از انقلاب دل خوشی از فوتبال نداشت و مخالفان شاه معتقد بودند که او برای دور نگه‌داشتن جوانان از سیاست، تب فوتبال را در جامعه رواج می‌داده است.
در دهه ۶۰ تقابل فوتبال و سیاست بارها منجر به تحریک تماشاگران و سکوهای پرسپولیس شد و این مهر تأییدی بود بر دیدگاه حکومت که تب فوتبال بر ضدانقلاب است. در این دهه محمد دادکان و محمدحسن انصاری‌فرد از جمله بازیکنان پرسپولیس بودند که در دوران بازیگری خود وارد جریانات سیاسی شدند.
پس از کشته‌شدن مصطفی چمران در سال ۱۳۶۰ و چند تغییر نام در اماکن تهران سازمان تربیت بدنی نیز در اقدامی نام باشگاه را به شهید چمران تغییر داد. مصطفی داوودی رئیس وقت سازمان تربیت بدنی در نامه‌ای به دفتر سید روح‌الله خمینی این تغییر نام را اعلام کرد و البته قرار بود تیم فوتبال پرسپولیس از سال بعد یعنی ۱۳۶۱ نام خود را تغییر دهد. پرسپولیسی‌ها که از اقدامات سازمان شاکی بودند در دیدار هفته سوم خود مقابل هما در باشگاه‌های تهران حاضر نشدند و بدین ترتیب بازنده شدند. هما با این ۲ امتیاز در نهایت قهرمان شد و پرسپولیسی‌ها یک قهرمانی را به خاطر تغییر نام باشگاه از دست دادند. نهایتاً نام تیم فوتبال تغییر نکرد و دوباره به پرسپولیس بازگشت. در روز سه شنبه ۱۷ مهرماه ۱۳۶۳ قرار بود بازی بین دو تیم پرسپولیس و پاس در جام باشگاه‌های تهران انجام شود. بازی در ورزشگاه شهید شیرودی انجام می‌شد. به دلیل ازدحام تماشاگران دیدار آغاز نشد. بلندگوی ورزشگاه اعلام کرد بازی بدون بلیت فروشی در جمعه پیش رو در ورزشگاه آزادی برگزار خواهد شد. تماشاگران علیه رئیس هیئت فوتبال تهران، محمد جانفدا شعار دادند. شعارهایی که رنگ و بوی سیاسی گرفت. سنگ‌پراکنی آغاز شد. تورهای سیمی اطراف میدان پاره شدند و تماشاگران به داخل زمین هجوم آوردند، تیرهای دروازه را از جا درآورده و تور دروازه‌ها و تشک‌های پرش ارتفاع را به آتش کشیدند. به رختکن‌ها حمله کرده و شیشه‌ها را شکستند. با بیرون آمدن تماشاگران از ورزشگاه شیرودی ترافیک سنگینی در خیابان‌های اطراف ورزشگاه ایجاد شد که تا ساعت‌ها ادامه یافت. نیروی انتظامی مداخله و افراد زیادی را دستگیر کرد. روابط عمومی سازمان تربیت بدنی پس از این اتفاق با انتشار اعلامیه‌ای مسابقات دسته اول باشگاه‌های تهران را تعطیل اعلام کرد. محمد جان‌فدا در دادسرا حاضر شد و با قرار وثیقه آزاد شد. پس از این اتفاق دیگر هیچ‌گاه بازی‌های پرسپولیس در ورزشگاه شیرودی برگزار نشد. در دی‌ماه ۱۳۶۵ تیم پرسپولیس تحت پوشش بنیاد مستضعفان قرار گرفت و اولین مدیر منصوب بنیاد در این باشگاه اقدام به تغییر نام باشگاه کرد. آزادی نامی بود که برای جایگزینی پرسپولیس انتخاب شد. در قرعه کشی مسابقات باشگاه‌های تهران حسین آبشناسان رئیس هیئت فوتبال تهران اعلام کرد تیمی به نام پرسپولیس حق شرکت در مسابقات را ندارد و باید با نام آزادی شرکت کند. محمود خوردبین سرپرست پرسپولیس نیز انصراف خود را از حضور در مسابقات اعلام کرد. محمدعلی دقت پور مدیر وقت باشگاه اعلام کرد که اگر پرسپولیسی‌ها حاضر به شرکت در مسابقات نشوند، ما با نفرات دیگری در مسابقات شرکت خواهیم کرد، ولی بازیکن‌ها حاضر به بازی در تیمی تحت عنوان آزادی نبودند. جلساتی با بازیکنان برگزار شد و نهایتاً اداره کل تربیت بدنی تهران در روز ۲۷ بهمن ۱۳۶۵ با یک اطلاعیه به قضیه پایان داد: «به پیشنهاد معاون فرهنگی بنیاد مستضعفان و موافقت اداره کل تربیت بدنی تهران باشگاه پرسپولیس به پیروزی تغییر نام یافت. این تغییر نام به پیشنهاد بازیکنان صورت گرفته است.»

#### دهه ۷۰ و آغاز ورود سیاسیون (۱۳۸۰–۱۳۷۰)

نامه حسن غفوری‌فرد (معاون رئیس‌جمهور ایران و رئیس سازمان تربیت بدنی) به سازمان ثبت اسناد کشور برای معرفی عباس انصاری‌فرد به‌عنوان نماینده تام‌الاختیار سازمان در باشگاه به تاریخ ۳۱ فروردین ۱۳۷۰

به‌طور کلی (و به شکل خاص در باشگاه استقلال) اولین جرقه ورود سیاسیون و سیاست به فوتبال در سال ۱۳۶۹ زده‌شد. سیاست در قبال فوتبال آرام‌تر شد و پوشش تلویزیونی مسابقات افزایش یافت. پرسپولیس و استقلال در این دهه درگیر جناح‌بندی‌های سیاسی شدند اما تا پیش از دوم خرداد جناح‌بندی‌های آنان تقریباً نامشخص بود.
در سال ۱۳۷۲ به اصرار حسن غفوری‌فرد، پرسپولیس زیر نظر فردی از کابینه هاشمی رفسنجانی (حسین محلوجی) قرار گرفت.
در انتخابات ریاست جمهوری ۱۳۷۶ علی‌رغم انتظارات، امیر عابدینی، مدیرعامل وقت پرسپولیس و جمعی از بازیکنان در اقدامی از علی‌اکبر ناطق‌نوری حمایت کردند و در آن سو علی فتح‌الله‌زاده، مدیرعامل وقت استقلال به همراه بازیکنان و مربیان در نامه‌ای سرگشاده به حمایت از محمد خاتمی پرداختند. این آخرین باری بود که دو باشگاه بدین شکل علنی و صریح موضع‌گیری سیاسی کردند.
دو سال بعد، در ۲۰ تیر ۱۳۷۸ یعنی دو روز پس از واقعه کوی دانشگاه، در حالی که جامعه هنوز دچار التهاب بود و «با وجود شایعات و مشکلات، در فضایی نه‌چندان دلچسب و گرم»، بازی سنتی پرسپولیس–استقلال در فینال جام حذفی با آرامش برگزار شد و علی‌رغم تلاش‌های انجام‌شده برای تحریک تماشاگران، هیچ شعار سیاسی شنیده نشد.

#### دهه ۸۰ (۱۳۹۰–۱۳۸۰)
پس از آن که در سال ۱۳۸۰، رای دادگاه به تعلق پرسپولیس به دولت صادر شد، محسن مهرعلیزاده، رئیس وقت سازمان تربیت بدنی تلاش کرد که در ترکیب هیئت مدیره پرسپولیس از افراد متمایل به اصلاح‌طلبی استفاده نماید.
پس از آغاز دوران ریاست جمهوری محمود احمدی‌نژاد و برگزاری انتخابات شورای اسلامی شهر تهران، یاران احمدی‌نژاد توافق کردند تا پرسپولیس زیر نظر شهرداری تهران به کار خود ادامه دهد.

## ورزشگاه و زمین تمرین

### ورزشگاه خانگی

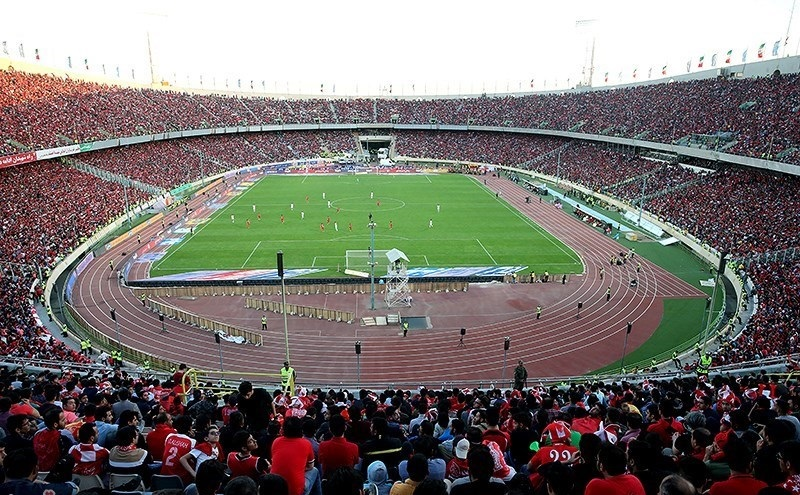
هواداران باشگاه فوتبال پرسپولیس تهران در ورزشگاه آزادی

باشگاه پرسپولیس ورزشگاه خانگی اختصاصی ندارد و برای بازی‌های خانگی خود ورزشگاه آزادی تهران را اجاره می‌کند. تیم ملی فوتبال ایران و استقلال تهران نیز در همین ورزشگاه به میدان می‌روند.
در پی بازسازی چمن ورزشگاه آزادی در فصل ۸۲–۸۱، پرسپولیس بازی‌های خانگی خود را در ورزشگاه تختی برگزار کرد.
پرسپولیس پیش از ساخته شدن ورزشگاه آزادی، بازی‌های خود را در ورزشگاه امجدیه برگزار می‌کرد و در آغاز بنیادگذاری ورزشگاهی مجهز به استخر، زمین ژیمناستیک و بولینگ در مجموعه بولینگ عبده در اختیار داشت. این مجموعه در مرداد ۱۳۵۷ دچار آتش‌سوزی شد.
البته پرسپولیس پیشتر ورزشگاه اختصاصی در اختیار داشته است. در اوایل دهه ۱۳۵۰، عبده در شهرک اکباتان زمینی را خریداری کرده‌بود و در آن یک ورزشگاه فوتبال با نام ورزشگاه آپادانا بر پا کرد. پرسپولیس به دلیل کمبود امکانات برای هوادارانش و همکاری نکردن دیگر باشگاه‌ها، تنها یک بازی در ورزشگاه آپادانا انجام داد و پس از آن، از آپادانا به‌عنوان زمین تمرین بهره گرفت. همچنین به دلیل نبود پشتیبانی دیگر باشگاه‌های فوتبال ایران از حرفه‌ای شدن باشگاه پرسپولیس، عبده در سال ۱۳۵۲ ورزشگاه آپادانا را به ارزش ۲۰۰٬۰۰۰ تومان به باشگاه راه‌آهن فروخت. ورزشگاه آپادانا امروز ورزشگاه راه‌آهن نامیده می‌شود و در همسایگی ورزشگاه شهید دستگردی جای دارد. پس از انقلاب، در سال ۱۳۵۹ بنیاد مستضعفان و جانبازان دارایی‌های این باشگاه را به سود خود مصادره کرد.
در روزهای پایانی سال ۱۳۸۴، وبگاه رسمی باشگاه خبرهایی دربارهٔ این که پرسپولیس «ورزشگاه شهر قدس» را خریده است، منتشر کرد؛ اما این ماجرا به‌علت مشکلات مالی و حقوقی باشگاه پایان یافت و به ثمر نرسید.

### زمین تمرین
پیش از انقلاب، زمین‌های تمرین پرسپولیس ورزشگاه آپادانا و بولینگ عبده بود. وقتی بولینگ عبده مصادره شد پرسپولیس در تپه‌های داوودیه تمرین می‌کرد.
در سال‌های گذشته، تمرینات تیم اصلی بیشتر در ورزشگاه کارگران انجام می‌شد.
در شهریور ۱۳۸۷، پس از انتقال باشگاه راه‌آهن به شهرری، پرسپولیس ورزشگاه راه‌آهن را به ارزش ۱۵۰ میلیون تومان برای یک سال اجاره کرد و پس از ۳۵ سال به ورزشگاه خانگی دیرین خود در شهرک اکباتان بازگشت. برای چند سال تیم اصلی پرسپولیس در ورزشگاه شهید درفشی‌فر تمرین می‌کرد. تیم‌های پایه نیز در ورزشگاه امام رضا تمرین و بازی می‌کنند. در تیر ۱۳۹۲ آکادمی باشگاه پرسپولیس نیز در ورزشگاه امام رضا راه‌اندازی شد.
در تاریخ ۲۸ دی ۱۳۹۴ ورزشگاه شهید کاظمی برای مدت ۳ سال به باشگاه پرسپولیس واگذار شد. تمرینات تیم فوتبال پرسپولیس پس از تأیید برانکو، در این ورزشگاه که گنجایش ۱۵٬۰۰۰ تماشاگر را دارد، انجام می‌شود.

## هواداران و هماوردان

### هواداران

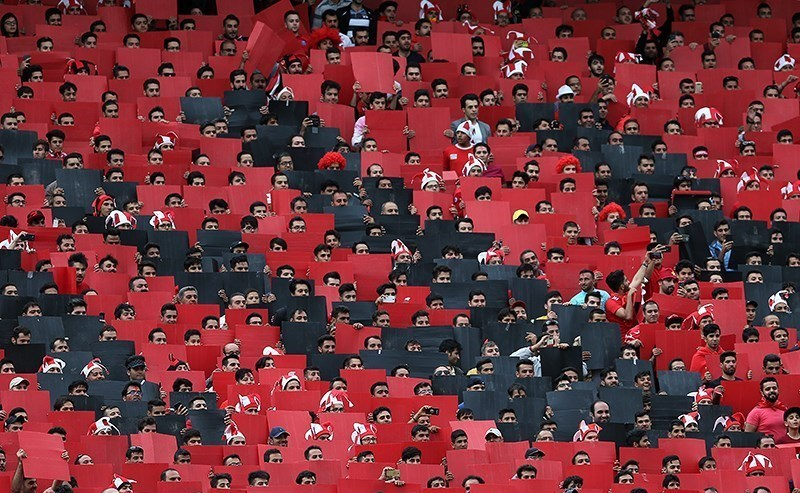
هواداران مسابقه پرسپولیس و الجزیره در لیگ قهرمانان آسیا ۲۰۱۸

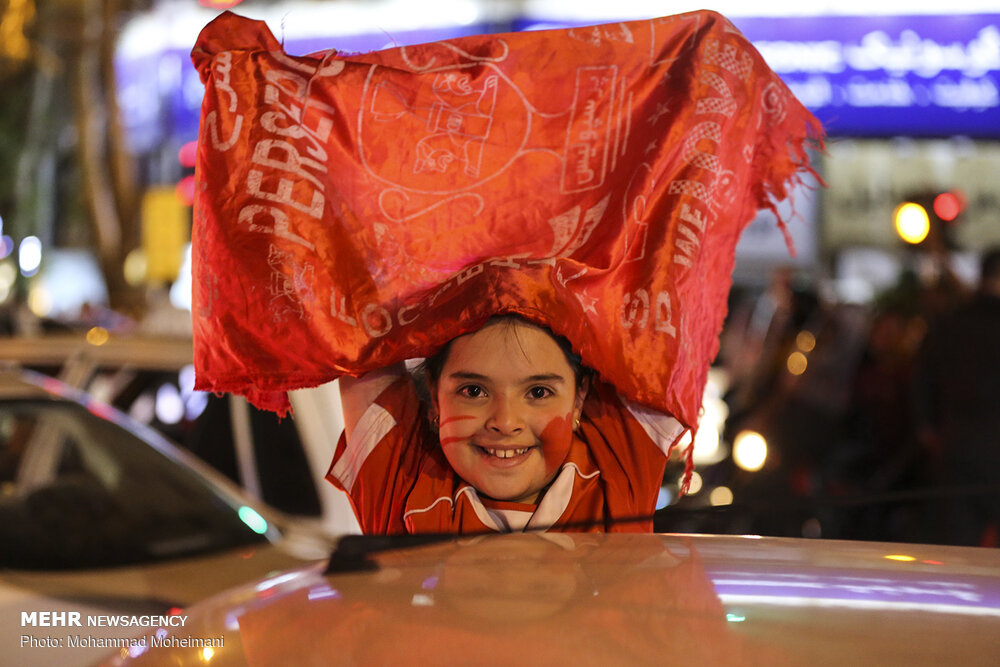
شادی خیابانی هوادار خردسال پرسپولیس بعد از قهرمانی در لیگ برتر فوتبال ایران

پرسپولیس باشگاه پرهواداری است. بر پایه نظرسنجی‌های انجام شده باشگاه پرسپولیس به‌عنوان پرهوادارترین باشگاه فوتبال ایران معرفی شده است. و بنا بر اعلام وبگاه رسمی، باشگاه برای هوادارانش ارزش بسیاری قائل است.
با این که باشگاه پرسپولیس در تهران قرار دارد، در سراسر ایران هوادار دارد و در بازی‌های خارج از خانه نیز عده زیادی برای تشویق آن‌ها به ورزشگاه می‌روند.
این باشگاه در امارات متحده عربی و قطر نیز هوادارانی دارد.
عادل فردوسی‌پور در مجله ورلدساکر می‌نویسد: «پرسپولیس با بیش از ۳۰ میلیون هوادار به‌عنوان محبوب‌ترین باشگاه آسیا شناخته می‌شود.»
بنا بر نوشته همشهری‌آنلاین، کنفدراسیون فوتبال آسیا در فهرستی پرسپولیس را بالاتر از الهلال عربستان و دالیان چین پرهوادارترین باشگاه آسیا معرفی کرده‌بود. رکورد بیشترین تماشاگر تاریخ لیگ برتر مربوط به بازی پرسپولیس و سپاهان در لیگ هفتم است که بیش از ۱۲۰ هزار تماشاگر در استادیوم آزادی حضور داشتند و بیش از ۸۰ هزار نفر پشت درهای بسته ورزشگاه ماندند.
همچنین باشگاه پرسپولیس رکورددار حضور تماشاگر در تاریخ لیگ قهرمانان است:
1. ۱۹ مه ۲۰۱۵ پرسپولیس یک - الهلال عربستان صفر (ورزشگاه آزادی تهران تماشاگر: ۱۰۰٫۰۰۰ نفر)
2. ۶ مه ۲۰۱۵ پرسپولیس دو - بنیادکار ازبکستان یک (ورزشگاه آزادی تهران تماشاگر: ۱۰۰٫۰۰۰ نفر)
3. ۸ آوریل ۲۰۱۵ پرسپولیس یک - النصر عربستان صفر (ورزشگاه آزادی تهران تماشاگر: ۱۰۰٫۰۰۰ نفر)
4. پرتماشاگرترین بازی لیگ قهرمانان آسیا در سال ۲۰۱۲: بازی پرسپولیس و الغرافه قطر با حضور ۹۶٫۲۰۰ نفر تماشاگر برگزار گردید.[۱۰۸]
5. پرتماشاگرترین بازی لیگ قهرمانان در سال ۲۰۰۹: بازی پرسپولیس و بنیادکار ازبکستان با حضور ۹۵٬۲۲۵ نفر

### هماوردان

#### استقلال تهران

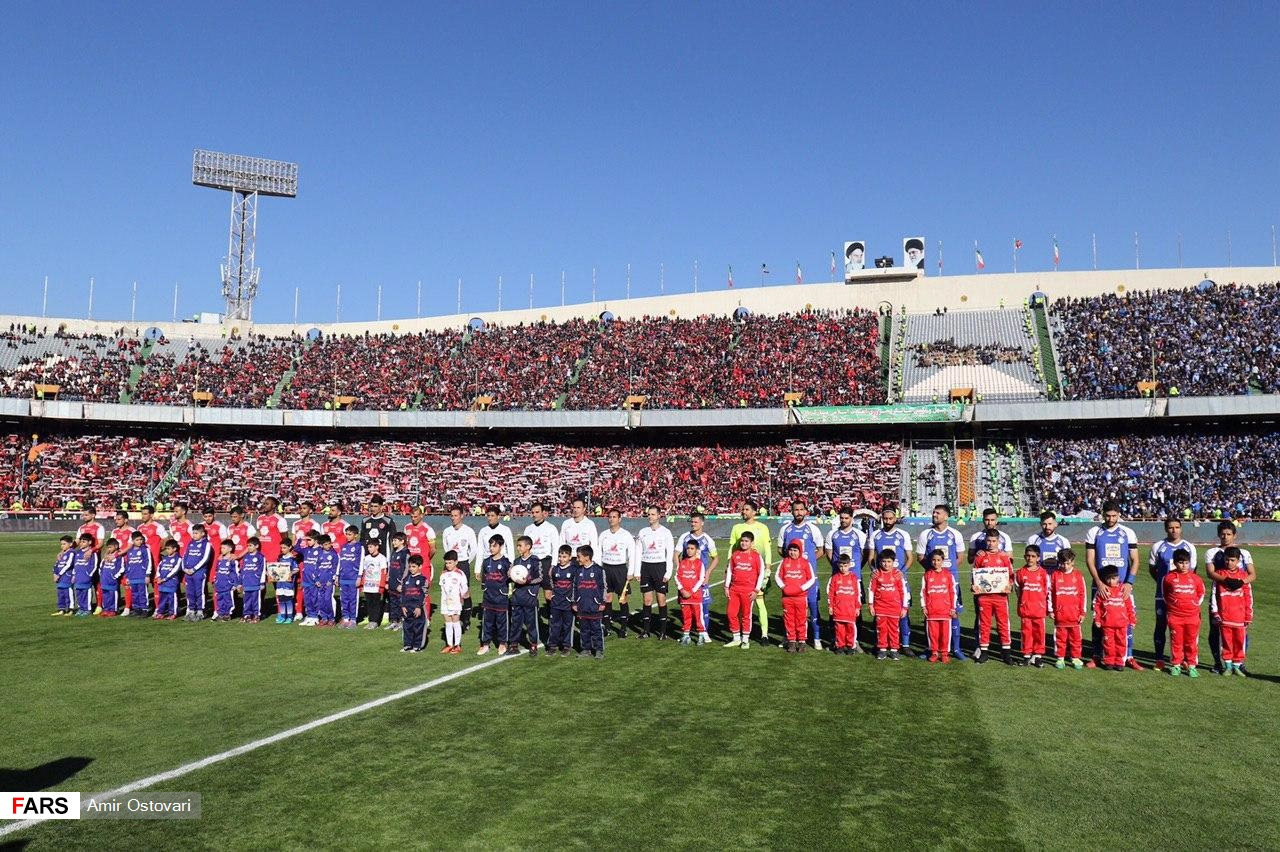
شهرآورد ۹۲ در لیگ برتر ۹۹–۱۳۹۸

بازی میان پرسپولیس و استقلال، دو باشگاه پرهوادار و پرافتخار ایران، مهم‌ترین مسابقهٔ باشگاهی فوتبال در ایران است. رکورد بیشترین گل زده و شکست ناپذیری (شش بازی رسمی) در داربی تهران در اختیار تیم پرسپولیس است. همچنین نخستین بازی دو تیم در روز ۱۶ فروردین ۱۳۴۷، نخستین بازی رسمی پرسپولیس بود که با نتیجهٔ بدون گل پایان یافت.
فردای آن روز، روزنامه کیهان ورزشی (مهم‌ترین روزنامه ورزشی آن زمان) روی جلد خود هیچ چیز از بازی ننوشت و تیتری از فوتبال دخترها داشت. برخلاف گذشته، امروزه این بازی همواره با حساسیت بالا و تماشاگران زیاد همراه است و برگزاری آن بازتاب‌های زیادی در ایران دارد. معمولاً این بازی را حدود ۱۰۰٫۰۰۰ نفر در ورزشگاه آزادی تهران تماشا می‌کنند. این شهرآورد گاهی به خشونت میان بازیکنان، و درگیری میان هواداران می‌انجامد و هولیگان‌ها به ناوگان حمل و نقل عمومی از جمله اتوبوس‌ها آسیب می‌زنند. مجله ورلدساکر در شماره ژوئیه ۲۰۰۸ خود، فهرستی از ۵۰ شهرآورد دنیا منتشر کرد؛ و شهرآورد تهران را در رتبه ۱ام آسیا و ۲۲وم جهان قرار داد.

#### سپاهان اصفهان
با این که پرسپولیس و سپاهان هر دو ریشه در باشگاه فوتبال شاهین دارند، در گذشته بازی این دو هماوردی محسوب نمی‌شد. با آغاز جام خلیج فارس و قهرمانی باشگاه‌های اصفهانی در جام‌های فوتبال ایران، به اهمیت بازی‌های رودرروی باشگاه‌های اصفهان و تهران افزوده‌شد. پس از نبرد قهرمانی پرسپولیس و سپاهان در جام حذفی ۸۵-۱۳۸۴ و لیگ برتر ۸۷–۱۳۸۶، این حساسیت و اهمیت دوچندان شد، به گونه‌ای که هم‌اکنون این هماوردی از مهم‌ترین بازی‌های دو باشگاه در هر فصل است.

## عملکرد

### فصل‌های اخیر
جدول زیر عملکرد کلی پرسپولیس از آغاز لیگ برتر را نشان می‌دهد.

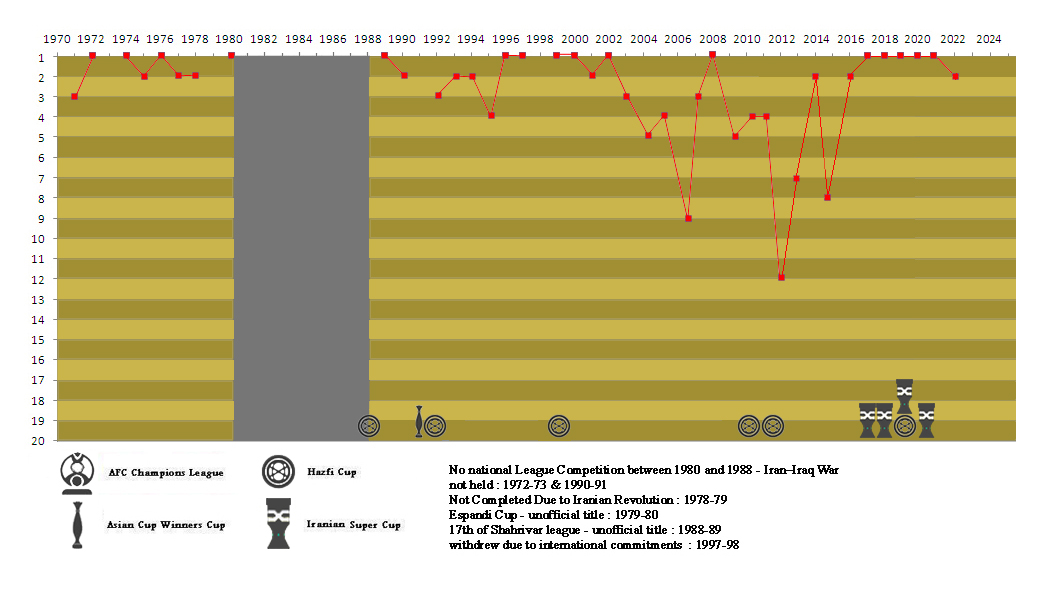
نمودار رتبه‌های پرسپولیس در لیگ از ۱۳۴۷

| فصل     | رتبه در لیگ | جام حذفی    | لیگ قهرمانان آسیا |
| ------- | ----------- | ----------- | ----------------- |
| ۸۱–۱۳۸۰ | ۱           | ۱/۴ پایانی  | —                 |
| ۸۲–۱۳۸۱ | ۳           | ۱/۸ پایانی  | دور گروهی         |
| ۸۳–۱۳۸۲ | ۵           | ۱/۸ پایانی  | —                 |
| ۸۴–۱۳۸۳ | ۴           | ۱/۸ پایانی  | —                 |
| ۸۵–۱۳۸۴ | ۹           | نایب‌قهرمان  | —                 |
| ۸۶–۱۳۸۵ | ۳           | نیمه پایانی | —                 |
| ۸۷–۱۳۸۶ | ۱           | ۱/۸ پایانی  | —                 |
| ۸۸–۱۳۸۷ | ۵           | ۱/۴ پایانی  | ۱/۸ پایانی        |
| ۸۹–۱۳۸۸ | ۴           | قهرمان      | —                 |
| ۹۰–۱۳۸۹ | ۴           | قهرمان      | دور گروهی         |
| ۹۱–۱۳۹۰ | ۱۲          | ۱/۴ پایانی  | ۱/۸ پایانی        |
| ۹۲–۱۳۹۱ | ۷           | نایب‌قهرمان  | —                 |
| ۹۳–۱۳۹۲ | ۲           | ۱/۴ پایانی  | —                 |
| ۹۴–۱۳۹۳ | ۸           | نیمه پایانی | ۱/۸ پایانی        |
| ۹۵–۱۳۹۴ | ۲           | ۱/۴ پایانی  | —                 |
| ۹۶–۱۳۹۵ | ۱           | ۱/۱۶ پایانی | نیمه نهایی        |
| ۹۷–۱۳۹۶ | ۱           | ۱/۴ پایانی  | نایب‌قهرمان        |
| ۹۸–۱۳۹۷ | ۱           | قهرمان      | دور گروهی         |
| ۹۹–۱۳۹۸ | ۱           | نیمه نهایی  | نایب‌قهرمان        |
| ۰۰–۱۳۹۹ | ۱           | ۱/۴ پایانی  | ۱/۴ پایانی        |
| ۰۱–۱۴۰۰ | ۲           | ۱/۴ پایانی  | —                 |
| ۰۲–۱۴۰۱ | ۱           | قهرمان      | —                 |
| ۰۳–۱۴۰۲ | ۱           | ۱/۸ پایانی  | دور گروهی         |

### تمام ادوار

#### از ۱۳۴۹ تا ۱۳۵۷
| فر | ۱۱۳۴۹        | ۲۱۳۵۰          | ۳۱۳۵۲           | ۴۱۳۵۳          | ۵۱۳۵۴       | ۶۱۳۵۵           | ۷۱۳۵۶           | ۸۱۳۵۷          |
| ۱  | تاج تهران    | پرسپولیس       | پرسپولیس        | تاج            | پرسپولیس    | پاس             | پاس             | شهباز          |
| ۲  | پاس تهران    | پاس            | تاج             | پرسپولیس       | هما         | پرسپولیس        | پرسپولیس        | پرسپولیس       |
| ۳  | تاج آبادان   | تاج تهران      | پاس تهران       | هما            | پاس         | شهباز           | ملوان           | تاج            |
| ۴  | پرسپولیس     | عقاب           | عقاب            | پاس تهران      | تاج         | تاج             | تاج             | پاس            |
| ۵  | کارگر آبادان | سپاهان         | ملوان           | صنعت نفت       | ابومسلم     | دارایی          | تراکتورسازی     | نیرو اهواز     |
| ۶  | تاج شیراز    | تاج مسجدسلیمان | صنعت نفت        | ملوان          | دارایی      | نیرو اهواز      | صنعت‌نفت         | ملوان          |
| ۷  | آریا مشهد    | جم آبادان      | راه‌آهن          | بانک ملی       | ملوان       | ملوان           | برق شیراز       | ماشین‌سازی      |
| ۸  | برق تهران    | تاج نوشهر      | بانک ملی        | عقاب           | صنعت‌نفت     | هما             | ذوب‌آهن          | بانک ملی       |
| ۹  |              |                | نورد اهواز      | راه‌آهن         | ذوب‌آهن      | ماشین‌سازی تبریز | نیرو اهواز      | تراکتور        |
| ۱۰ |              |                | ذوب‌آهن          | سپاهان         | بانک ملی    | بانک ملی        | ماشین‌سازی تبریز | صنعت نفت       |
| ۱۱ |              |                | برق تهران       | ذوب‌آهن         | سپاهان      | برق شیراز       | شهباز           | برق شیراز      |
| ۱۲ |              |                | ماشین‌سازی تبریز | آب و برق اهواز | آرارات      | آرارات          | هما             | ذوب آهن        |
| ۱۳ |              |                |                 |                | نیرو اهواز  | صنعت‌نفت         | سپاهان          | رستاخیز خرمشهر |
| ۱۴ |              |                |                 |                | برق شیراز   | سپاهان          | بانک ملی        | ابومسلم        |
| ۱۵ |              |                |                 |                | راه‌آهن      | ذوب‌آهن          | دارایی          | دارایی         |
| ۱۶ |              |                |                 |                | تراکتورسازی | ابومسلم         | راه‌آهن          | هما            |

### تا ۱۳۸۰
| فر | ۹۶۹–۶۸۱ \| ۲   | ۹۶۹–۶۸۱ \| ۲  | ۱۰۷۱–۷۰           | ۱۱۱۳۷۱۱ \| ۲  | ۱۱۱۳۷۱۱ \| ۲  | ۱۲۱۳۷۲        | ۱۳۱۳۷۳۱ \| ۲   | ۱۳۱۳۷۳۱ \| ۲   | ۱۴۱۳۷۴           | ۱۵۷۶–۷۵           | ۱۶۷۷–۷۶       | ۱۷۷۸–۷۷       | ۱۸۷۹–۷۸         | ۱۹۸۰–۷۹      |
| ۱  | پرسپولیس       | استقلال       | پاس               | تراکتورسازی   | پرسپولیس      | سایپا         | سایپا          | پرسپولیس       | پرسپولیس         | پرسپولیس          | استقلال       | پرسپولیس      | پرسپولیس        | استقلال      |
| ۲  | ملوان          | دارایی        | استقلال تهران     | کشاورز        | پاس           | پرسپولیس      | استقلال تهران  | کشاورز         | بهمن کرج         | بهمن کرج          | پاس           | استقلال       | استقلال         | پرسپولیس     |
| ۳  | نساجی مازندران | تام اصفهان    | پرسپولیس          | استقلال تهران | پلی اکریل     | جنوب اهواز    | ماشین‌سازی      | برق شیراز      | استقلال تهران    | سپاهان            | ذوب آهن       | سپاهان        | فجرسپاسی        | سایپا        |
| ۴  | تراکتورسازی    | صنعت نفت      | ملوان بندرانزلی   | صنعت نفت      | ملوان         | ذوب‌آهن        | شهرداری تبریز  | استقلال اهواز  | پاس تهران        | پاس تهران         | فجر سپاسی     | سایپا         | سپاهان          | ذوب آهن      |
| ۵  | بانک سپه       | شهرداری ساری  | جنوب اهواز        | جنوب اهواز    | استقلال اهواز | پاس           | جنوب اهواز     | آرارات         | سپاهان           | صنعت نفت ابادان   | شهرداری تبریز | پاس           | ذوب آهن         | پیکان        |
| ۶  | جنوب اهواز     | ماشین‌سازی     | سپاهان اصفهان     | کما شیراز     | برق شیراز     | نساجی         | سپاهان         | پاس تهران      | برق شیراز        | استقلال تهران     | سپاهان        | چوکا تالش     | تراکتورسازی     | پاس          |
| ۷  | سپاهان         | پاس بوشهر     | نساجی مازندران    | وحدت ساری     | نساجی         | صنعت نفت      | نفت قائمشهر    | ملوان انزلی    | استقلال اهواز    | پیام مشهد         | سایپا         | فولاد         | پاس تهران       | سپاهان       |
| ۸  | کما شیراز      | استقلال انزلی | استقلال اهواز     | سپیدرود       | ابومسلم       | تراکتورسازی   | چوکا تالش      | ذوب‌آهن         | ماشین‌سازی تبریز  | برق شیراز         | پلی اکریل     | ابومسلم       | بهمن            | فولاد        |
| ۹  | پیام مشهد      | خیبر خرم‌آباد  | کما شیراز         |               |               | کشاورز        | بانک تجارت     | تراکتورسازی    | کشاورز تهران     | استقلال اهواز     | تراکتور سازی  | صنعت نفت      | سایپا           | فجر سپاسی    |
| ۱۰ | استقامت یزد    | پاکدیس ارومیه | تراکتورسازی تبریز |               |               | چوکا تالش     | پیام گچ خراسان | نساجی مازندران | پلی اکریل اصفهان | ذوب آهن اصفهان    | فولاد         | فجر سپاسی     | فولاد           | استقلال رشت  |
| ۱۱ | کاوه بندر عباس | گسترش اراک    | استقلال رشت       |               |               | سپاهان        | پارس‌خودرو      | قدس ساری       | شموشک نوشهر      | تراکتورسازی تبریز | صنعت نفت      | تراکتورسازی   | ابومسلم         | برق شیراز    |
| ۱۲ |                |               | ابومسلم خراسان    |               |               | برق شیراز     | نفت آبادان     | شاهین بوشهر    | ملوان انزلی      | پلی اکریل اصفهان  | بهمن          | ذوب آهن       | صنعت نفت آبادان | تراکتور سازی |
| ۱۳ |                |               | ابومسلم خراسان    |               |               | ملوان انزلی   |                |                | جنوب اهواز       | ماشین‌سازی تبریز   | استقلال اهواز | ملوان         | چوکا تالش       |              |
| ۱۴ |                |               |                   |               |               | استقلال اهواز |                |                | آرارات تهران     | ملوان انزلی       | پیام مشهد     | شهرداری تبریز | ایرسوتر نوشهر   |              |
| ۱۵ |                |               |                   |               |               |               |                |                | شهرداری تبریز    | شموشک نوشهر       | برق شیراز     | پلی اکریل     |                 |              |
| ۱۶ |                |               |                   |               |               |               |                |                | سایپا            | کشاورز تهران      | پرسپولیس      | بانک ملی      |                 |              |

#### لیگ برتر
| از ۱۳۸۰ تا ۱۳۹۰ |                |                |               |                |               |               |               |                 |               |                |
| فر              | ۲۰۸۱–۱۳۸۰      | ۲۱ ۸۲–۱۳۸۱     | ۲۲ ۸۳–۱۳۸۲    | ۲۳۸۴–۱۳۸۳      | ۲۴۸۵–۱۳۸۴     | ۲۵۸۶–۱۳۸۵     | ۲۶۸۷–۱۳۸۶     | ۲۷۸۸–۱۳۸۷       | ۲۸۸۹–۱۳۸۸     | ۲۹۹۰–۱۳۸۹      |
| ۱               | پرسپولیس       | سپاهان         | پاس           | فولاد          | استقلال       | سایپا         | پرسپولیس      | استقلال         | سپاهان        | سپاهان         |
| ۲               | استقلال        | پاس            | استقلال       | ذوب‌آهن         | پاس           | استقلال اهواز | سپاهان        | ذوب‌آهن          | ذوب‌آهن        | استقلال        |
| ۳               | فولاد          | پرسپولیس       | فولاد         | استقلال        | سایپا         | پرسپولیس      | صبا           | مس              | استقلال       | ذوب‌آهن         |
| ۴               | پاس            | فجر            | ذوب‌آهن        | پرسپولیس       | صبا           | استقلال       | ابومسلم       | سپاهان          | پرسپولیس      | پرسپولیس       |
| ۵               | ابومسلم        | پیکان          | پرسپولیس      | استقلال اهواز  | ابومسلم       | سپاهان        | پاس           | پرسپولیس        | استیل آذین    | تراکتور        |
| ۶               | ذوب‌آهن         | سایپا          | سپاهان        | پاس            | ذوب‌آهن        | ابومسلم       | ذوب‌آهن        | صبا             | صبا           | فولاد          |
| ۷               | پیکان          | فولاد          | پیکان         | ملوان          | سپاهان        | پیکان         | پیکان         | فولاد           | تراکتور       | مس کرمان       |
| ۸               | برق شیراز      | ذوب‌آهن         | استقلال اهواز | ابومسلم        | فولاد         | ذوب‌آهن        | برق شیراز     | پیکان           | سایپا         | ملوان          |
| ۹               | سپاهان         | استقلال        | پگاه          | صبا            | فجر سپاسی     | مس            | استقلال اهواز | فجر سپاسی       | مس            | صنعت نفت       |
| ۱۰              | فجر سپاسی      | برق شیراز      | ابومسلم       | سپاهان         | ملوان         | فجر سپاسی     | مس            | سایپا           | فولاد         | صبای قم        |
| ۱۱              | سایپا          | اس. اهواز      | فجر سپاسی     | فجر سپاسی      | استقلال اهواز | پاس           | سایپا         | راه‌آهن          | پیکان         | سایپا          |
| ۱۲              | ملوان          | ابومسلم        | برق شیراز     | برق شیراز      | راه‌آهن        | برق شیراز     | راه‌آهن        | پاس             | ملوان         | ش. تبریز       |
| ۱۳              | اس. رشت        | صنعت نفت       | سایپا         | سایپا          | پرسپولیس      | صبا           | استقلال       | ملوان           | شاهین بوشهر   | نفت تهران      |
| ۱۴              | تراکتور        | ملوان          | شموشک         | شموشک          | برق شیراز     | ملوان         | فجر سپاسی     | استقلال اهواز   | راه‌آهن        | شاهین          |
| ۱۵              |                |                |               | پیکان          | شموشک         | فولاد         | پگاه          | ابومسلم         | پاس           | راه‌آهن         |
| ۱۶              |                |                |               | پگاه           | شهید قندی     | راه‌آهن        | ملوان         | پیام            | فجر سپاسی     | پاس همدان      |
| ۱۷              |                |                |               |                |               |               | صنعت نفت      | داماش           | ابومسلم       | پیکان          |
| ۱۸              |                |                |               |                |               |               | شیرین فراز    | برق شیراز       | استقلال اهواز | استیل‌آذین      |
| از ۱۳۹۰ تا ۱۴۰۰ |                |                |               |                |               |               |               |                 |               |                |
| فر              | ۳۰۹۱–۱۳۹۰      | ۳۱۹۲–۱۳۹۱      | ۳۲۹۳–۱۳۹۲     | ۳۳۹۴–۱۳۹۳      | ۳۴۹۵–۱۳۹۴     | ۳۵۹۶–۱۳۹۵     | ۳۶۹۷–۱۳۹۶     | ۳۷۹۸–۱۳۹۷       | ۳۸۹۹–۱۳۹۸     | ۳۹۰۰–۱۳۹۹      |
| ۱               | سپاهان         | استقلال        | فولاد         | سپاهان         | اس. خوزستان   | پرسپولیس      | پرسپولیس      | پرسپولیس        | پرسپولیس      | پرسپولیس       |
| ۲               | تراکتور        | تراکتور        | پرسپولیس      | تراکتور        | پرسپولیس      | استقلال       | ذوب‌آهن        | سپاهان          | استقلال       | سپاهان         |
| ۳               | استقلال        | سپاهان         | نفت تهران     | نفت تهران      | استقلال       | تراکتور       | استقلال       | استقلال         | فولاد         | استقلال        |
| ۴               | صبا            | فولاد          | سپاهان        | ذوب‌آهن         | تراکتور       | ذوب‌آهن        | سایپا         | پدیده شهر خودرو | تراکتور       | تراکتور        |
| ۵               | نفت تهران      | نفت تهران      | استقلال       | فولاد          | نفت تهران     | سپاهان        | پارس جنوبی جم | تراکتور         | سپاهان        | گل‌گهر          |
| ۶               | ذوب‌آهن         | مس             | تراکتور       | استقلال        | ذوب‌آهن        | پیکان         | پیکان         | ذوب‌آهن          | شهر خودرو     | فولاد          |
| ۷               | داماش          | پرسپولیس       | ملوان         | سایپا          | صبا           | اس. خوزستان   | فولاد         | سایپا           | صنعت نفت      | پیکان          |
| ۸               | سایپا          | راه‌آهن         | سایپا         | پرسپولیس       | سایپا         | گسترش         | صنعت نفت      | فولاد           | نفت م.س.      | مس رفسنجان     |
| ۹               | مس             | صبا            | صبا           | صبا            | گسترش         | نفت تهران     | گسترش فولاد   | صنعت نفت        | نساجی         | پدیده          |
| ۱۰              | صنعت نفت       | سایپا          | گسترش فولاد   | پدیده          | پدیده         | فولاد         | تراکتور       | نساجی           | گل‌گهر         | صنعت نفت       |
| ۱۱              | راه‌آهن         | داماش          | راه‌آهن        | گسترش          | سپاهان        | پدیده         | پدیده         | پیکان           | ماشین‌سازی     | آلومینیوم اراک |
| ۱۲              | پرسپولیس       | فجر سپاسی      | اس. خوزستان   | راه‌آهن         | فولاد         | صنعت نفت      | اس. خوزستان   | پارس جم         | ذوب‌آهن        | نساجی          |
| ۱۳              | فجر سپاسی      | ملوان          | ذوب‌آهن        | ملوان          | سیاه جامگان   | سایپا         | سپیدرود       | ماشین‌سازی       | سایپا         | نفت م.س.       |
| ۱۴              | فولاد          | ذوب‌آهن         | فجر سپاسی     | اس. خوزستان    | ملوان         | سیاه‌جامگان    | سپاهان        | نفت م.س.        | پیکان         | ذوب‌آهن         |
| ۱۵              | ملوان          | آلومینیوم      | داماش         | پیکان          | راه‌آهن        | صبای قم       | نفت           | سپیدرود         | پارس جم       | سایپا          |
| ۱۶              | شهرداری تبریز  | صنعت نفت       | مس            | نفت مسجدسلیمان | استقلال اهواز | ماشین‌سازی     | سیاه‌جامگان    | اس. خوزستان     | شاهین         | ماشین‌سازی      |
| ۱۷              | شاهین بوشهر    | پیکان          |               |                |               |               |               |                 |               |                |
| ۱۸              | مس سرچشمه      | گهر دورود      |               |                |               |               |               |                 |               |                |
| از ۱۴۰۰ تا ۱۴۰۴ |                |                |               |                |               |               |               |                 |               |                |
| فر              | ۴۰۰۱–۱۴۰۰      | ۴۱۰۲–۱۴۰۱      | ۴۲۰۳–۱۴۰۲     | ۴۲۰۴–۱۴۰۳      |               |               |               |                 |               |                |
| ۱               | استقلال        | پرسپولیس       | پرسپولیس      | تراکتور        |               |               |               |                 |               |                |
| ۲               | پرسپولیس       | سپاهان         | استقلال       | سپاهان         |               |               |               |                 |               |                |
| ۳               | سپاهان         | استقلال        | سپاهان        | پرسپولیس       |               |               |               |                 |               |                |
| ۴               | گل‌گهر          | تراکتور        | تراکتور       | فولاد          |               |               |               |                 |               |                |
| ۵               | فولاد          | مس رفسنجان     | ذوب‌آهن        | گل‌گهر          |               |               |               |                 |               |                |
| ۶               | مس رفسنجان     | گل‌گهر          | ملوان         | ذوب‌آهن         |               |               |               |                 |               |                |
| ۷               | ذوب‌آهن         | فولاد          | آلومینیوم     | ملوان          |               |               |               |                 |               |                |
| ۸               | آلومینیوم      | آلومینیوم      | شمس آذر       | آلومینیوم      |               |               |               |                 |               |                |
| ۹               | پیکان          | ذوب‌آهن         | گل‌گهر         | استقلال        |               |               |               |                 |               |                |
| ۱۰              | صنعت نفت       | هوادار         | مس رفسنجان    | چادرملو        |               |               |               |                 |               |                |
| ۱۱              | هوادار         | پیکان          | فولاد         | خیبر           |               |               |               |                 |               |                |
| ۱۲              | نساجی          | ملوان          | نساجی         | اس. خوزستان    |               |               |               |                 |               |                |
| ۱۳              | تراکتور        | نساجی          | هوادار        | شمس آذر        |               |               |               |                 |               |                |
| ۱۴              | نفت مسجدسلیمان | صنعت نفت       | اس. خوزستان   | مس رفسنجان     |               |               |               |                 |               |                |
| ۱۵              | شهر خودرو      | مس             | پیکان         | نساجی          |               |               |               |                 |               |                |
| ۱۶              | فجر سپاسی      | نفت مسجدسلیمان | صنعت نفت      | هوادار         |               |               |               |                 |               |                |

## تیم‌های دیگر
پرسپولیس در رده‌های سنی امید، جوانان، نوجوانان و نونهالان تیم دارد.

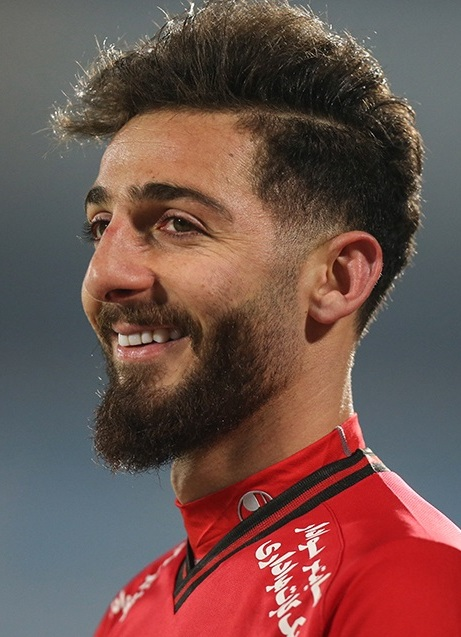
مهدی عبدی، از محصولات آکادمی پرسپولیس که به تیم اصلی راه یافته است.

پرسپولیس پیش از انقلاب تیم آماتورها داشت. در جام باشگاه‌های تهران ۱۳۵۱، پرسپولیس رسماً با تیم آماتورهایش در جام شرکت کرد.
مهدی عسگرخانی، دروازه‌بان آماتورهای پرسپولیس برجسته‌ترین بازیکن آن تیم بود که بعداً به تیم اصلی رسید.
در ۲۸ شهریور ۱۳۸۵، با اعلام محمدحسن انصاری‌فرد مدیرعامل وقت پرسپولیس، باشگاه فوتبال سرخپوشان دلوار افزار تیم دوم پرسپولیس معرفی شد.
فصل بعد بهادر عبدی و فرهاد خیرخواه، از سرخپوشان به پرسپولیس پیوستند. پس از تغییر مدیرعامل پرسپولیس رابطهٔ دو باشگاه کمرنگ شد و پرسپولیس به برخی تعهدات خود عمل نکرد. در آبان ۱۳۸۷ امتیاز باشگاه سرخپوشان واگذار شد. در آبان ۱۳۸۸ تیم ب پرسپولیس راه‌اندازی شد. این تیم در اواخر سال ۱۳۹۰ قهرمان مسابقات حذفی باشگاه‌های تهران شد. در ۳ مهر ۱۳۹۱، با اعلام محمد رویانیان مدیرعامل وقت پرسپولیس، باشگاه فوتبال پرسپولیس قائم‌شهر که در شهر قائم‌شهر قرار دارد یکی از زیرمجموعه‌های باشگاه پرسپولیس و تحت حمایت باشگاه پرسپولیس شد. مهرداد اولادی و هادی نوروزی، از جمله بازیکنان پرسپولیس قائم‌شهر بوده‌اند که تاکنون به پرسپولیس پیوستند. در ۳ آبان ۱۳۹۲، با اعلام محمد رویانیان مدیرعامل وقت پرسپولیس، امتیاز باشگاه فوتبال سایپا شمال که در شهر قائم‌شهر قرار داشته خریداری شد و نام سایپا شمال به باشگاه فوتبال پرسپولیس شمال تغییر کرد. در نهایت پرسپولیس شمال به خوبی مورد حمایت قرار نگرفت.

### کادر تیم‌های پایه
| تیم امید      | تیم امید |
| نام           | سمت      |
| ------------- | -------- |
| عباس آقایی    | سرمربی   |
| مصطفی گرم‌رودی | مربی     |
| رضا ریاضتی    | سرپرست   |

| تیم جوانان  | تیم جوانان |
| نام         | سمت        |
| ----------- | ---------- |
| بهادر عبدی  | سرمربی     |
| بهنام مرادی | مربی       |
| کاظم کریمی  | سرپرست     |

| تیم نوجوانان | تیم نوجوانان |
| نام          | سمت          |
| ------------ | ------------ |
| احسان خرسندی | سرمربی       |
| مصطفی گلزرند | مربی         |
| بهنام خرسندی | سرپرست       |

| تیم نونهالان   | تیم نونهالان |
| نام            | سمت          |
| -------------- | ------------ |
| مسعود زارعی    | سرمربی       |
| حسن جوادی      | مربی         |
| قدرت‌الله نصیری | سرپرست       |

### تیم زنان

تیم فوتبال دختران پرسپولیس در سال ۱۳۵۱. هنگامه افشار نفر اول نشسته از چپ کاپیتان تیم فوتبال بانوان پرسپولیس

پرسپولیس پیش از انقلاب تیم زنان داشت. آن‌ها پس از تاج و به‌همراه دیهیم و عقاب از پیشگامان فوتبال زنان در ایران بودند. در تابستان ۱۳۸۷، رئیس کمیته بانوان فدراسیون فوتبال ایران از این باشگاه درخواست کرد تا در لیگ شرکت کند. در اواخر همان سال، پرسپولیس امتیاز تیم زنان پیکان را در اختیار گرفت و در لیگ فوتبال زنان ایران شرکت کرد.

## بازیکنان

### بازیکنان کنونی
تاریخ به روز رسانی: ۲۹ مرداد ۱۴۰۴
| شماره |       | پست       | بازیکن                     |
| ----- | ----- | --------- | -------------------------- |
| ۱     | ایران | دروازه‌بان | پیام نیازمند               |
| ۲     | ایران | هافبک     | امید عالیشاه               |
| ۴     | ایران | مدافع     | میلاد محمدی                |
| ۶     | ایران | مدافع     | محمدحسین کنعانی‌زادگان      |
| ۷     | ایران | هافبک     | سروش رفیعی                 |
| ۸     | ایران | مدافع     | مرتضی پورعلی‌گنجی           |
| ۹     | ایران | مهاجم     | علی علیپور                 |
| ۱۰    | ایران | هافبک     | میلاد سرلک                 |
| ۱۱    | ایران | هافبک     | فرشاد احمدزاده             |
| ۱۴    | ایران | هافبک     | علیرضا عنایت‌زاده زیر ۲۳سال |
| ۱۷    | ایران | هافبک     | مجتبی فخریان زیر ۲۳سال     |
| ۱۸    | ایران | مهاجم     | ابوالفضل بابایی زیر ۲۳سال  |
| ۱۹    | ایران | هافبک     | وحید امیری                 |
| ۲۰    | ایران | هافبک     | محمدحسین صادقی زیر ۲۳سال   |
| ۲۱    | ایران | هافبک     | محمد عمری                  |

| شماره |             | پست       | بازیکن                    |
| ----- | ----------- | --------- | ------------------------- |
| ۲۲    | ایران       | دروازه‌بان | امیررضا رفیعی زیر ۲۵سال   |
| ۲۳    | جمهوری کنگو | هافبک     | تیوی بیفوما               |
| ۳۷    | ایران       | مدافع     | یعقوب براجعه زیر ۲۱سال    |
| ۵۵    | ایران       | مدافع     | حسین ابرقویی              |
| ۶۸    | ایران       | دروازه‌بان | محمد گندمی زیر ۲۱سال      |
| ۶۹    | ایران       | هافبک     | محمدامین کاظمیان          |
| ۷۰    | ازبکستان    | هافبک     | اوستون ارونوف زیر ۲۵سال   |
| ۷۶    | ایران       | مدافع     | سهیل صحرایی زیر ۲۳سال     |
| ۷۷    | ایران       | هافبک     | محمد خدابنده‌لو            |
| ۸۰    | ایران       | هافبک     | یاسین سلمانی زیر ۲۵سال    |
| ۸۱    | ایران       | هافبک     | رضا شکاری                 |
| ۸۴    | ایران       | مدافع     | علیرضا همایی‌فرد زیر ۲۱سال |
| ۸۸    | مونته‌نگرو   | هافبک     | مارکو باکیچ               |
| ۹۳    | ساحل عاج    | مدافع     | سرژ اوریه                 |

### قرضی در بیرون
| شماره |  | پست | بازیکن |
| ----- |  | --- | ------ |

### شماره‌های بایگانی‌شده
| شماره | نام بازیکن  |
| ----- | ----------- |
| ۲۴    | هادی نوروزی |

### بازیکنان پیشین
برای دیدن نام تمام بازیکنان باشگاه که در ویکی‌پدیای فارسی مقاله دارند، رده:بازیکنان باشگاه پرسپولیس را ببینید.

### بازیکنان سرشناس

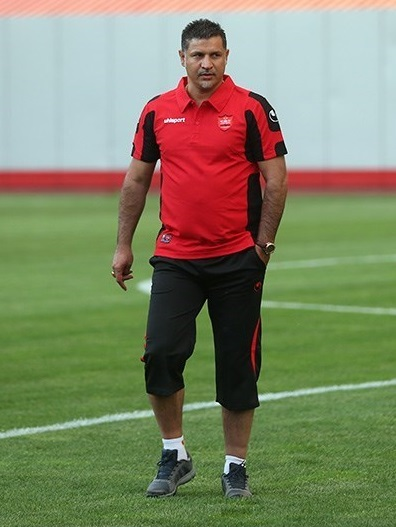
علی دایی، بازیکن و مربی تیم پرسپولیس
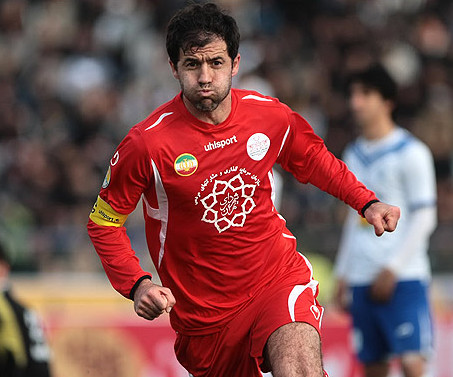
کریم باقری، کاپیتان و از گلزنان برتر پرسپولیس
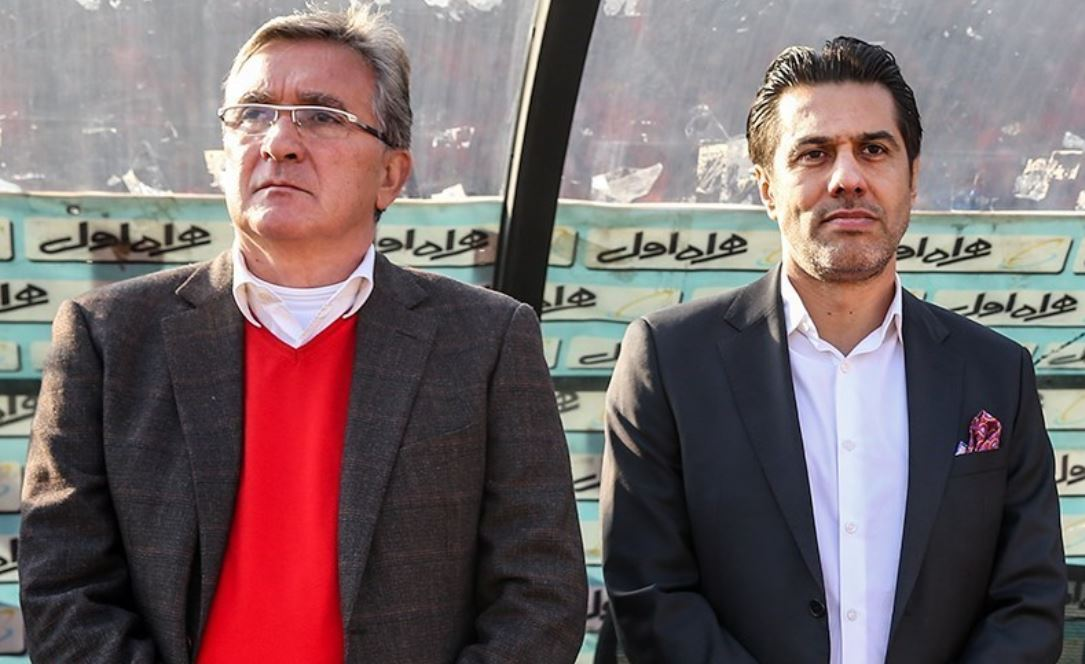
افشین پیروانی (راست) در کنار برانکو ایوانکوویچ
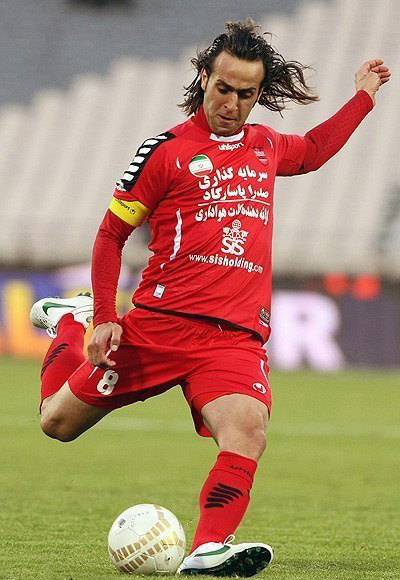
علی کریمی
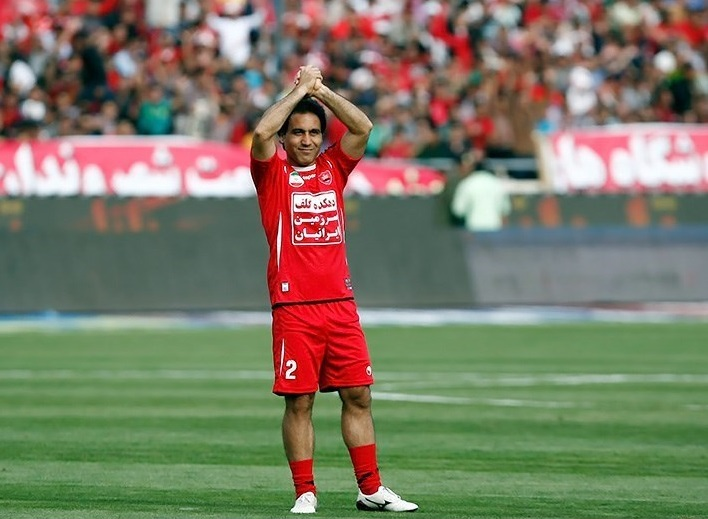
مهدی مهدوی‌کیا
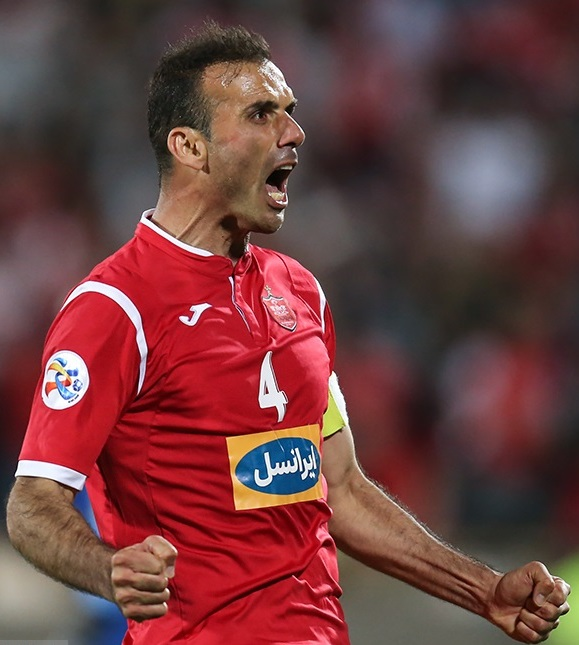
سید جلال حسینی

### کاپیتان‌ها
| کاپیتان          | کشور                                           | سال       | توضیحات |
| ---------------- | ---------------------------------------------- | --------- | --- |
| حمید جاسمیان     | ایران                                          | ۴۹–۱۳۴۷   | در سال‌های اولیه جاسمیان و بهزادی و وطنخواه به تناوب کاپیتانی تیم را برعهده داشتند. |
| همایون بهزادی    | ایران                                          | ۵۴–۱۳۴۷   | کاپیتان فاتح جام تخت جمشید ۱۳۵۲ |
| بیوک وطنخواه     | ایران                                          | ۵۲–۱۳۴۷   | کاپیتان فاتح جام منطقه‌ای ایران ۱۳۵۰ - در سال ۵۱، بهزادی کاپیتان تیم حرفه‌ای و وطنخواه کاپیتان تیم آماتورها بود                                                                          |
| عزیز اصلی        | ایران                                          | ۱۳۴۸      | به‌علت انتقال اکثر بازیکنان به پیکان - او پس از بازی با تاج چندماه محروم شد و در این مدت علی سلیمی کاپیتان تیم بود                                                                      |
| جعفر کاشانی      | ایران                                          | ۱۳۵۳      | کاپیتان اول سال ۵۳ بهزادی و کاپیتان دوم وطنخواه بود، ولی به‌علت نیمکت نشینی آن‌ها در اکثر بازی‌های فصل، کاشانی کاپیتان بود.                                                               |
| ابراهیم آشتیانی  | ایران                                          | ۵۵–۱۳۵۳   | کاپیتان فاتح جام تخت جمشید ۱۳۵۴ |
| علی پروین        | ایران                                          | ۶۶–۱۳۵۵   | کاپیتان فاتح جام باشگاه‌های تهران ۱۳۶۱، جام باشگاه‌های تهران ۱۳۶۵ و جام حذفی فوتبال تهران ۱۳۶۲                                                                                           |
| محمد مایلی‌کهن    | ایران                                          | ۶۸–۱۳۶۶   | کاپیتان فاتح جام حذفی فوتبال ایران ۱۳۶۶، جام باشگاه‌های تهران ۱۳۶۶، جام باشگاه‌های تهران ۱۳۶۷، جام باشگاه‌های تهران ۱۳۶۸ و جام حذفی فوتبال تهران ۱۳۶۶                                     |
| محمد پنجعلی      | ایران                                          | ۷۳–۱۳۶۸   | کاپیتان فاتح جام برندگان جام آسیا ۹۱–۱۹۹۰، جام حذفی فوتبال ایران ۷۱–۱۳۷۰ و جام باشگاه‌های تهران ۱۳۶۹                                                                                    |
| فرشاد پیوس       | ایران                                          | ۷۶–۱۳۷۳   | کاپیتان فاتح لیگ آزادگان ۱۳۷۴ و لیگ آزادگان ۱۳۷۵ |
| مجتبی محرمی      | ایران                                          | ۱۳۷۵      | کاپیتان اول پیوس بود ولی به‌علت اختلافاتش با استانکو در اکثر بازی‌های فصل، محرمی کاپیتان بود.                                                                                            |
| حسین عبدی        | ایران                                          | ۷۸–۱۳۷۶   | کاپیتان فاتح لیگ آزادگان ۷۸–۱۳۷۷ و جام حذفی فوتبال ایران ۷۸–۱۳۷۷ |
| احمدرضا عابدزاده | ایران                                          | ۸۰–۱۳۷۸   | کاپیتان فاتح لیگ آزادگان ۷۹–۱۳۷۸ |
| افشین پیروانی    | ایران                                          | ۸۳–۱۳۸۰   | کاپیتان فاتح لیگ برتر فوتبال ایران ۸۱–۱۳۸۰ |
| بهروز رهبری‌فر    | ایران                                          | ۸۴–۱۳۸۳   | |
| کریم باقری       | ایران                                          | ۸۹–۱۳۸۴   | کاپیتان فاتح لیگ برتر فوتبال ایران ۸۷–۱۳۸۶ و جام حذفی فوتبال ایران ۸۹–۱۳۸۸ |
| شیث رضایی        | ایران                                          | ۱۳۸۹      | با کنار رفتن کریم باقری کاپیتان شد ولی فقط حدود یک ماه کاپیتان بود و به دلیل مسائل حاشیه‌ای و رای‌گیری در اردوی ترکیه، کاپیتانی را از دست داد.                                           |
| سپهر حیدری       | ایران                                          | ۹۰–۱۳۸۹   | کاپیتان فاتح جام حذفی فوتبال ایران ۹۰–۱۳۸۹ |
| علی کریمی        | ایران                                          | ۱۳۹۰      | نخستین بار در مهرماه ۱۳۸۷؛ پس از تعویض کریم باقری در هفته هشتم لیگ برتر مقابل پگاه گیلان، کاپیتانی را تجربه کرد. (۷۰ کاپیتانی در ۱۴۱ بازی برای پرسپولیس)                               |
| مهدی مهدوی‌کیا    | ایران                                          | ۹۲–۱۳۹۰   | |
| محمد نوری        | ایران                                          | ۹۴–۱۳۹۲   | |
| هادی نوروزی      | ایران                                          | ۱۳۹۴      | او در روز ۹ مهر ۱۳۹۴ در اثر ایست قلبی در سی سالگی درگذشت. |
| امید عالیشاه     | ایران                                          | ۹۵–۱۳۹۴   | |
| سید جلال حسینی   | ایران                                          | ۱۴۰۱–۱۳۹۵ | کاپیتان فاتح لیگ برتر ۹۶–۱۳۹۵، سوپر جام ۱۳۹۶، لیگ برتر ۹۷–۱۳۹۶، سوپر جام ۱۳۹۷، لیگ برتر ۹۸–۱۳۹۷، جام حذفی ۹۸–۱۳۹۷، سوپر جام ۱۳۹۸، لیگ برتر ۹۹–۱۳۹۸، سوپر جام ۱۳۹۹ و لیگ برتر ۱۴۰۰–۱۳۹۹ |
| امید عالیشاه     | ایران                                          | ۱۴۰۱–     | کاپیتان فاتح لیگ برتر ۰۲–۱۴۰۱، جام حذفی ۰۲–۱۴۰۱، سوپر جام ۱۴۰۲، لیگ برتر ۰۳–۱۴۰۲ |
| یادکرد           | [ ۴۲ ] [ ۱۳۵ ] [ ۱۳۶ ] [ ۱۳۷ ] [ ۱۳۸ ] [ ۱۳۹ ] |           | |

نکته: بازیکنان دیگری هم هستند که هیچ‌گاه کاپیتان اول نبوده‌اند ولی حداقل در ۵ بازی کاپیتانی سرخپوشان را بر عهده داشته‌اند:
۱– محراب شاهرخی ۲– ناصر نورایی ۳– حمید درخشان ۴– کاظم سیدعلیخانی ۵– ضیا عربشاهی ۶– وحید قلیچ ۷– ناصر محمدخانی ۸– رضا شاهرودی ۹– علی انصاریان ۱۰– محسن خلیلی ۱۱– علیرضا حقیقی ۱۲– محسن بنگر ۱۳– علیرضا نورمحمدی ۱۴– حسین ماهینی ۱۵– احمد نوراللهی ۱۶– کمال کامیابی‌نیا ۱۷– علیرضا بیرانوند ۱۸– وحید امیری

### بیشترین حضور
| #  | نام             | ملیت  | پست   | بازی |
| -- | --------------- | ----- | ----- | ---- |
| ۱  | علی پروین       | ایران | هافبک | ۳۴۱  |
| ۲  | امید عالیشاه    | ایران | هافبک | ۲۸۴  |
| ۳  | محمد پنجعلی     | ایران | مدافع | ۲۶۴  |
| ۴  | سید جلال حسینی  | ایران | مدافع | ۲۶۱  |
| ۴  | حسین عبدی       | ایران | هافبک | ۲۶۱  |
| ۶  | افشین پیروانی   | ایران | مدافع | ۲۵۵  |
| ۷  | وحید امیری      | ایران | هافبک | ۲۵۴  |
| ۸  | علی علیپور      | ایران | مهاجم | ۲۵۲  |
| ۹  | بهروز رهبری فرد | ایران | مدافع | ۲۴۹  |
| ۱۰ | کمال کامیابی‌نیا | ایران | هافبک | ۲۳۵  |
| ۱۱ | کریم باقری      | ایران | هافبک | ۲۳۱  |
| ۱۲ | فرشاد پیوس      | ایران | مهاجم | ۲۲۳  |
| ۱۳ | محمد مایلی کهن  | ایران | هافبک | ۲۱۸  |
| ۱۴ | احمد نوراللهی   | ایران | هافبک | ۲۱۷  |
| ۱۵ | هادی نوروزی†    | ایران | مهاجم | ۲۰۱  |

### گلزنان برتر
فهرست پانزده گلزن برتر تاریخ پرسپولیس:
| #  | نام            | ملیت  | پست   | گل  |
| -- | -------------- | ----- | ----- | --- |
| ۱  | فرشاد پیوس     | ایران | مهاجم | ۱۵۳ |
| ۲  | علی پروین      | ایران | هافبک | ۹۵  |
| ۳  | علی علیپور     | ایران | مهاجم | ۸۷  |
| ۴  | همایون بهزادی  | ایران | مهاجم | ۸۳  |
| ۵  | صفر ایرانپاک   | ایران | مهاجم | ۷۴  |
| ۶  | حسین کلانی     | ایران | مهاجم | ۷۱  |
| ۷  | ناصر محمد خانی | ایران | مهاجم | ۵۹  |
| ۸  | مهدی طارمی     | ایران | مهاجم | ۵۵  |
| ۹  | کریم باقری     | ایران | هافبک | ۴۶  |
| ۱۰ | علی دایی       | ایران | مهاجم | ۴۳  |
| ۱۱ | محمد نوری      | ایران | هافبک | ۴۲  |
| ۱۲ | مجتبی محرمی    | ایران | مدافع | ۴۱  |
| ۱۳ | محمود خوردبین  | ایران | مهاجم | ۴۰  |
| ۱۴ | ادموند بزیک    | ایران | مهاجم | ۴۰  |
| ۱۵ | مهدی ترابی     | ایران | هافبک | ۳۹  |

### گلزنان خارجی
فهرست تمام گلزنان خارجی تاریخ پرسپولیس:
| #  | نام              | ملیت                   | دوران بازی در پرسپولیس | تعداد گل |   |
| -- | ---------------- | ---------------------- | ---------------------- | -------- | - |
| ۱  | گئورگی گولسیانی  | گرجستان                | ۱۴۰۱–۱۴۰۴              | ۲۰       |   |
| ۲  | آلن ویتل         | انگلستان               | ۱۳۵۵–۱۳۵۷              | ۱۶       |   |
| ۳  | گادوین منشأ      | نیجریه                 | ۱۳۹۶–۱۳۹۷              | ۱۴       |   |
| ۴  | ابراهیم توره     | سنگال                  | ۱۳۸۷–۱۳۸۸              | ۱۳       |   |
| ۵  | ایمون زاید       | لیبی · جمهوری ایرلند   | ۱۳۹۰–۱۳۹۱              | ۱۲       |   |
| ۵  | آستان اورونوف    | ازبکستان               | ۱۴۰۲–                  | ۱۲       |   |
| ۷  | اشپیتیم آرفی     | آلمان · کوزوو · آلبانی | ۱۳۸۸–۱۳۹۰              | ۹        |   |
| ۸  | جری بنگتسون      | هندوراس                | ۱۳۹۴–۱۳۹۵              | ۷        |   |
| ۹  | حوار ملا محمد    | عراق                   | ۱۳۸۸–۱۳۸۹              | ۷        | ۶ |
| ۹  | یورگن لوکادیا    | هلند                   | ۱۴۰۱                   |          | ۶ |
| ۱۱ | بشار رسن         | عراق                   | ۱۳۹۶–۱۳۹۹              | ۵        |   |
| ۱۱ | سردار دورسون     | ترکیه                  | ۱۴۰۳–                  | ۵        |   |
| ۱۳ | تیاگو آلوز فراگا | برزیل                  | ۱۳۸۸–۱۳۹۰              | ۴        |   |
| ۱۴ | عیسی ترائوره     | مالی                   | ۱۳۸۲–۱۳۸۳              | ۳        |   |
| ۱۴ | زیاد شعبو        | سوریه                  | ۱۳۸۵–۱۳۸۶              | ۳        |   |
| ۱۴ | ماته دراگه‌چوویچ  | کرواسی                 | ۱۳۸۶–۱۳۸۷              | ۳        |   |
| ۱۴ | شیخ دیاباته      | مالی                   | ۱۴۰۱–۱۴۰۲              | ۳        |   |

| #  | نام                | ملیت          | دوران بازی در پرسپولیس | تعداد گل |
| -- | ------------------ | ------------- | ---------------------- | -------- |
| ۱۸ | لوی صلاح حسن       | عراق          | ۱۳۸۵                   | ۲        |
| ۱۸ | وسلی برازیلیا      | برزیل         | ۱۳۸۸–۱۳۸۹              | ۲        |
| ۱۸ | ولاتکو گروزدانوسکی | مقدونیه شمالی | ۱۳۹۲                   | ۲        |
| ۱۸ | مارکو پرویچ        | صربستان       | ۱۳۹۲                   | ۲        |
| ۱۸ | ماریو بودیمیر      | کرواسی        | ۱۳۹۷–۱۳۹۸              | ۲        |
| ۲۳ | بیلی مک‌کلور        | اسکاتلند      | ۱۳۵۵                   | ۱        |
| ۲۳ | سامبو چوجی         | نیجریه        | ۱۳۸۳                   | ۱        |
| ۲۳ | رافائل ادریو       | نیجریه        | ۱۳۸۵                   | ۱        |
| ۲۳ | روبرت ساها         | جمهوری چک     | ۱۳۸۵                   | ۱        |
| ۲۳ | پائولو دی کارمو    | برزیل         | ۱۳۸۷                   | ۱        |

| #  | نام              | ملیت      | دوران بازی در پرسپولیس | تعداد گل |
| -- | ---------------- | --------- | ---------------------- | -------- |
| ۲۳ | ایوان پترویچ     | صربستان   | ۱۳۸۷                   | ۱        |
| ۲۳ | ژوزه تادئو       | برزیل     | ۱۳۹۳–۱۳۹۴              | ۱        |
| ۲۳ | وولودیمیر پریموف | اوکراین   | ۱۳۹۵                   | ۱        |
| ۲۳ | کریستین اوساگونا | نیجریه    | ۱۳۹۸–۱۳۹۹              | ۱        |
| ۲۳ | شیرزاد تمیروف    | ازبکستان  | ۱۴۰۰–۱۴۰۱              | ۱        |
| ۲۳ | وحدت حنانوف      | تاجیکستان | ۱۴۰۰–۱۴۰۳              | ۱        |
| ۲۳ | لئاندرو پریرا    | برزیل     | ۱۴۰۱–۱۴۰۲              | ۱        |
| ۲۳ | نبیل باهویی      | سوئد      | ۱۴۰۲                   | ۱        |
| ۲۳ | لوکاس ژوائو      | آنگولا    | ۱۴۰۳                   | ۱        |
| ۲۳ | ایوب العملود     | مراکش     | ۱۴۰۳–۱۴۰۴              | ۱        |

## مربیان

### کادر فنی
از تاریخ ۱۳ تیر ۱۴۰۴
| کادر فنی باشگاه پرسپولیس | کادر فنی باشگاه پرسپولیس |
| سمت                      | نام                      |
| ------------------------ | ------------------------ |
| سرمربی                   | وحید هاشمیان             |
| مربی                     | کریم باقری               |
| مربی                     | امیرحسین پیروانی         |
| مربی                     | میشائل اونینگ            |
| مربی دروازه‌بان‌ها         | امیلیو الوارز            |
| مربی بدنساز              | پپه لوسادا               |
| آنالیزور                 | مهرداد خانبان            |
| پزشک                     | فرید زرینه               |
| سرپرست تیم               | افشین پیروانی            |

### مربیان پیشین
| مربی           | کشور               | سال       |
| -------------- | ------------------ | --------- |
| رجبعلی فرامرزی | ایران              | ۱۳۴۷–۱۳۴۲ |
| پرویز دهداری   | ایران              | ۱۳۴۸–۱۳۴۷ |
| رجبعلی فرامرزی | ایران              | ۱۳۴۸      |
| حسین فکری      | ایران              | ۱۳۵۰–۱۳۴۹ |
| آلن راجرز      | انگلستان           | ۱۳۵۳–۱۳۵۰ |
| همایون بهزادی  | ایران              | ۱۳۵۴–۱۳۵۳ |
| بیوک وطنخواه   | ایران              | ۱۳۵۴      |
| ایوان کونوف    | اتحاد جماهیر شوروی | ۱۳۵۵      |
| منصور امیرآصفی | ایران              | ۱۳۵۶–۱۳۵۵ |
| پرویز قلیچ‌خانی | ایران              | ۱۳۵۶      |
| محراب شاهرخی   | ایران · ایران      | ۱۳۶۰–۱۳۵۶ |
| علی پروین      | ایران              | ۱۳۶۷–۱۳۶۰ |

| مربی               | کشور   | سال       |
| ------------------ | ------ | --------- |
| مسعود معینی        | ایران  | ۱۳۶۷      |
| علی پروین          | ایران  | ۱۳۷۲–۱۳۶۷ |
| محمود خوردبین      | ایران  | ۱۳۷۲      |
| محمد پنجعلی        | ایران  | ۱۳۷۲      |
| ولادیسلاو بگوویچ   | کرواسی | ۱۳۷۳      |
| حمید درخشان        | ایران  | ۱۳۷۳      |
| هانس یورگن گده     | آلمان  | ۱۳۷۴      |
| استانکو پوکله‌پوویچ | کرواسی | ۱۳۷۶–۱۳۷۴ |
| محسن عاشوری        | ایران  | ۱۳۷۶      |
| حمید درخشان        | ایران  | ۱۳۷۶      |
| ایوان متکوویچ      | کرواسی | ۱۳۷۷–۱۳۷۶ |
| علی پروین          | ایران  | ۱۳۸۲–۱۳۷۷ |

| مربی           | کشور                        | سال       |
| -------------- | --------------------------- | --------- |
| وینگو بگوویچ   | کرواسی                      | ۱۳۸۳–۱۳۸۲ |
| راینر زوبل     | آلمان                       | ۱۳۸۴–۱۳۸۳ |
| علی پروین      | ایران                       | ۱۳۸۴      |
| آری هان        | هلند                        | ۱۳۸۵–۱۳۸۴ |
| مصطفی دنیزلی   | ترکیه                       | ۱۳۸۶–۱۳۸۵ |
| افشین قطبی     | ایران · ایالات متحده آمریکا | ۱۳۸۷–۱۳۸۶ |
| افشین پیروانی  | ایران                       | ۱۳۸۷      |
| نلو وینگادا    | پرتغال                      | ۱۳۸۸–۱۳۸۷ |
| زلاتکو کرانچار | کرواسی                      | ۱۳۸۸      |
| علی دایی       | ایران                       | ۱۳۹۰–۱۳۸۸ |
| حمید استیلی    | ایران                       | ۱۳۹۰      |
| محسن عاشوری    | ایران                       | ۱۳۹۰      |

| مربی               | کشور     | سال       |
| ------------------ | -------- | --------- |
| مصطفی دنیزلی       | ترکیه    | ۱۳۹۱–۱۳۹۰ |
| مانوئل ژوزه        | پرتغال   | ۱۳۹۱      |
| یحیی گل‌محمدی       | ایران    | ۱۳۹۲–۱۳۹۱ |
| علی دایی           | ایران    | ۱۳۹۳–۱۳۹۲ |
| حمید درخشان        | ایران    | ۱۳۹۴–۱۳۹۳ |
| برانکو ایوانکوویچ  | کرواسی   | ۱۳۹۸–۱۳۹۴ |
| گابریل کالدرون     | آرژانتین | ۱۳۹۸      |
| یحیی گل‌محمدی       | ایران    | ۱۴۰۲–۱۳۹۸ |
| اوسمار لوس ویرا    | برزیل    | ۱۴۰۳–۱۴۰۲ |
| خوان کارلوس گاریدو | اسپانیا  | ۱۴۰۳      |
| اسماعیل کارتال     | ترکیه    | ۱۴۰۴–۱۴۰۳ |
| وحید هاشمیان       | ایران    | –۱۴۰۴     |

## چارت مدیریتی باشگاه
تا تاریخ ۵ اردیبهشت ۱۴۰۳
| نام | سمت             |
| --- | --------------- |
| بانک شهر (۳۰٪) بانک ملت (۲۰٪) بانک تجارت (۲۰٪) بانک صادرات ایران (۵٪) بانک رفاه کارگران (۵٪) بانک اقتصاد نوین (۵٪) وزارت ورزش و جوانان (۵٫۱۵٪) سایر سهامداران (۹٫۸۵٪) | مالک            |
| رضا درویش | مدیرعامل        |
| حسین شهریاری | رئیس هیئت مدیره |
| مجید پوراحمدی | عضو هیئت مدیره  |
| محمد اسد مسجدی | عضو هیئت مدیره  |
| حسین خبیری | عضو هیئت مدیره  |

## افتخارات
| جام‌های رسمی پرسپولیس | جام‌های رسمی پرسپولیس  | جام‌های رسمی پرسپولیس | جام‌های رسمی پرسپولیس | جام‌های رسمی پرسپولیس | جام‌های رسمی پرسپولیس | جام‌های رسمی پرسپولیس                                                      |
| نوع                  | رقابت‌ها               | رقابت‌ها              | قهرمانی              | فصل‌ها | نایب‌قهرمانی          | فصل‌ها                                                                     |
| -------------------- | --------------------- | -------------------- | -------------------- | --- | -------------------- | ------------------------------------------------------------------------- |
| داخلی                | کشوری                 | لیگ‌های فوتبال ایران  | ۱۶                   | ۱۳۵۰، ۱۳۵۲، ۱۳۵۴، ۱۳۷۴، ۷۶–۱۳۷۵، ۷۸–۱۳۷۷، ۷۹–۱۳۷۸، ۸۱–۱۳۸۰، ۸۷–۱۳۸۶، ۹۶–۱۳۹۵، ۹۷–۱۳۹۶، ۹۸–۱۳۹۷، ۹۹–۱۳۹۸، ۱۴۰۰–۱۳۹۹، ۰۲–۱۴۰۱، ۰۳–۱۴۰۲ | ۱۰                   | ۱۳۵۳، ۱۳۵۵، ۱۳۵۶، ۶۹–۱۳۶۸، ۱۳۷۱، ۱۳۷۲، ۸۰–۱۳۷۹، ۹۳–۱۳۹۲، ۹۵–۱۳۹۴، ۰۱–۱۴۰۰ |
| داخلی                | کشوری                 | جام حذفی ایران       | ۷                    | ۱۳۶۶، ۷۱–۱۳۷۰، ۷۸–۱۳۷۷، ۸۹–۱۳۸۸، ۹۰–۱۳۸۹، ۹۸–۱۳۹۷، ۰۲–۱۴۰۱                                                                           | ۲                    | ۸۵–۱۳۸۴، ۹۲–۱۳۹۱                                                          |
| داخلی                | کشوری                 | سوپر جام ایران       | ۵                    | ۱۳۹۶، ۱۳۹۷، ۱۳۹۸، ۱۳۹۹، ۱۴۰۲ | ۲                    | ۱۴۰۰، ۱۴۰۳                                                                |
| داخلی                | استانی (بالاترین سطح) | جام باشگاه‌های تهران  | ۶                    | ۱۳۶۱، ۱۳۶۵، ۱۳۶۶، ۱۳۶۷، ۱۳۶۸، ۱۳۶۹                                                                                                   | ۴                    | ۵۰–۱۳۴۹، ۱۳۶۰، ۱۳۶۲، ۱۳۷۰                                                 |
| داخلی                | استانی (بالاترین سطح) | جام حذفی تهران       | ۲                    | ۱۳۶۱، ۱۳۶۶ | ۲                    | ۱۳۴۷، ۱۳۶۰                                                                |
| داخلی                | استانی (بالاترین سطح) | جام شهید اسپندی      | ۱                    | ۱۳۵۸ | ۰                    |                                                                           |
| داخلی                | استانی (بالاترین سطح) | مسابقات انتخابی آسیا | ۱                    | ۱۳۴۷ | ۰                    |                                                                           |
| قاره‌ای               | قاره‌ای                | جام برندگان جام آسیا | **۱                  | ۹۱–۱۹۹۰ | **۱                  | ۹۳–۱۹۹۲                                                                   |
| قاره‌ای               | قاره‌ای                | لیگ قهرمانان آسیا    | ۰                    | — | *۲                   | ۲۰۱۸، ۲۰۲۰                                                                |
| مجموع                | مجموع                 | مجموع                | ۳۹ قهرمانی           | ۳۹ قهرمانی | ۲۳ نایب‌قهرمانی       | ۲۳ نایب‌قهرمانی                                                            |

- رکورد
- * رکورد مشترک
- ** رکورد ایران
- رکورد
- * رکورد مشترک
- ** رکورد ایران
- تعداد قهرمانی‌های کشوری: (لیگ برتر ایران، جام حذفی ایران، سوپر جام ایران): (۲۸) قهرمانی
- تعداد قهرمانی‌های قاره‌ای: (جام برندگان جام آسیا): (۱) قهرمانی
- تعداد قهرمانی‌های استانی: (جام باشگاه‌های تهران، جام حذفی تهران، جام شهید اسپندی، مسابقات انتخابی باشگاهی قهرمانی آسیا): (۱۰)
- مجموع: (۳۹) قهرمانی

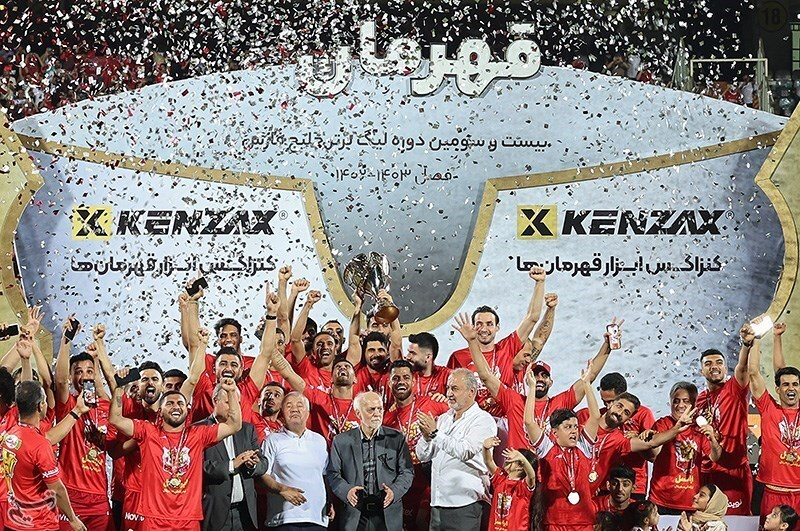
قهرمانی پرسپولیس در لیگ برتر ۰۳–۱۴۰۲
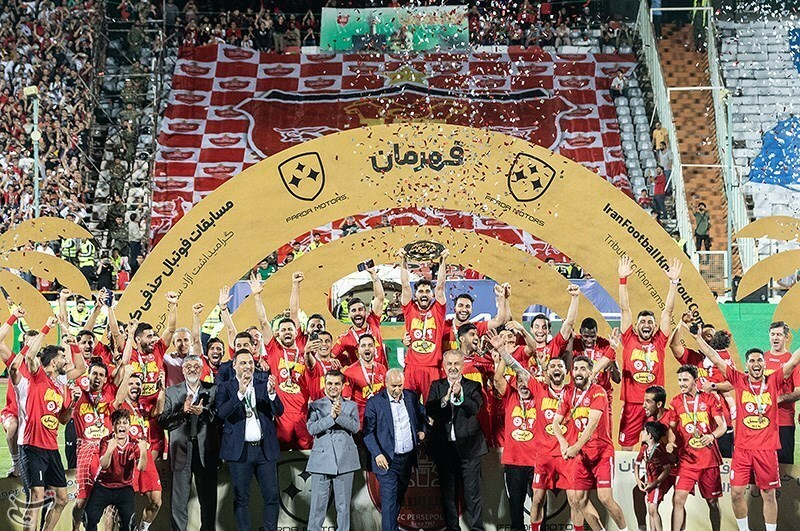
قهرمانی پرسپولیس در جام حذفی ۰۲–۱۴۰۱
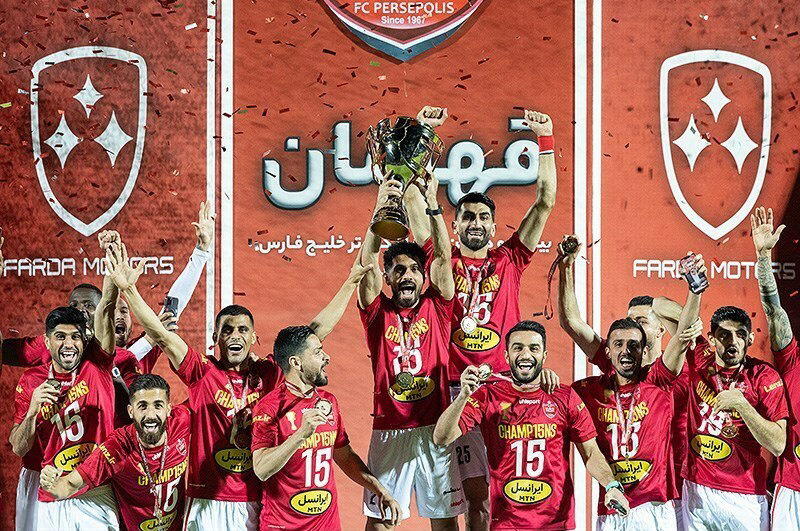
قهرمانی پرسپولیس در لیگ برتر ۰۲–۱۴۰۱
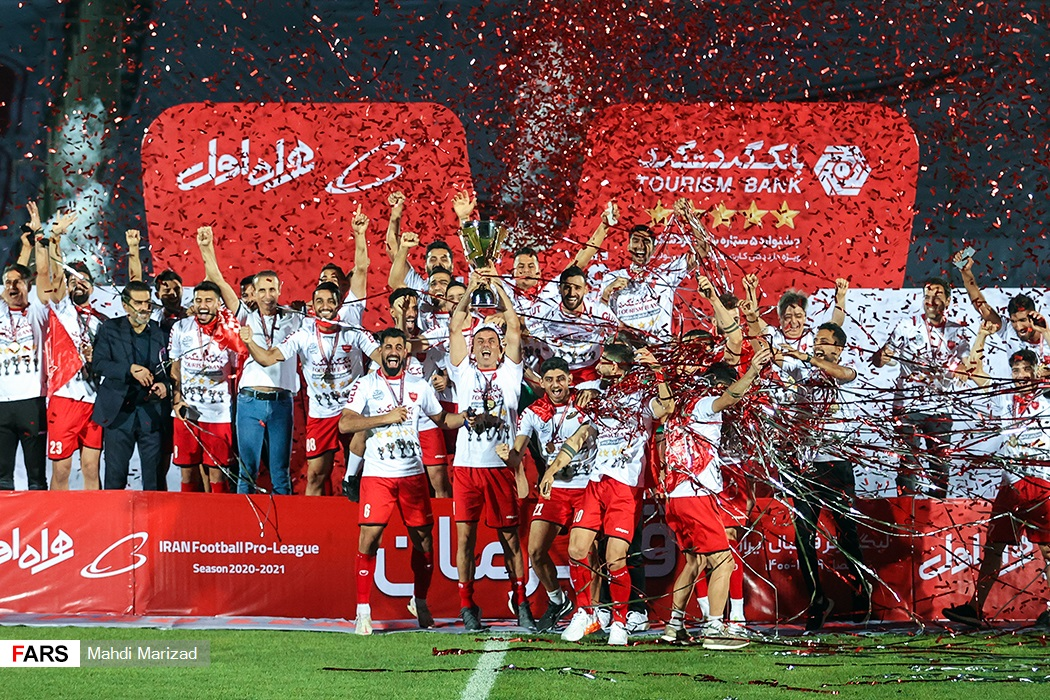
قهرمانی پرسپولیس در لیگ برتر ۱۴۰۰–۱۳۹۹
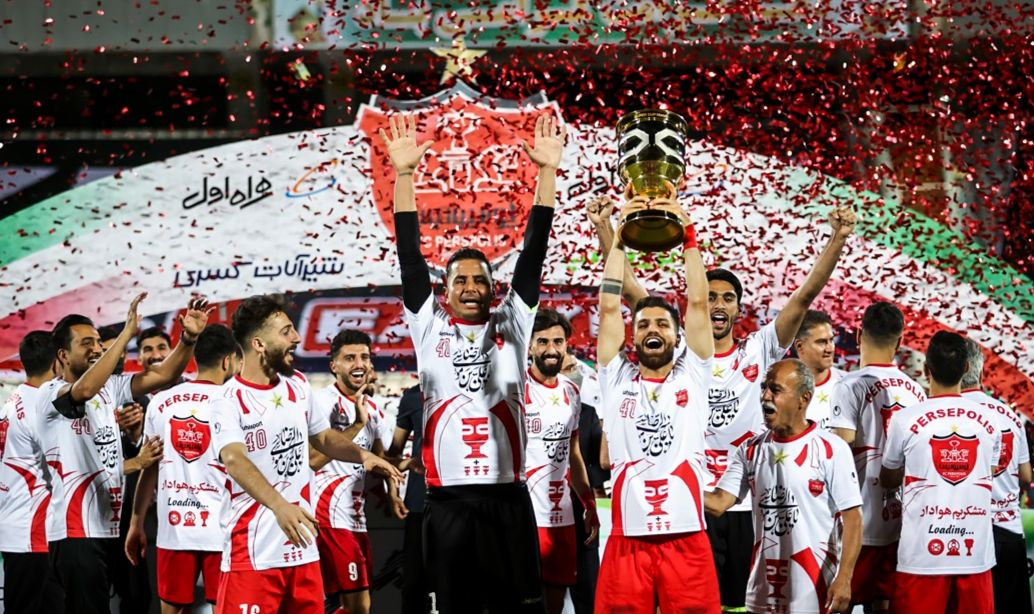
قهرمانی پرسپولیس در سوپرجام ۱۳۹۹
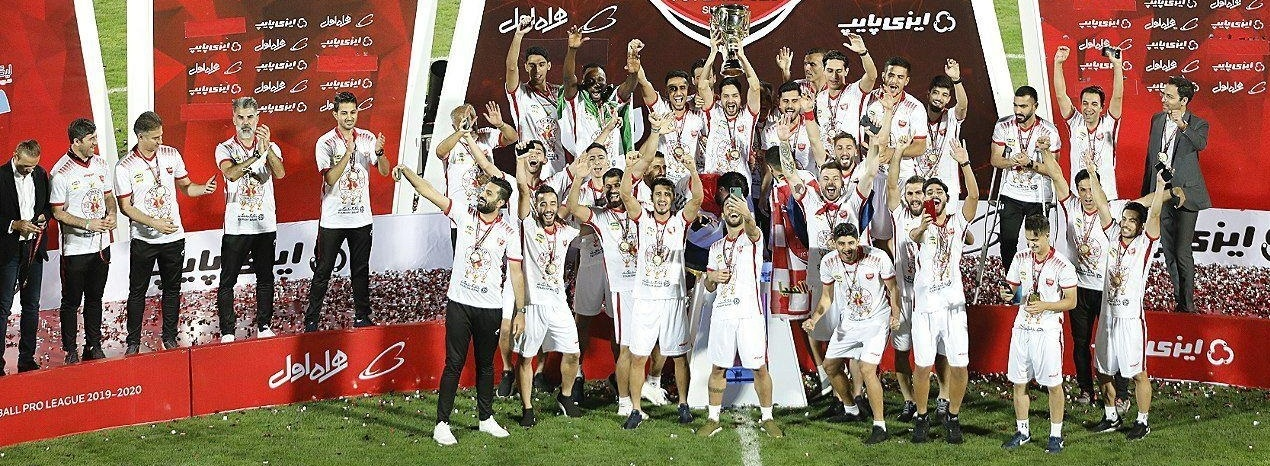
قهرمانی پرسپولیس در لیگ برتر ۹۹–۱۳۹۸
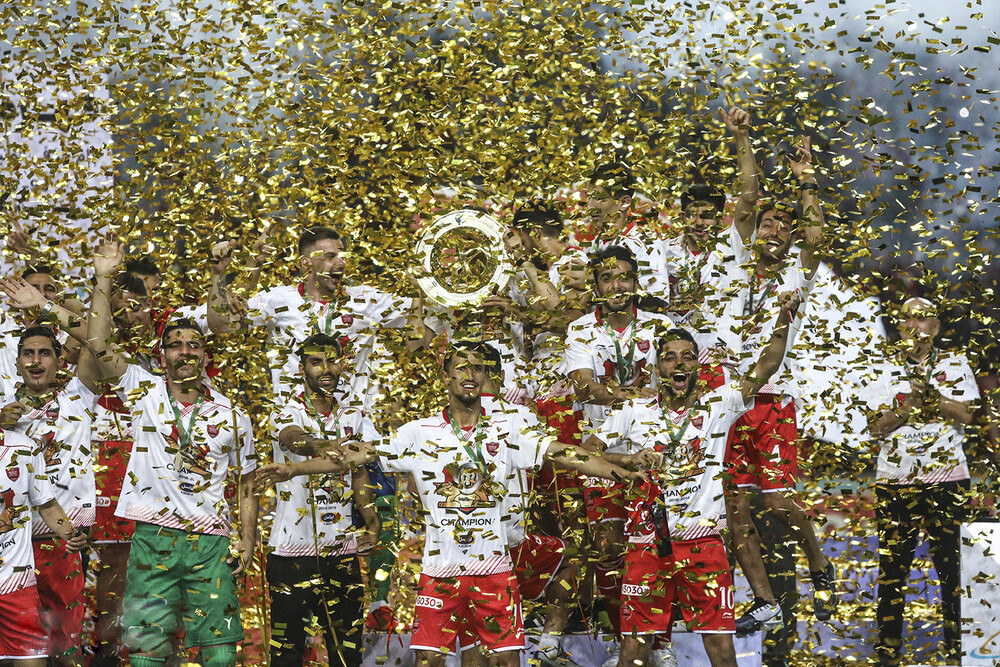
قهرمانی پرسپولیس در جام حذفی ۹۸–۱۳۹۷
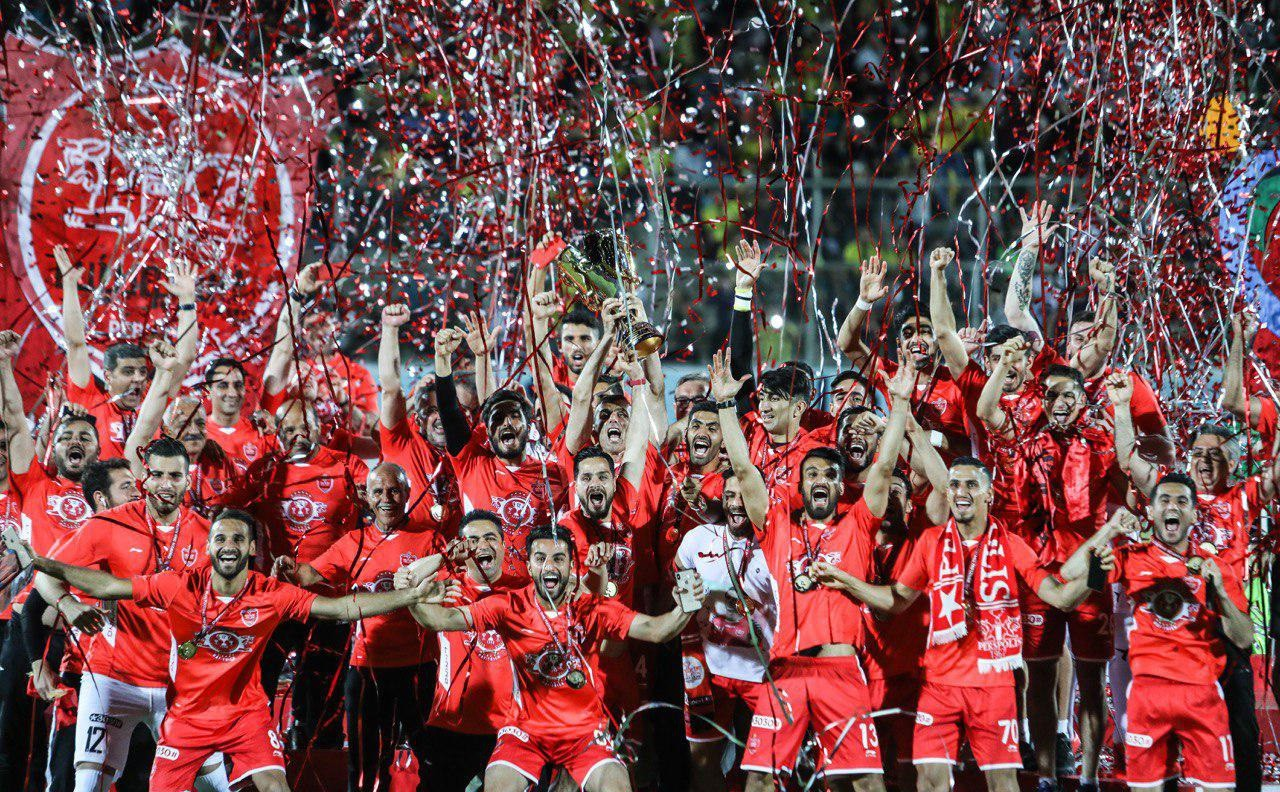
قهرمانی پرسپولیس در لیگ برتر ۹۸–۱۳۹۷
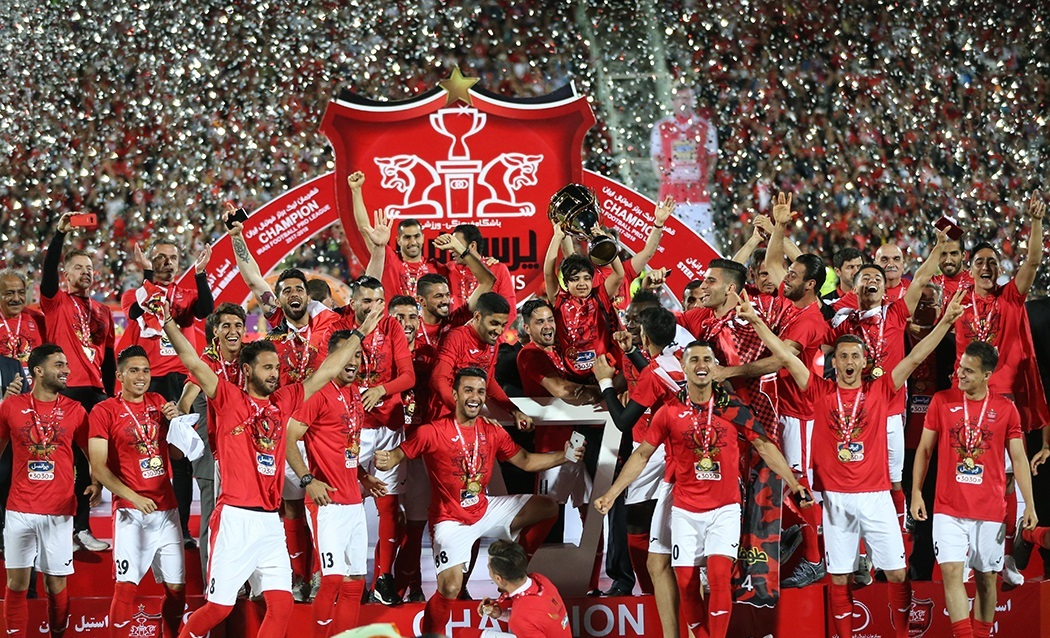
قهرمانی پرسپولیس در لیگ برتر ۹۷–۱۳۹۶
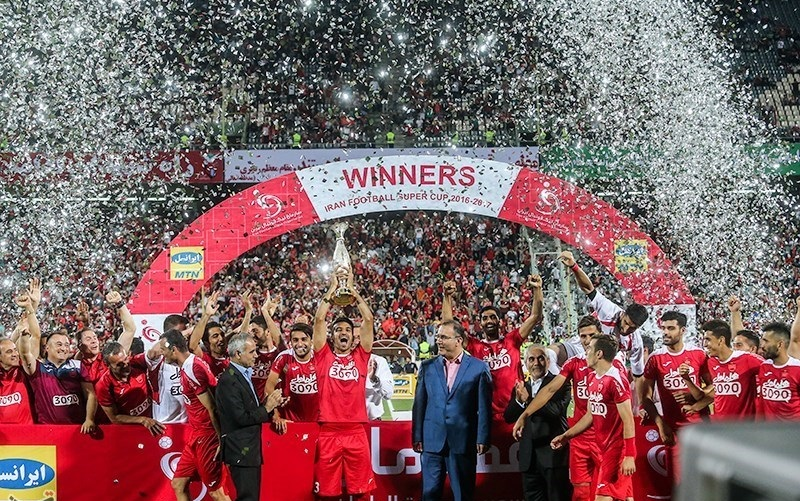
قهرمانی پرسپولیس در سوپر جام ۱۳۹۶
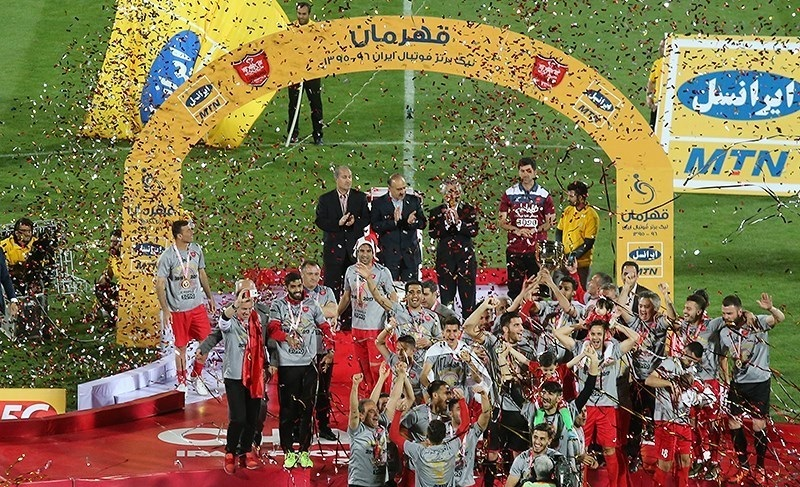
قهرمانی پرسپولیس در لیگ برتر ۹۶–۱۳۹۵
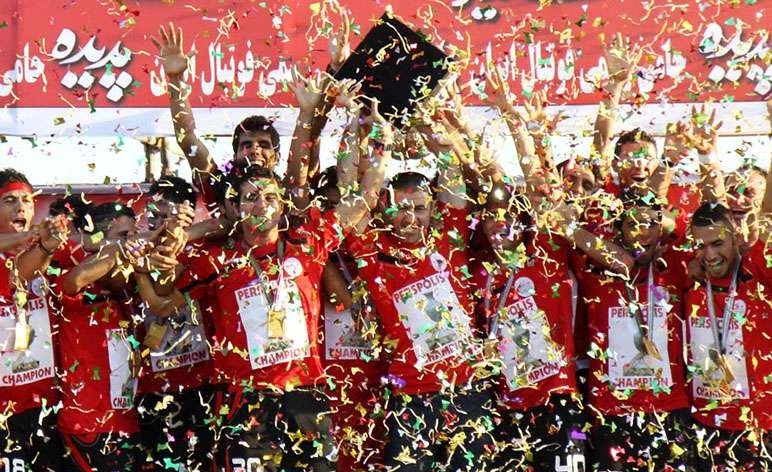
قهرمانی پرسپولیس در جام حذفی ۹۰–۱۳۸۹
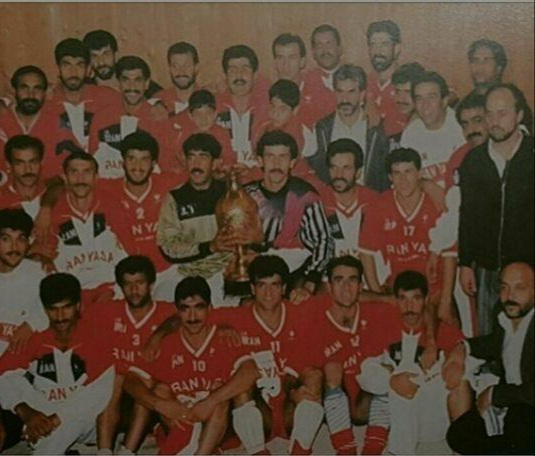
قهرمانی پرسپولیس در جام برندگان جام آسیا ۹۱–۱۹۹۰

### نمای کلی
| لیگ قهرمانان آسیا                    | ۰  | ۲  |
| جام برندگان جام آسیا                 | ۱  | ۱  |
| مسابقات انتخابی باشگاهی قهرمانی آسیا | ۱  | ۰  |
| لیگ‌های فوتبال ایران                  | ۱۶ | ۱۰ |
| جام حذفی ایران                       | ۷  | ۲  |
| سوپر جام ایران                       | ۵  | ۲  |
| جام باشگاه‌های تهران                  | ۶  | ۴  |
| جام حذفی تهران                       | ۲  | ۲  |
| جام شهید اسپندی                      | ۱  | ۰  |
| مجموع                                | ۳۹ | ۲۳ |

## آمار و رکوردها
- تیم فوتبال پرسپولیس پرطرفدارترین تیم ایران[۱۵] و آسیا است.[۱۶][۱۷]
- پرسپولیس چهارمین تیم برتر آسیا در قرن بیستم است.
- تیم فوتبال پرسپولیس در میان تیم‌های باشگاهی ایران با ۱۶ عنوان قهرمانی در لیگ و داشتن یک ستاره از این حیث و ۷ عنوان قهرمانی جام حذفی، ۵ قهرمانی در سوپرجام و ۱ قهرمانی در جام در جام آسیا در مجموع با ۲۹ عنوان قهرمانی، پرافتخارترین تیم باشگاهی تاریخ ایران است.[۱۳][۱۴]
- بر پایهٔ گزارش کنفدراسیون فوتبال آسیا، پرسپولیس رکوردار حضور تماشاگران در لیگ قهرمانان آسیا است. دیدار پرسپولیس برابر باشگاه النصر عربستان سعودی در تاریخ ۱۹ فروردین ۱۳۹۴ با حضور بیش از ۱۰۰ هزار تماشاگر رکورد تازه‌ای از نظر شمار تماشاگران از آغاز بنیادگذاری لیگ قهرمانان آسیا برجای گذاشت.[۱۴۹][۱۵۰] پرسپولیس در این دیدار رکورد پیشین خودش را که با حضور ۹۶ هزار و ۲۰۰ نفر (۹۶٫۲۰۰) که در تاریخ ۲۸ فروردین ۱۳۹۱ در دیدار با الغرافه قطر ثبت شده بود، بهبود بخشید.[۱۵۱][۱۵۲][۱۵۳]

## مسائل اقتصادی و حقوقی

### درآمدزایی

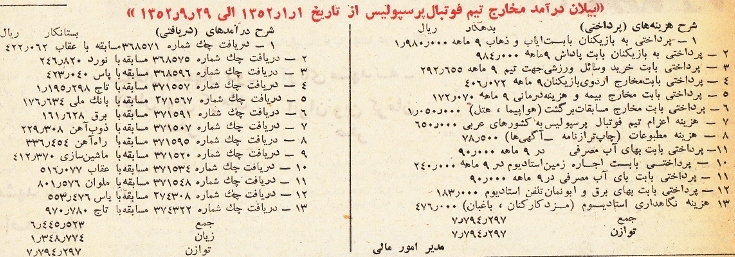
شرح درآمدها و مخارج تیم فوتبال پرسپولیس از ۱ فروردین تا ۲۹ آذر ۱۳۵۲. حاصل تفریق درآمدها و هزینه‌ها، ۱٬۳۴۸٬۷۷۴ ریال زیان نشان می‌دهد.

باشگاه‌های فوتبال ایران، از جمله پرسپولیس در درآمدزایی حرفه‌ای نیستند. هم‌اکنون بیشتر منابع مالی باشگاه پرسپولیس توسط مالک باشگاه، سازمان تربیت بدنی تأمین می‌شود. کمک‌های بلاعوض هواداران ثروتمند، فروش بازیکن، بازی‌های بین‌المللی و حامیان مالی از دیگر منابع مالی مهم باشگاه هستند. به‌طور مثال، مبلغ قرارداد پرسپولیس با ماری براون، ۳ میلیارد تومان بوده است.
در سال ۱۳۸۳، باشگاه پرسپولیس با مشارکت شرکت اتریشی آسپا در تولید نوشابه «پرس پاور» با برند خود به فعالیت اقتصادی پرداخت.
پرسپولیس همچنین توانسته به‌عنوان نخستین باشگاه ایرانی بابت حق پخش تلویزیونی و فروش فیلم درآمدزایی کند. با این وجود تلاش‌های باشگاه برای درآمدزایی از فروش بلیت (که از مهم‌ترین منابع درآمد باشگاه‌های فوتبال حرفه‌ای است) تاکنون بی‌نتیجه مانده است.
وبگاه گل در گزارشی تحلیلی از تأثیر بحران اقتصادی جهان بر فوتبال کشورهای مختلف، به دلیل دولتی بودن این باشگاه وقوع این بحران را بر مسائل مالی آن کاملاً بی‌تاثیر دانسته است.

#### حامیان مالی
| فصل       | تامین‌کننده لباس | تامین‌کننده لباس | حامی                  | حامی                            | حامی                            | حامی                            |
| --------- | --------------- | --------------- | --------------------- | ------------------------------- | ------------------------------- | ------------------------------- |
| ۱۳۷۵      | شکاری           | شکاری           | شرکت ملی فولاد ایران  | شرکت ملی فولاد ایران            | شرکت ملی فولاد ایران            | شرکت ملی فولاد ایران            |
| ۱۳۷۶      | نهنگی           | نهنگی           | آیوا                  | آیوا                            | آیوا                            | آیوا                            |
| ۷۸–۱۳۷۷   | نهنگی           | نهنگی           | آیوا                  | آیوا                            | آیوا                            | آیوا                            |
| ۷۹–۱۳۷۸   | جورابان         | جورابان         | آیوا                  | آیوا                            | آیوا                            | آیوا                            |
| ۸۰–۱۳۷۹   | جورابان         | جورابان         | سامسونگ               | سامسونگ                         | سامسونگ                         | سامسونگ                         |
| ۸۱–۱۳۸۰   | جورابان         | جورابان         | ان‌ای‌سی                | ان‌ای‌سی                          | تیدی                            | تیدی                            |
| ۸۲–۱۳۸۱   | جورابان         | جورابان         | سامسونگ               | سامسونگ                         | سامسونگ                         | سامسونگ                         |
| ۸۳–۱۳۸۲   | جورابان         | دایی            | تلویزیون پارس         | تلویزیون پارس                   | تلویزیون پارس                   | تلویزیون پارس                   |
| ۸۴–۱۳۸۳   | نهنگی           | نهنگی           | پرس پاور              | پرس پاور                        | جگوار                           | جگوار                           |
| ۸۵–۱۳۸۴   | نهنگی           | نهنگی           | بمبا                  | هتل داریوش                      | شهر آفتاب                       | جیوردانو                        |
| ۸۶–۱۳۸۵   | حصاری           | حصاری           | ایرتویا               | ایکات                           | ایرانسل                         | ایرانسل                         |
| ۸۷–۱۳۸۶   | آل‌اشپورت        | آل‌اشپورت        | تعاونی اعتباری شهر    | تعاونی اعتباری شهر              | تعاونی اعتباری شهر              | شهروند                          |
| ۸۸–۱۳۸۷   | آل‌اشپورت        | آل‌اشپورت        | —                     | ماری براون                      | ماری براون                      | ماری براون                      |
| ۸۹–۱۳۸۸   | حصاری           | آل‌اشپورت        | بهگل                  | بهگل                            | شهرداری تهران                   | شهرداری تهران                   |
| ۹۰–۱۳۸۹   | آل‌اشپورت        | آل‌اشپورت        | بانک شهر              | بانک شهر                        | بانک شهر                        | بانک شهر                        |
| ۹۱–۱۳۹۰   | آل‌اشپورت        | آل‌اشپورت        | بانک شهر              | اوپل و آئودی (تأمین خودرو صدرا) | اوپل و آئودی (تأمین خودرو صدرا) | اوپل و آئودی (تأمین خودرو صدرا) |
| ۹۲–۱۳۹۱   | آل‌اشپورت        | آل‌اشپورت        | مؤسسه کاوش            | صدرا پاسارگاد                   | صدرا پاسارگاد                   | دهکده گلف                       |
| ۹۳–۱۳۹۲   | آل‌اشپورت        | آل‌اشپورت        | بانک گردشگری          | بانک گردشگری                    | بانک گردشگری                    | بانک گردشگری                    |
| ۹۴–۱۳۹۳   | ماکرون          | ماکرون          | شرکت اقتصاد جهان صنعت | شرکت اقتصاد جهان صنعت           | شرکت اقتصاد جهان صنعت           | شرکت اقتصاد جهان صنعت           |
| ۹۵–۱۳۹۴   | آل‌اشپورت        | آل‌اشپورت        | همراه اول             | همراه اول                       | همراه اول                       | همراه اول                       |
| ۹۶–۱۳۹۵   | جوما            | جوما            | همراه اول             | همراه اول                       | همراه اول                       | همراه اول                       |
| ۹۷–۱۳۹۶   | جوما            | جوما            | ایرانسل               | ایرانسل                         | ایرانسل                         | ایرانسل                         |
| ۹۸–۱۳۹۷   | لی-نینگ         | لی-نینگ         | ایرانسل               | ایرانسل                         | ایرانسل                         | ایرانسل                         |
| ۹۹–۱۳۹۸   | آل‌اشپورت        | آل‌اشپورت        | ایرانسل               | ایرانسل                         | بانک گردشگری                    | بانک گردشگری                    |
| ۱۴۰۰–۱۳۹۹ | آل‌اشپورت        | آل‌اشپورت        | بانک گردشگری          | ایرانسل                         | ایرانسل                         | قهوه بن مانو                    |
| ۰۱–۱۴۰۰   | آل‌اشپورت        | آل‌اشپورت        | بانک گردشگری          | بانک گردشگری                    | ایرانسل                         | ایرانسل                         |
| ۰۲–۱۴۰۱   | آل‌اشپورت        | آل‌اشپورت        | ایرانسل               | ایرانسل                         | ایرانسل                         | ایرانسل                         |
| ۰۳–۱۴۰۲   | مروژ            | مروژ            | ایرانسل               | ایرانسل                         | ایرانسل                         | ایرانسل                         |
| ۰۴–۱۴۰۳   | مروژ            | مروژ            | صبا باتری             | صبا باتری                       | طبیعت                           | طبیعت                           |
| ۰۵–۱۴۰۴   | مروژ            | مروژ            | صبا باتری             | صبا باتری                       | صبا باتری                       | صبا باتری                       |

پرسپولیس نخستین باشگاه فوتبال ایرانی است که پای حامیان مالی را به فوتبال ایران باز کرد. نخستین بار در اواخر دهه ۶۰ کارخانه‌های الکترونیکی خارجی مانند گلدستار، ال‌جی و تویوتا قراردادهای کوتاه‌مدتی با پرسپولیس بستند. مبلیران نیز به‌عنوان یکی از نخستین حامیان ایرانی پرسپولیس، در میانه دهه ۷۰ تنها برای دو بازی ۵ میلیون تومان به پرسپولیس پرداخت.
در دهه ۸۰، پیراهن پرسپولیس حامیان متعددی به خود دید که بیشترشان مدت کوتاهی حامی باشگاه بودند.
بر اساس پژوهشی که دو عضو هیئت علمی و یک دانشجوی دانشکده مدیریت و کارآفرینی دانشگاه تهران در سال ۱۳۸۸ با عنوان «بررسی اثربخشی حمایت‌های مالی ورزشی در میان هواداران ورزش فوتبال در ایران» انجام دادند؛ میزان علاقه‌مندی شرکت‌ها به حمایت مالی از این باشگاه در سالیان گذشته سیر صعودی داشته است و اگرچه بیشتر حامیان به نتایج دلخواه خود از تبلیغ رو پیراهن این تیم نرسیده‌اند، مدت حمایت مالی این شرکت‌ها معمولاً کوتاه بوده است. حامیانی که مدت بیشتری نامشان روی پیراهن تیم درج شده، بیشتر در ذهن هواداران ماندگار بوده‌اند. در پرسشنامه‌ای که از پرسش شوندگان می‌پرسد «اولین حامی مالی که به نظرتان می‌رسد چیست؟»، نام آیوا که بیش از یک دهه پیش حامی مالی این تیم بوده، از ماری براون که در زمان انجام پژوهش حامی مالی باشگاه بوده است، بیشتر ذکر شده است.
با آغاز دوران مدیریت حبیب کاشانی (که عضو شورای شهر تهران بود) در سال ۱۳۸۶، سازمان نیمه‌دولتی شهرداری تهران با زیرمجموعه‌های خود از حامیان اصلی این باشگاه به‌شمار می‌رفت که پس از فسخ یکجانبه قرارداد از سوی پرسپولیس در سال ۱۳۹۰، از باشگاه شکایت کرد.
پرسپولیس پیشتر با حامیان دیگر خود مانند بهگل و جگوار نیز به مشکل خورده بود.
شرکت اول‌اشپورت نیز از سال ۱۳۸۶، تأمین لباس‌های این باشگاه را بر عهده دارد.
از تامین‌کنندگان پیشین لباس باشگاه می‌توان جورابان، حصاری و دایی را نام برد. تامین‌کنندگان از محل فروش لباس‌ها به باشگاه پول پرداخت می‌کنند؛ به‌طور مثال، جورابان در قرارداد خود با باشگاه ۳۰٪ از عواید فروش لباس‌ها را به پرسپولیس می‌داد. البته برخلاف روال معمول در فوتبال جهان و همانند دیگر باشگاه‌های ایرانی، تامین‌کنندگان لباس پولی بابت حمایتشان به پرسپولیس پرداخت نمی‌کنند. نقض مکرر رعایت کپی رایت در ایران به‌عنوان مانع اصلی این امر قلمداد می‌شود؛ چرا که تولیدی‌های کوچک، لباس‌های ارزان و بی کیفیت مشابه را تولید می‌کنند و شرکتی که حامی است (با قیمت‌های بالاتر لباسش) نمی‌تواند آن طور که باید بازار داشته باشد و سود ببرد.

### دارایی‌ها
باشگاه پرسپولیس مالک یک ساختمان ۵ طبقه در خیابان شیخ بهایی تهران است. این ساختمان در زمین اهدایی فدراسیون فوتبال ایران ساخته‌شده و دفتر باشگاه است. در سال ۱۳۸۷ قرار بود موزه پرسپولیس در این مکان راه‌اندازی شود.
در تیر ۱۳۸۸، سازمان تربیت بدنی با پرداخت ۲ میلیارد تومان ۱٪ از سهام بانک تات را برای باشگاه پرسپولیس خرید.
این باشگاه یک کلینیک پزشکی با نام «بیمارستان پرسپولیس» در خیابان گاندی تهران دارد که در خرداد ۱۳۸۹ آغاز به کار کرد. در سال ۱۳۸۴ نیز خبری دربارهٔ خرید ورزشگاه و راه‌اندازی شرکت هواپیمایی توسط باشگاه منتشر شده‌بود که انجام نگرفت.
این باشگاه پیشتر مالک ورزشگاه راه‌آهن و مجموعه فرهنگی ورزشی شهید چمران نیز بوده است.
باشگاه پرسپولیس اولین و تنها باشگاه ایرانی است که هواپیمای اختصاصی دارد.

### مالکیت
| مالک | دوران مالکیت | دوران مالکیت | دوران مالکیت |
| مالک | از           | تا           |              |
| --- | ------------ | ------------ | ------------ |
| شرکت سهامی سی‌آرسی | ۱۳۴۲         | ۱۳۵۷         |              |
| سازمان تربیت بدنی | ۱۳۵۸         | ۱۳۶۵         |              |
| بنیاد مستضعفان | ۱۳۶۵         | بهمن ۱۳۶۵    |              |
| سازمان تربیت بدنی | ۱۳۶۵         | ۱۳۷۲         |              |
| وزارت فلزات و معادن | ۱۳۷۲         | ۱۳۷۶         |              |
| سازمان تربیت بدنی | ۱۳۷۶         | ۱۳۹۰         |              |
| وزارت ورزش و جوانان | ۱۳۹۰         | ۱۴۰۳         |              |
| بانک شهر (۳۰٪) بانک ملت (۲۰٪) بانک تجارت (۲۰٪) بانک صادرات ایران (۵٪) بانک رفاه کارگران (۵٪) بانک اقتصاد نوین (۵٪) وزارت ورزش و جوانان (۵٫۱۵٪) سایر سهامداران (۹٫۸۵٪) | ۱۴۰۳         | اکنون        |              |

پیش از انقلاب، مالک باشگاه «شرکت سهامی سی‌آرسی» بود. در شرکت سی‌آرسی به جز علی عبده، فاطمه پهلوی و همسرش محمد خاتم از سهامداران عمده بودند. پس از انقلاب، اموال باشگاه مصادره شد و تحت پوشش بنیاد مستضعفان انقلاب اسلامی و سازمان تربیت بدنی رفت. (دهه ۱۳۶۰) از سال ۱۳۷۲ تا ۱۳۷۶، باشگاه تحت مدیریت وزارت معادن و فلزات بود و از لحاظ منابع مالی دگرگون شد.
پرسپولیس از سال ۱۳۷۶ تحت تملک سازمان تربیت بدنی قرار گرفت. در دی ۱۳۸۹، با مصوبه مجلس شورای اسلامی وظایف سازمان تربیت بدنی رسماً به وزارت ورزش و جوانان ایران محول شد و با چند ماه تأخیر، پرسپولیس تحت نظر این وزارتخانه قرار گرفت.

### اختلاف حقوقی بر سر برند پرسپولیس
بنابر نوشته سالنامه و فرهنگ رسمی باشگاه چاپ سال ۱۳۸۶، با پایان دوران زمامداری وزارت معادن بر باشگاه، اختلاف و بحران مالی–مدیریتی ایجاد شد و میان سال‌های ۱۳۷۹ تا ۱۳۸۱ یک «جنگ سهام آغاز شد که با پیروزی سازمان تربیت بدنی با پایان رسید.»
ماجرا از این قرار بود بنیاد مستضعفان در اداره باشگاه ناتوان بود و آن را به تربیت بدنی واگذار کرد و تربیت بدنی نیز قرار بود باشگاه را به بخش خصوصی واگذار کند. در راستای این اقدام؛ در تاریخ ۱۸ اردیبهشت ۱۳۷۰، شرکتی با نام «شرکت فرهنگی ورزشی پرسپولیس سهامی خاص» با شماره ۸۳۳۳۲ به ثبت رسید. (سهام‌داران: سازمان تربیت بدنی به نمایندگی عباس انصاری‌فرد ۵۰٫۵٪، اسماعیل وفایی ۴۹٪ و مهدی منتظرموعود ۰٫۵٪) اما در ۲۷ بهمن، امتیاز باشگاه به جای شرکت پرسپولیس، به «مؤسسه فرهنگی ورزشی پیروزی» انتقال یافت. سازمان تربیت بدنی این شرکت را به حسین محلوجی، امیر عابدینی و عباس انصاری‌فرد هبه داد. (در سال ۱۳۸۰ سهام از آنان گرفته‌شد) پس از این مدت عابدینی نیز به مالکان شرکت پرسپولیس اضافه شد. (یعنی عابدینی هم در شرکت پرسپولیس و هم در شرکت پیروزی سهام‌دار شده‌بود)
مالکان شرکت پرسپولیس خود را «مالک اصلی» باشگاه می‌دانستند و به دادگاه شکایت کردند، اما دادگاه در تاریخ ۲۲ اسفند ۱۳۸۰ رأی به مالکیت سازمان تربیت بدنی داد. دادگاه تجدیدنظر نیز در تاریخ ۸ تیر ۱۳۸۳ این رأی را تأیید کرد.
سرانجام در مرداد ۱۳۹۰؛ در پی دعوی باشگاه علیه شرکت فرهنگی ورزشی پرسپولیس سهامی خاص، قاضی شعبه ششم دادگاه عمومی مجتمع قضایی شهید بهشتی رای قطعی به تعلق برند پرسپولیس به باشگاه، و حذف نام پرسپولیس از شرکت پرسپولیس سهامی خاص داد. درتاریخ ۲۲ فروردین ۱۳۹۰ محمد رویانیان مدیر عامل وقت تیم پیروزی اعلام کرد که نام اصلی باشگاه به این باشگاه عودت داده شد.

### خصوصی‌سازی
پس از آن؛ اعلام شد در راستای انجام اصل ۴۴ قانون اساسی جمهوری اسلامی ایران، باشگاه باید به بخش خصوصی واگذار شود. در سال‌های اخیر خبرهایی دربارهٔ ورود باشگاه به سازمان بورس اوراق بهادار تهران و فروش آن به افراد حقیقی منتشرشده است. در سال ۱۳۸۸، محمود احمدی‌نژاد در نامه‌ای به رئیس سازمان تربیت بدنی اعلام کرد که پرسپولیس و استقلال باید به هواداران واگذار شوند. پرسپولیس همچنان در تملک سازمان تربیت بدنی قرار دارد. بنا بر گفته کنفدراسیون فوتبال آسیا، نحوه مالکیت کنونی این باشگاه در آینده مشکلاتی برای حضور در لیگ قهرمانان آسیا ایجاد می‌کند و در حال حاضر سازمان بورس قیمت باشگاه را ۲۹۰ میلیارد تومان اعلام کرد که پس از دو مزایده هنوز کسی سهام باشگاه را نخریده.

## برند باشگاه پرسپولیس
برند باشگاه فوتبال پرسپولیس در سال ۱۳۹۲ در دهمین جشنواره ملی قهرمانان صنعت ایران به‌عنوان یکی از ۱۰۰ برند برتر ایران شناخته شد.

## باشگاه‌های وابسته
- آ.ث. میلان[۱۹۶][۱۹۷][۱۹۸][۱۹۹][۲۰۰]
- روبین کازان[۲۰۱][۲۰۲][۲۰۳][۲۰۴]
- بیرامار[۲۰۵][۲۰۶][۲۰۷][۲۰۸]
- رئال مادرید[۲۰۹][۲۱۰]

## یادداشت
1. 1 2  به صورت گروهی در ۲ گروه برگزار شد.

### عمومی
- صداقت، فرهاد (شهریور ۱۳۸۱)، ۳۴ سال با پرسپولیس (از سال ۴۷ تا سال ۸۱)، تبریز، شابک ۹۶۴-۰۶-۱۶۹۳-۱
- حدادپور، مهدی؛ زارعی، اصغر (۱۳۸۶)، سالنامه رسمی و فرهنگ مصور باشگاه فرهنگی ورزشی پرسپولیس ۱۳۸۶، به کوشش مجری طرح: خجسته، محمدرضا.، هنرکده خجسته
- حدادپور، مهدی (۱۳۸۱)، سالنامه پرسپولیس ۱۳۸۱، به کوشش مدیر اجرایی: عزت‌بخش، احمد.، آتلیه گرافیک هنرپرداز - روزنامه پیروزی
- انتشارات کیهان پارامتر |عنوان= یا |title= ناموجود یا خالی (کمک); از |مقاله= صرف‌نظر شد (کمک)
- محمدنبی، حسین (۱۳۸۴)، «فوتبال باشگاهی در ایران»، فوتبال در ایران، تهران: دفتر پژوهش‌های فرهنگی، شابک ۹۶۴-۳۷۹-۰۳۷-۱

انگلیسی
- Victory name of Persepolis' game بایگانی‌شده  در ۹ مارس ۲۰۰۹ توسط Wayback Machine. (۴ مارس ۲۰۰۹). fifa.com. Retrieved September 16, 2009.

### ویژه
1. 1 2  «بازگشت پرسپولیس به لیگ قهرمانان بعد از ۷ سال»، روزنامه اعتماد ملی، ش. شماره ۸۷۷، ص. صفحهٔ ۱۱، ۲۰ اسفند ۱۳۸۷، بایگانی‌شده از اصلی در ۱۲ ژانویه ۲۰۱۲، دریافت‌شده در ۲۶ مه ۲۰۱۱
2. 1 2  رفسنجانی، علی (۲۰ تیر ۱۳۸۷). «اکنون که پرسپولیس از آب و گل درآمده است؛ آیا سرخپوشان پایتخت از بازار نقل و انتقالات سربلند و پیروز خارج می‌شوند؟!». خبرگزاری پارس فوتبال. بایگانی‌شده از اصلی در ۲۲ ژوئن ۲۰۱۱. دریافت‌شده در ۱۵ مرداد ۱۳۸۸.
3. ↑  «برنامه اختصاصی چهار پرسپولیسی در تمرین قرمزپوشان». نود. ۱۵ آذر ۱۳۹۷. دریافت‌شده در ۲۰ اسفند ۱۳۹۷.[پیوند مرده]
4. ↑  «پاسخ رئال‌مادرید به پرسپولیس/ قوهای سفید سرخ‌ها را به اسپانیا دعوت کردند». خبرآنلاین. ۱۹ فروردین ۱۳۹۳. بایگانی‌شده از روی نسخه اصلی در ۲۴ مه ۲۰۱۴. دریافت‌شده در ۳ خرداد ۱۳۹۳.
5. ↑  «چرا می‌گویند پرسپولیس زلزله، محبوب هر چی دله؟». ۲۱ آذر ۱۳۹۶. بایگانی‌شده از روی نسخه اصلی در ۲۰ فوریه ۲۰۱۸.
6. ↑  «زمانی که پرسپولیس زلزله بود». بایگانی‌شده از روی نسخه اصلی در ۲۳ فوریه ۲۰۱۹.
7. ↑  «پرسپولیسِ زلزله، متفاوت تربن زلزله ژاپن را ثبت می‌کند؟». ۱۱ آبان ۱۳۹۷. بایگانی‌شده از روی نسخه اصلی در ۲۳ فوریه ۲۰۱۹.
8. ↑  زارعی، اصغر. "Iran - List of Foundation Dates" (به انگلیسی). Rec.Sport.Soccer Statistics Foundation. Archived from the original on 6 May 2012. Retrieved 22 خرداد 1388. {{cite web}}: Check date values in: |تاریخ بازدید= (help)
9. ↑  دکتر گودرزی:ورزشگاه آزادی تا پایان مردادماه آماده می‌شود/ ورزشگاه آزادی نماد ملی است و واگذاری معنا ندارد بایگانی‌شده  در ۸ اکتبر ۲۰۱۶ توسط Wayback Machine. پایگاه خبری وزارت ورزش و جوانان
10. ↑  «صدور مجوز حضور استقلال و پرسپولیس در لیگ قهرمانان آسیا». football-tribe.com. ۲۱ آبان ۱۳۹۶. بایگانی‌شده از روی نسخه اصلی در ۲۰ ژوئیه ۲۰۲۰.
11. ↑  فراهانی، میثم (۲۰۲۳-۰۶-۰۱). «مقایسه تعداد جام‌های استقلال و پرسپولیس | تساوی در عدد 38». بتاکاپ. بایگانی‌شده از روی نسخه اصلی در ۲۳ ژوئیه ۲۰۲۳. دریافت‌شده در ۲۰۲۳-۰۷-۲۳.
12. ↑  فوتبال در ایران، ص ۹۸
13. 1 2 3  «پرسپولیس پرافتخارترین تیم ایران باقی‌ماند». جهان نیوز. ۲۱ خرداد ۱۳۹۰. بایگانی‌شده از اصلی در ۶ مه ۲۰۱۲. دریافت‌شده در ۱ تیر ۱۳۹۰.
14. 1 2  «مروری بر کارنامه آسیایی پرسپولیس در ۱۵ سال اخیر». روزنامه ورزشی گل. ۲۴ اردیبهشت ۱۳۹۰. بایگانی‌شده از اصلی در ۶ مه ۲۰۱۲. دریافت‌شده در ۱ تیر ۱۳۹۰.
15. 1 2 3  «پرسپولیس با ۵۱ درصد پرطرفدارترین تیم ایران شد». جهان نیوز. ۲۹ دی ۱۳۸۸. بایگانی‌شده از اصلی در ۶ مه ۲۰۱۲. دریافت‌شده در ۱ تیر ۱۳۹۰.
16. 1 2 3 4 5 6 7 8 9 10 11 12 13 14 15 16  «آشنایی با باشگاه پرسپولیس». همشهری آنلاین. ۲۱ مرداد ۱۳۸۶. بایگانی‌شده از روی نسخه اصلی در ۲۷ فوریه ۲۰۱۸. دریافت‌شده در ۲۰ بهمن ۱۳۹۴.
17. 1 2 3 4  «تاریخچه پرسپولیس». سایت رسمی باشگاه فرهنگی ورزشی پرسپولیس (پیروزی). بایگانی‌شده از اصلی در ۳ مارس ۲۰۱۱. دریافت‌شده در ۱۷ شهریور ۱۳۹۰.
18. ↑  "Poetry in motion - Asia's top ten clubs" (به انگلیسی). Goal (website). ۱۹ مه ۲۰۱۳. Archived from the original on 9 April 2014. Retrieved 2 آبان 1392. {{cite web}}: Check date values in: |تاریخ بازدید= (help)
19. ↑  «سرخ‌پوشان بر بام فوتبال ایران؛ پرسپولیس بی‌رقیب در تاریخ لیگ». فوتبال 360. بایگانی‌شده از روی نسخه اصلی در ۲۳ ژوئیه ۲۰۲۳. دریافت‌شده در ۲۰۲۳-۰۷-۲۳.
20. ↑  «قهرمان-سابقه دار-در-جام-حذفی-مانده‌اند» (به fa_IR). دریافت‌شده در ۲۰۱۸-۰۱-۱۸.
21. ↑  «پرسپولیس-برنده-سوپرجام-فوتبال-ایران-شد» (به fa_IR). بایگانی‌شده از اصلی در ۱۲ ژوئن ۲۰۱۸. دریافت‌شده در ۲۰۱۸-۰۱-۱۸.
22. 1 2 3 4 5 6 7 8 9 10 11 12 13 14 15 16 17 18 19 20 21 22 23 24 25  حدادپور، مهدی؛ زارعی، اصغر، سالنامه رسمی و فرهنگ مصور باشگاه فرهنگی ورزشی پرسپولیس ۱۳۸۶
23. 1 2  طرفداری. «تعداد جام‌های رسمی استقلال و پرسپولیس». بایگانی‌شده از روی نسخه اصلی در ۸ آوریل ۲۰۲۲. دریافت‌شده در ۱۵ دسامبر ۲۰۱۷.
24. ↑  «قهرمانی-پرسپولیس-در-جام-در-جام-آسیا-26-سال-از-افتخارآفرینی-سرخ-ها-گذشت». بایگانی‌شده از روی نسخه اصلی در ۸ آوریل ۲۰۲۲. دریافت‌شده در ۲۰۱۸-۰۱-۱۸.
25. 1 2  «پرسپولیس جام را بالا برد». کنفدراسیون فوتبال آسیا. ۱۸ مه ۲۰۰۸. بایگانی‌شده از اصلی در ۶ مه ۲۰۱۲. دریافت‌شده در ۲۷ شهریور ۱۳۸۸.
26. 1 2  ۳۴ سال با پرسپولیس، صص ۱۰۷–۱۱۸
27. ↑  فراهانی، میثم (۲۰۲۳-۰۶-۰۱). «مقایسه تعداد جام‌های استقلال و پرسپولیس | تساوی در عدد 38». بتاکاپ. بایگانی‌شده از روی نسخه اصلی در ۲۳ ژوئیه ۲۰۲۳. دریافت‌شده در ۲۰۲۳-۰۷-۲۳.
28. 1 2  «آشنایی با باشگاه پرسپولیس». همشهری‌آنلاین. بایگانی‌شده از اصلی در ۱۶ ژوئن ۲۰۰۸. دریافت‌شده در ۳۰ بهمن ۱۳۸۷.
29. 1 2 3 4 5 6 7 8 9 10 11 12 13 14 15 16 17 18 19 20 21 22  ناصری، امیرحسین (۲۲ آذر ۱۳۸۶)، «ظهور آبی و قرمز در تاریکخانه سیاست»، روزنامه اعتماد، ش. شماره ۱۵۱۳، بایگانی‌شده از روی نسخه اصلی در ۳۰ ژوئیه ۲۰۱۳، دریافت‌شده در ۱۱ سپتامبر ۲۰۰۸
30. 1 2  زارعی، اصغر (۱۹ ژانویه ۲۰۰۷). "Iran 1970" (به انگلیسی). بنیاد آماری سند. ورزش. فوتبال. Archived from the original on 6 May 2012. Retrieved 2 September 2010.
31. 1 2  ۳۴ سال با پرسپولیس، صص ۹۵–۱۰۶
32. ↑  «تاریخ‌سازی پرسپولیس با پنجمین قهرمانی پیاپی/ شاگردان یحیی دست نیافتنی شدند +عکس و فیلم و جدول». مشرق نیوز. ۲۰۲۱-۰۷-۳۰. بایگانی‌شده از روی نسخه اصلی در ۲۳ ژوئیه ۲۰۲۳. دریافت‌شده در ۲۰۲۳-۰۷-۲۳.
33. ↑  «رکوردهایی که قربانی پرسپولیس در مسیر گلات شدند». فوتبال 360. بایگانی‌شده از روی نسخه اصلی در ۲۳ ژوئیه ۲۰۲۳. دریافت‌شده در ۲۰۲۳-۰۷-۲۳.
34. ↑  «Magiran | روزنامه ایران (1400/04/01): چهارمین قهرمانی پرسپولیس در سوپر جام». www.magiran.com. بایگانی‌شده از روی نسخه اصلی در ۲۳ ژوئیه ۲۰۲۳. دریافت‌شده در ۲۰۲۳-۰۷-۲۳.
35. 1 2  روزنامه خبر ورزشی، ج. سال یازدهم ش. شماره ۳۳۲۳، ص. صفحه ۳، ۵ آبان ۱۳۸۷ پارامتر |عنوان= یا |title= ناموجود یا خالی (کمک); از |مقاله= صرف‌نظر شد (کمک)
36. 1 2  «فوتبال قهرمانان باشگاه‌های آسیا: پرسپولیس از صعود بازماند»، روزنامه همشهری، ش. شماره ۳۰۰۵، ۲۴ اسفند ۱۳۸۱، بایگانی‌شده از روی نسخه اصلی در ۱۴ فوریه ۲۰۰۹، دریافت‌شده در ۲۳ دسامبر ۲۰۰۸
37. ↑  ۳۴ سال با پرسپولیس، ص۵، بازی۱
38. ↑  «در چنین روزی؛ تساوی در اولین دربی بزرگ تهران». وبگاه رسمی باشگاه پرسپولیس. ۲۲ مرداد ۱۳۸۶. دریافت‌شده در ۲۱ شهریور ۱۳۸۷.
39. 1 2 3 4 5 6 7 8 9  Houchang Chehabi, “FOOTBALL (soccer)” دانشنامه ایرانیکا، Online Edition, 20 July 1999, available at http://www.iranicaonline.org/articles/football- بایگانی‌شده  در ۱۷ مه ۲۰۱۹ توسط Wayback Machine
40. 1 2  ربیعه، نازنین (۱۶ آذر ۱۳۸۵)، «شناختنامه علی عبده؛ پسر دادستان - برادر حاکم و پدر پرسپولیس»، روزنامه اعتماد، ش. شماره ۱۲۷۸، بایگانی‌شده از اصلی در ۸ اکتبر ۲۰۱۱، دریافت‌شده در ۳۰ اوت ۲۰۰۹
41. ↑  «۴۰ سال بعد از انحلال تاریخی شاهین»، روزنامه اعتماد، ش. شماره ۱۴۳۴، ۱۴ تیر ۱۳۸۶، بایگانی‌شده از اصلی در ۹ سپتامبر ۲۰۰۹، دریافت‌شده در ۶ سپتامبر ۲۰۰۹
42. 1 2 3 4 5 6 7 8  حدادپور، مهدی، سالنامه پرسپولیس ۱۳۸۱
43. 1 2  پاینده، محمدجواد (۲۸ اسفند ۱۳۸۷)، «سابقهٔ نمایندگان ایران در جام‌های باشگاهی آسیا: جام پنجم، آرزوی ایرانی»، روزنامه همشهری، ش. شماره ۴۷۹۴، ص. صفحه ۲۱
44. ↑  «پرسپولیس در چنین روزی نماینده فوتبال ایران در جام باشگاه‌های آسیا شد». وبگاه رسمی باشگاه پرسپولیس. ۲۰ آذر ۱۳۸۶. بایگانی‌شده از اصلی در ۱۹ آوریل ۲۰۰۸. دریافت‌شده در ۱۰ مهر ۱۳۸۷.
45. ↑  ۳۴ سال با پرسپولیس، ص۸۵
46. ↑  ۳۴ سال با پرسپولیس، ص ۸۶
47. 1 2 3 4  حدادپور، مهدی (۱۴ دی ۱۳۸۵)، «۲۸ سال انتظار برای خصوصی‌سازی»، روزنامه اعتماد، ش. شماره ۱۳۰۰، ص. صفحهٔ ۱۶، بایگانی‌شده از روی نسخه اصلی در ۱۲ ژانویه ۲۰۱۲، دریافت‌شده در ۶ سپتامبر ۲۰۰۹
48. 1 2  ۳۴ سال با پرسپولیس، ص۸۸
49. 1 2 3 4 5  خبر ورزشی، ش. ویژه‌نامه نوروزی، ص. صفحه ۲۵، ۱۳۸۷ پارامتر |عنوان= یا |title= ناموجود یا خالی (کمک); از |مقاله= صرف‌نظر شد (کمک)
50. ↑  ۳۴ سال با پرسپولیس، صص ۸۹ تا ۹۳
51. ↑  ۳۴ سال با پرسپولیس، ص ۹۴
52. 1 2 3 4 5 6 7 8  ، ترجمهٔ نام مترجم، «سه سال بحرانی در پرسپولیس، سرگذشت تبعید از بولینگ به داوودیه»، روزنامه اعتماد، ش. شمارهٔ ۱۵۰۲، ص. صفحهٔ ۱۲، ۵ آذر ۱۳۸۶، بایگانی‌شده از روی نسخه اصلی در ۳۱ ژوئیه ۲۰۰۹، دریافت‌شده در ۱۲ سپتامبر ۲۰۰۸
53. ↑  بابروفسکی، جوزف؛ کارسدروپ، درک (۲ اوت ۲۰۰۴). "Cup Winners' Cup ۱۹۹۰/۹۱" (به انگلیسی). Rec.Sport.Soccer Statistics Foundation. Archived from the original on 6 May 2012. Retrieved 27 شهریور 1388. {{cite web}}: Check date values in: |تاریخ بازدید= (help)
54. ↑  قلیچ‌خانی، سیامک (۶ شهریور ۱۳۸۲)، «سایه روشن ورزش؛ آفتاب سرخ»، روزنامه همشهری، ش. شماره ۳۱۵۰، بایگانی‌شده از روی نسخه اصلی در ۱۶ ژوئن ۲۰۱۳، دریافت‌شده در ۱۸ سپتامبر ۲۰۰۹
55. ↑  "Iran - World Cup ۱۹۹۸" (به انگلیسی). footballsquads.co.uk. Archived from the original on 6 May 2012. Retrieved 27 شهریور 1388. {{cite web}}: Check date values in: |تاریخ بازدید= (help)
56. ↑  «اولین قهرمانی پرسپولیس در اولین دوره لیگ برتر». وبگاه رسمی باشگاه پرسپولیس. ۷ خرداد ۱۳۸۷. بایگانی‌شده از اصلی در ۱۱ اکتبر ۲۰۰۸. دریافت‌شده در ۱ آذر ۱۳۸۷.
57. ↑  ۳۴ سال با پرسپولیس، ص ۱۱۹
58. ↑  «پرسپولیس قهرمان جام حذفی شد». همشهری آنلاین. ۲۰ خرداد ۱۳۹۰. بایگانی‌شده از اصلی در ۶ مه ۲۰۱۲. دریافت‌شده در ۱۷ شهریور ۱۳۹۰.
59. ↑  «واکنش سایت AFC به پنجمین قهرمانی متوالی پرسپولیس با تمجید از 2 ستاره». تسنیم. دریافت‌شده در ۲۰۲۵-۰۲-۲۴.
60. ↑  «نگاهی به آمار و اعداد قهرمانی در تاریخ لیگ برتر؛ دستِ بالای پرسپولیس». ایرنا. ۲۰۲۳-۰۵-۱۸. دریافت‌شده در ۲۰۲۵-۰۲-۲۴.
61. ↑  «آمار و ارقام قهرمانی در تاریخ لیگ برتر». مشرق نیوز. ۲۰۲۳-۰۵-۱۸. دریافت‌شده در ۲۰۲۵-۰۲-۲۴.
62. ↑  «واکنش AFC به نایب‌قهرمانی پرسپولیس در آسیا: قهرمانانه رقابت کردید». ایسنا. ۲۰۱۸-۱۱-۱۰. دریافت‌شده در ۲۰۲۵-۰۲-۲۴.
63. ↑  2506 (۲۰۲۰-۱۲-۱۹). «پرسپولیس نایب قهرمان آسیا شد». ایرنا. دریافت‌شده در ۲۰۲۵-۰۲-۲۴.
64. ↑  «پرسپولیس با شکست مقابل اولسان هیوندای نایب قهرمان آسیا شد». BBC News فارسی. دریافت‌شده در ۲۰۲۵-۰۲-۲۴.
65. ↑  «مدال نایب قهرمانی پرسپولیس در ACL ۲۰۲۰/عکس». خبرآنلاین. ۲۰۲۰-۱۲-۲۰. دریافت‌شده در ۲۰۲۵-۰۲-۲۴.
66. ↑  «تاریخ به نفع پرسپولیس یا رقبا! (عکس)». ورزش سه. دریافت‌شده در ۲۰۲۵-۰۲-۲۴.
67. ↑  «پرس پلیس». لغت‌نامه دهخدا. بایگانی‌شده از اصلی در ۶ مه ۲۰۱۲. دریافت‌شده در ۱۵ مرداد ۱۳۸۸.
68. 1 2 3 4  زارعی، اصغر (۱۷ مرداد ۱۳۸۶)، «پرسپولیس چگونه پیروزی شد؟»، روزنامه ایران ورزشی، ش. شمارهٔ ۲۹۱۲، بایگانی‌شده از روی نسخه اصلی در ۲ ژوئیه ۲۰۰۸، دریافت‌شده در ۱۲ سپتامبر ۲۰۰۸
69. ↑  «پرسپولیس یا پیروزی؟». وبگاه جهان ورزش. بایگانی‌شده از اصلی در ۸ نوامبر ۲۰۱۱. دریافت‌شده در ۱ تیر ۱۳۹۰.
70. ↑  «پرسپولیس به نام واقعی اش بازگشت». بایگانی‌شده از روی نسخه اصلی در ۲۵ آوریل ۲۰۱۴. دریافت‌شده در ۲۹ مارس ۲۰۱۴.
71. ↑  روزنامه رسمی جمهوری اسلامی ایران، ۱۴ مرداد ۱۳۷۰ پارامتر |عنوان= یا |title= ناموجود یا خالی (کمک)
72. ↑  «ستارهٔ روی لوگوی پرسپولیس قانونی شد (عکس)». ورزش سه. ۱۶ فروردین ۱۳۹۷. دریافت‌شده در ۱۲ مرداد ۱۳۹۸.
73. ↑  «مجوز لباس جدید پرسپولیس صادر شد». خبرگزاری فارس. ۱۲ دی ۱۳۸۵. بایگانی‌شده از اصلی در ۶ مه ۲۰۱۲. دریافت‌شده در ۲۷ شهریور ۱۳۸۸.
74. ↑  «پرسپولیس با لباس جدید در برابر الغرافه». وبگاه رسمی باشگاه پرسپولیس. ۱۸ فروردین ۱۳۸۸. بایگانی‌شده از اصلی در ۴ فوریه ۲۰۱۲. دریافت‌شده در ۲۷ شهریور ۱۳۸۸.
75. ↑  تابناک (۲۵ فروردین ۱۳۹۶). «قانون ستاره‌های روی پیراهن در فوتبال چیست؟ /پرسپولیس و ستاره اول».
76. 1 2 3 4 5 6 7 8  Ferdosipour, Adel (اکتبر ۲۰۰۸)، «The great divide»، World Soccer Magazine، ص. p۶۲ (ترجمه مقاله به فارسی بایگانی‌شده  در ۲۰ ژانویه ۲۰۱۱ توسط Wayback Machine در خبرگزاری ایسنا، رشید سعدلو)
77. 1 2 3 4  دیوردن، جان (۲۸ سپتامبر ۲۰۰۹). "Asian Debate: Is Coaching Persepolis The Biggest And Most Difficult Job In Asian Club Football?" (به انگلیسی). Goal.com. Archived from the original on 6 May 2012. Retrieved 28 September 2009.
78. ↑  جلالی، مجید (۱۵ شهریور ۱۳۸۸). «قرمز و آبی طرح پیشنهادی انگلیسی‌ها به ساواک بود!». ابتکارنیوز. بایگانی‌شده از اصلی در ۱ فوریه ۲۰۱۰. دریافت‌شده در ۵ مهر ۱۳۸۸. از پارامتر ناشناخته |نشانی نویسنده= صرف‌نظر شد (کمک)
79. ↑  Paul L. Jalbert (۱۹۹۹)، «Issue ۵ of Studies in ethnomethodology and conversation analysis»، Media studies: ethnomethodological approaches، University Press of America (Original from the University of California)، شابک ۹۷۸-۰-۷۶۱۸-۱۲۸۷-۶
80. ↑  «بازی فوتبال در شغل روزنامه‌نگاری؛ کنترل داستان پردازی اخبار مربوط به یک باشگاه فوتبال». مرکز تحقیقات و مطالعات رسانه‌ای. بایگانی‌شده از اصلی در ۶ مه ۲۰۱۲. دریافت‌شده در ۵ مهر ۱۳۸۸. (ترجمه آزاده قهویی از فصل پنجم Media Studies: Ethnomethodological Approaches)
81. ↑  ثقفی، احسان (۲۸ اردیبهشت ۱۳۹۰)، «سایت تأسیس می‌کنند، پیامک ارسال می‌کنند: دایی در دنیای مجازی هم تک و تنهاست!»، همشهری تماشاگر، ش. شماره ۵۲، ص. صص ۳۸–۳۹
82. ↑  رستم‌نمدی، آرش (۵ مهر ۱۳۸۸)، «سرگیجه قرمز همه را سر کار گذاشته است»، روزنامه ورزشی گل، ش. شماره ۱۰۴۹، ص. صفحه ۸
83. 1 2  ، ترجمهٔ نام مترجم، «مردان پرسپولیس، مستند خبرساز از پشت پرده قهرمان لیگ»، روزنامه اعتماد، ش. شماره ۱۷۴۹، ص. صفحهٔ ۱۷، ۲۹ مرداد ۱۳۸۷، بایگانی‌شده از روی نسخه اصلی در ۱۶ ژوئیه ۲۰۱۱، دریافت‌شده در ۱۶ اوت ۲۰۰۹
84. ↑  «مردان پرسپولیس در ژانر عروسی!». خبرگزاری تابناک. ۹ شهریور ۱۳۸۷. بایگانی‌شده از اصلی در ۷ ژوئیه ۲۰۱۵. دریافت‌شده در ۲۵ مرداد ۱۳۸۸.
85. ↑  «مردان آن روزها»، روزنامه همشهری، ش. شماره ۳۵۵۹، ۲۹ آبان ۱۳۸۳، بایگانی‌شده از روی نسخه اصلی در ۱۶ نوامبر ۲۰۰۹، دریافت‌شده در ۱۸ سپتامبر ۲۰۰۹
86. 1 2  روزنامه اعتماد ملی، ش. شماره ۹۸۶، ص. صفحه ۱۹، ۱۴ مرداد ۱۳۸۸ پارامتر |عنوان= یا |title= ناموجود یا خالی (کمک); از |مقاله= صرف‌نظر شد (کمک)
87. ↑  «پروین و عابدزاده آواز می‌خوانند». خبرآنلاین. ۷ بهمن ۱۳۸۸. بایگانی‌شده از اصلی در ۶ مه ۲۰۱۲. دریافت‌شده در ۱۵ بهمن ۱۳۸۸.
88. ↑  «آلبوم دوم «قرمزته» منتشر می‌شود». خبرگزاری فارس. ۲۱ اردیبهشت ۱۳۸۸. بایگانی‌شده از اصلی در ۶ مه ۲۰۱۲. دریافت‌شده در ۲۵ مرداد ۱۳۸۸.
89. ↑  YJC، خبرگزاری باشگاه خبرنگاران | آخرین اخبار ایران و جهان |. «پرسپولیس، پرطرفدارترین تیم ایران در فضای مجازی است». خبرگزاری باشگاه خبرنگاران | آخرین اخبار ایران و جهان | YJC. بایگانی‌شده از روی نسخه اصلی در ۲۷ ژانویه ۲۰۱۸. دریافت‌شده در ۲۰۱۸-۰۱-۲۶.
90. ↑  "Instagram post by افشین پیروانی • Jan 19, 2018 at 3:52pm UTC". Instagram (به انگلیسی). Archived from the original on 6 April 2023. Retrieved 2018-01-26.
91. ↑  لارودی، اردشیر؛ امیرپور، مهدی (آبان ۱۳۸۷)، «تنها فوتبالیست سیاسی، پرویز دهداری بود؛ خاطرات اردشیر لارودی از شکل‌گیری باشگاه‌های فوتبال در ایران» (PDF)، شهروند امروز، ضمیمه ماهانه تاریخ شفاهی، ش. شماره ۲، ص. صفحهٔ ۲۲، بایگانی‌شده از اصلی (PDF) در ۶ ژانویه ۲۰۱۰، دریافت‌شده در ۸ سپتامبر ۲۰۱۱
92. ↑  صدر، حمیدرضا (۱۳۹۲)، پسری روی سکوها، تهران: نشر زاوش
93. ↑  «پرسپولیس چگونه پیروزی شد؟». ویستا. بایگانی‌شده از روی نسخه اصلی در ۴ مارس ۲۰۱۶. دریافت‌شده در ۲۸ فوریه ۲۰۱۶.
94. ↑  «دوران طلایی پیروزی در فوتبال کشور»، روزنامه همشهری، ش. شماره ۱۸۷۴، ص. صفحه ورزشی، ۲۱ تیر ۱۳۸۷، بایگانی‌شده از روی نسخه اصلی در ۱۴ مارس ۲۰۱۱، دریافت‌شده در ۸ سپتامبر ۲۰۱۱
95. ↑  «استادیوم فوتبال - زمین چمن». وبگاه رسمی ورزشگاه آزادی. بایگانی‌شده از اصلی در ۱۳ سپتامبر ۲۰۰۸. دریافت‌شده در ۱۲ مهر ۱۳۸۷.
96. ↑  «ظرفیت ورزشگاه اختصاصی پرسپولیس به ۵۰ هزارنفر افزایش می‌یابد». وبگاه رسمی باشگاه پرسپولیس. ۷ اسفند ۱۳۸۴. بایگانی‌شده از اصلی در ۱۲ ژانویه ۲۰۰۹. دریافت‌شده در ۱۲ مهر ۱۳۸۷.
97. ↑  «واگذاری ورزشگاه شهرقدس به پرسپولیس کذب محض است، مسئولان پرسپولیس عجولانه اظهارنظر کردند». خبرگزاری مهر. ۱۴ اسفند ۱۳۸۴. بایگانی‌شده از اصلی در ۴ نوامبر ۲۰۱۲. دریافت‌شده در ۱۲ مهر ۱۳۸۷.
98. ↑  «حضور تیم پرسپولیس در ورزشگاه کارگران». وبگاه رسمی باشگاه پرسپولیس. ۱۱ تیر ۱۳۸۷. بایگانی‌شده از اصلی در ۱۲ ژانویه ۲۰۰۹. دریافت‌شده در ۲۵ سپتامبر ۲۰۰۹.
99. ↑  ، ترجمهٔ نام مترجم، «مجموعه ورزشی راه‌آهن در اختیار پرسپولیس قرار گرفت»، روزنامه اعتماد، ش. شماره ۷۳۷، ص. صفحهٔ ۱۵، ۲۰ شهریور ۱۳۸۷، بایگانی‌شده از اصلی در ۱۳ فوریه ۲۰۰۹، دریافت‌شده در ۳ اکتبر ۲۰۰۸
100. ↑  «زمین ورزشگاه راه‌آهن به مدت یکسال در اختیار تیم فوتبال پرسپولیس قرار گرفت». خبرگزاری فوتبال ایران. ۱۸ شهریور ۱۳۸۷. بایگانی‌شده از اصلی در ۶ مه ۲۰۱۲. دریافت‌شده در ۱۲ مهر ۱۳۸۷.
101. ↑  «بازدید از ورزشگاه درفشی‌فر». خبرگزاری مهر. ۱۱ آبان ۱۳۹۰. بایگانی‌شده از اصلی در ۶ مه ۲۰۱۲. دریافت‌شده در ۱۱ آبان ۱۳۹۰.
102. ↑  «سوزوکی: امیدوارم پرسپولیس به سمت خصوصی شدن پیش رود». خبرگزاری فارس. ۲۷ اردیبهشت ۱۳۹۰. بایگانی‌شده از اصلی در ۶ مه ۲۰۱۲. دریافت‌شده در ۱۱ مارس ۲۰۱۲.
103. ↑  «آکادمی باشگاه پرسپولیس افتتاح شد». تارنمای روزنامه ورزشی نود. ۱۲ تیر ۱۳۹۲. بایگانی‌شده از اصلی در ۶ اکتبر ۲۰۱۳. دریافت‌شده در ۱۱ مهر ۱۳۹۲.
104. ↑  وبسایت رسمی باشگاه پرسپولیس (۳ تیر ۱۳۹۶). «تمرین شنبه سرخپوشان در ورزشگاه شهید کاظمی برگزار شد». بایگانی‌شده از اصلی در ۱۳ نوامبر ۲۰۱۷. دریافت‌شده در ۷ ژوئیه ۲۰۲۰.
105. ↑  «تشکر و قدردانی باشگاه پرسپولیس از هواداران». وبگاه رسمی باشگاه پرسپولیس. ۷ شهریور ۱۳۸۸. بایگانی‌شده از اصلی در ۸ اوت ۲۰۱۰. دریافت‌شده در ۷ شهریور ۱۳۸۸.
106. ↑  روزنامه ورزشی گل، ش. شماره ۱۰۲۹، ص. صفحه ۳، ۱۰ شهریور ۱۳۸۸ پارامتر |عنوان= یا |title= ناموجود یا خالی (کمک); از |مقاله= صرف‌نظر شد (کمک)
107. ↑  «نخستین تمرین پرسپولیس در قطر برگزار شد». وبگاه رسمی باشگاه پرسپولیس. ۱۲ اسفند ۱۳۹۰. بایگانی‌شده از اصلی در ۶ مه ۲۰۱۲. دریافت‌شده در ۱۲ اسفند ۱۳۹۰.
108. ↑  رحمانی، شاهین. «پرسپولیس رکورد دیگری شکست». کنفدراسیون فوتبال آسیا. بایگانی‌شده از اصلی در ۶ مه ۲۰۱۲. دریافت‌شده در ۶ خرداد ۱۳۸۸.
109. ↑  حدادپور، مهدی (۴ آذر ۱۳۸۷)، «سرمربیان پرسپولیس از ۴۸ تا ۸۷، نیمکت‌نشینی پرافتخار سرداران سرخ‌جامه»، روزنامه ورزشی گل، ج. سال سوم ش. شماره ۸۱۸، ص. صفحه ۱۰
110. ↑  خبر ورزشی، ش. ویژه‌نامه نوروزی، ص. صفحه ۲۵، ۱۳۸۷ پارامتر |عنوان= یا |title= ناموجود یا خالی (کمک); از |مقاله= صرف‌نظر شد (کمک)
111. 1 2  "The Red 'Victors' and the 'Independent' Blues" (به انگلیسی). مجله فیفا. ۳۱ اکتبر ۲۰۰۲. Archived from the original on 6 May 2012. Retrieved 1 October 2009.
112. ↑  "Football, blood and war" (به انگلیسی). The Observer. ۱۸ ژانویه ۲۰۰۴. Archived from the original on 6 May 2012. Retrieved 4 آبان 1387. December 2000 Following an ill-tempered Tehran derby, between Pirouzi and Estegahl, violence spills on to the streets as fans destroy cars and buses. Three players from each side and 60 fans are arrested; more than 250 coaches are vandalised. {{cite web}}: Check date values in: |تاریخ بازدید= (help)
113. ↑  World Soccer Magazine، ژوئیه ۲۰۰۸ پارامتر |عنوان= یا |title= ناموجود یا خالی (کمک); از |مقاله= صرف‌نظر شد (کمک)
114. ↑  روزنامه همشهری، ش. شماره ۴۹۹۳، ص. صفحه ۹، ۲ آذر ۱۳۸۸ پارامتر |عنوان= یا |title= ناموجود یا خالی (کمک); از |مقاله= صرف‌نظر شد (کمک)
115. ↑  «نتایج تیم‌های نونهالان، نوجوانان، امید، «ب» و فوتسال پرسپولیس». وبگاه رسمی باشگاه پرسپولیس. ۱۴ آذر ۱۳۸۸. بایگانی‌شده از اصلی در ۱۱ ژانویه ۲۰۱۰. دریافت‌شده در ۱۴ آذر ۱۳۸۸.
116. ↑  «سرخپوشان دلوار افزار تیم دوم پرسپولیس شد». وبگاه تبیان. ۲۹ مرداد ۱۳۸۵. بایگانی‌شده از اصلی در ۶ مه ۲۰۱۲. دریافت‌شده در ۱۰ مهر ۱۳۸۷.
117. ↑  «عبدی به دنبال تسویه حساب مالیاتی»، روزنامه ایران ورزشی، ش. شماره ۲۸۹۲، ۲۴ تیر ۱۳۸۶، بایگانی‌شده از روی نسخه اصلی در ۲۴ مه ۲۰۰۸، دریافت‌شده در ۲۱ نوامبر ۲۰۰۸
118. ↑  «آقای گل لیگ دسته یک در پرسپولیس»، روزنامه اعتماد، ش. شماره ۱۴۵۲، ۴ مرداد ۱۳۸۶، بایگانی‌شده از اصلی در ۱۳ فوریه ۲۰۰۹، دریافت‌شده در ۲۱ نوامبر ۲۰۰۸
119. ↑  «شکایت از باشگاه پرسپولیس». وبگاه بازیاب. ۳۰ مهر ۱۳۸۷. بایگانی‌شده از اصلی در ۱۷ فوریه ۲۰۰۹. دریافت‌شده در ۱ آذر ۱۳۸۷.
120. ↑  «مدیرعامل سرخ‌پوشان: دیهیم باید بازیکنان ما را بگیرد»، روزنامه ایران ورزشی، ش. شماره ۳۲۶۲، ۱ آبان ۱۳۸۷، بایگانی‌شده از روی نسخه اصلی در ۳۰ ژانویه ۲۰۱۰، دریافت‌شده در ۱۶ اوت ۲۰۰۹
121. ↑  «پرسپولیس تیم دوم ندارد». وبگاه رسمی باشگاه پرسپولیس. ۲۲ مرداد ۱۳۸۸. بایگانی‌شده از اصلی در ۱۶ اوت ۲۰۰۹. دریافت‌شده در ۲۵ مرداد ۱۳۸۸.
122. ↑  «رضا شاهرودی جانشین احتمالی میناوند در تیم «ب» پرسپولیس». وبگاه گل. ۲۳ نوامبر ۲۰۰۹. دریافت‌شده در ۱۲ دسامبر ۲۰۰۹.
123. ↑  «میناوند: اسم بازیکنان تیم را هم نمی‌دانستم». خبرگزاری فارس. ۱ آذر ۱۳۸۸. بایگانی‌شده از اصلی در ۶ مه ۲۰۱۲. دریافت‌شده در ۱۵ آذر ۱۳۸۸.
124. ↑  «تیم «ب» پرسپولیس قهرمان باشگاه‌های تهران شد». وبگاه رسمی باشگاه پرسپولیس. ۱۴ اسفند ۱۳۹۰. بایگانی‌شده از اصلی در ۱۲ مه ۲۰۱۲. دریافت‌شده در ۱۴ اسفند ۱۳۹۰.
125. ↑  «پرسپولیس قائمشهر تحت حمایت باشگاه پرسپولیس». خبرگزاری فارس. ۴ مهر ۱۳۹۱. بایگانی‌شده از روی نسخه اصلی در ۱۲ مه ۲۰۲۱. دریافت‌شده در ۲۰ اردیبهشت ۱۴۰۰.
126. ↑  «هادی نوروزی در پرسپولیس قائمشهر (عکس)». ورزش سه. ۳۱ فروردین ۱۳۹۵. بایگانی‌شده از روی نسخه اصلی در ۱۶ مارس ۲۰۲۴. دریافت‌شده در ۲۰ اردیبهشت ۱۴۰۰.
127. ↑  «نامه رویانیان به تاج برای خرید سایپا شمال». ورزش سه. ۳ آبان ۱۳۹۲. بایگانی‌شده از روی نسخه اصلی در ۱۶ مارس ۲۰۲۴. دریافت‌شده در ۲۰ اردیبهشت ۱۴۰۰.
128. ↑  «رویانیان هیچ حمایتی از پرسپولیس شمال نمی‌کند». خبرگزاری تسنیم. ۲۲ دی ۱۳۹۲. بایگانی‌شده از روی نسخه اصلی در ۱۰ مه ۲۰۲۱. دریافت‌شده در ۲۰ اردیبهشت ۱۴۰۰.
129. ↑  «دربی امیدها». ورزش ۳. ۱۱ شهریور ۱۳۹۴. بایگانی‌شده از روی نسخه اصلی در ۱۶ مارس ۲۰۲۴. دریافت‌شده در ۳ سپتامبر ۲۰۱۵.
130. ↑  «از عملکرد شاه محمدی ناراضی نیستیم». ورزش ۳. ۲۴ آذر ۱۳۹۴. بایگانی‌شده از روی نسخه اصلی در ۱۶ مارس ۲۰۲۴. دریافت‌شده در ۱۵ دسامبر ۲۰۱۵.
131. ↑  «گفتگوی شهروند با هنگامه افشار نقاش، نویسنده و مجری تلویزیون پارس/ فرح طاهری». شهروند. ۲۰۱۲-۰۳-۰۱. بایگانی‌شده از روی نسخه اصلی در ۲۸ نوامبر ۲۰۱۹. دریافت‌شده در ۲۰۱۹-۰۹-۱۵.
132. ↑  «زنان نگاهی به تاریخچه فوتبال زنان در ایران»، هفته‌نامه شیرزنان، ش. شماره ۳۷، ۲۲ دی ۱۳۸۶، بایگانی‌شده از اصلی در ۸ نوامبر ۲۰۱۱
133. ↑  «استقلال- پرسپولیس در لیگ بانوان»، هفته‌نامه شیرزنان، ش. شماره ۶۰، ۱۵ تیر ۱۳۸۷، بایگانی‌شده از اصلی در ۸ نوامبر ۲۰۱۱
134. ↑  «فوتبال بانوان پرسپولیس فعال شد». وبگاه تبیان. ۲۷ بهمن ۱۳۸۷. بایگانی‌شده از اصلی در ۶ مه ۲۰۱۲. دریافت‌شده در ۱۰ مهر ۱۳۸۸.
135. ↑  «کاپیتان پرسپولیس چگونه انتخاب شد؟». ورزش ۳. ۱۱ مرداد ۱۳۹۴. بایگانی‌شده از روی نسخه اصلی در ۱۶ مارس ۲۰۲۴. دریافت‌شده در ۲ اوت ۲۰۱۵.
136. ↑  «همه کاپیتان‌های پرسپولیس». جام جم. ۳۱ اردیبهشت ۱۳۹۲. بایگانی‌شده از روی نسخه اصلی در ۳ اکتبر ۲۰۱۵. دریافت‌شده در ۲ اوت ۲۰۱۵.
137. ↑  «پرسپولیس؛ تیم کاپیتان‌های بزرگ». ایرنا. ۲۶ مرداد ۱۳۹۸. بایگانی‌شده از روی نسخه اصلی در ۱۵ اوت ۲۰۲۲. دریافت‌شده در ۱۵ اوت ۲۰۲۲.
138. ↑  «عواقب بستن بازوبند روی مچ دست /سپهر حیدری کاپیتان اول، نوری یا رضایی کاپیتان دوم پرسپولیس». خبرآنلاین. ۷ دی ۱۳۸۹. بایگانی‌شده از روی نسخه اصلی در ۸ اکتبر ۲۰۱۵. دریافت‌شده در ۶ اکتبر ۲۰۱۵.
139. ↑  «گزارش ویژه؛ همه کاپیتان‌های پرسپولیس از جاسمیان تا کفشگری». اسپورت تی وی. ۲۴ مرداد ۱۳۹۴. بایگانی‌شده از اصلی در ۶ اکتبر ۲۰۱۵. دریافت‌شده در ۶ اکتبر ۲۰۱۵.
140. ↑  «نوری در جمع 10 گلزن تاریخ پرسپولیس». ورزش ۳. ۱۲ اسفند ۱۳۹۳. بایگانی‌شده از روی نسخه اصلی در ۱۶ مارس ۲۰۲۴. دریافت‌شده در ۱۳ اسفند ۱۳۹۳.
141. ↑  «نوری؛ سه گل تا جا گذاشتن علی دایی». ورزش ۳. ۱۵ فروردین ۱۳۹۴. بایگانی‌شده از روی نسخه اصلی در ۱۶ مارس ۲۰۲۴. دریافت‌شده در ۴ آوریل ۲۰۱۵.
142. ↑  «پرسپولیس 2 ـ بنیادکار 1/ صعود صدهزارنفری». ورزش ۳. ۱۶ اردیبهشت ۱۳۹۴. بایگانی‌شده از روی نسخه اصلی در ۱۶ مارس ۲۰۲۴. دریافت‌شده در ۳ اوت ۲۰۱۵.
143. ↑  «طارمی و تهدید دایی و باقری». ورزش ۳. ۲۰ اسفند ۱۳۹۵. بایگانی‌شده از روی نسخه اصلی در ۱۶ مارس ۲۰۲۴. دریافت‌شده در ۱۲ مارس ۲۰۱۷.
144. ↑  «طارمی از دایی و باقری پیش افتاد». ورزش ۳. ۲۶ فروردین ۱۳۹۶. بایگانی‌شده از روی نسخه اصلی در ۱۶ مارس ۲۰۲۴. دریافت‌شده در ۱۵ آوریل ۲۰۱۷.
145. ↑  «گلزنان خارجی تاریخ پرسپولیس». ورزش ۳. ۴ مهر ۱۳۹۴.
146. ↑  «16 مهاجم خارجی تاریخ سرخپوشان». ورزش ۳. ۵ مهر ۱۳۹۴.
147. ↑  وداع زودهنگام پرسپولیس با جام حذفی/ قشقایی شگفتی اول را رقم زد - خبرگزاری مهر | اخبار ایران و جهان | Mehr News Agency
148. ↑  «اسامی-اعضای-هیئت-مدیره-جدید-پرسپولیس-کوچ-سایپایی-ها-به-پرسپولیس». بایگانی‌شده از اصلی در ۸ آوریل ۲۰۲۲. مقدار |dead-url=live نامعتبر (کمک)
149. ↑  «AFC اعلام کرد/ پرسپولیس رکورد ۱۰۰،۰۰۰ تماشاگر در آسیا را ثبت کرد+عکس». پایگاه رسمی برنامه نود. ۲۴ فروردین ۱۳۹۴. پارامتر |پیوند= ناموجود یا خالی (کمک); پارامتر |تاریخ بازیابی= نیاز به وارد کردن |پیوند= دارد (کمک)
150. ↑  «AFC: پرسپولیس رکورد خودش را شکست». ۲۴ فروردین ۱۳۹۴. بایگانی‌شده از روی نسخه اصلی در ۱۵ آوریل ۲۰۱۵. دریافت‌شده در ۲۶ فروردین ۱۳۹۴.
151. ↑  «پرسپولیس رکورد تماشاگر در آسیا را شکست». ورزش سه. ۳۱ فروردین ۱۳۹۱. دریافت‌شده در ۲۶ فروردین ۱۳۹۴.
152. ↑  توقف پرسپولیس در پرتماشاگرترین بازی آسیا بایگانی‌شده  در ۱۶ مارس ۲۰۲۴ توسط Wayback Machine ورزش۳
153. ↑  توقف پرسپولیس در پرتماشاگرترین بازی آسیا/ کارت قرمز برای مجیدی آبی‌پوش بایگانی‌شده  در ۳۱ اوت ۲۰۲۱ توسط Wayback Machine بازتاب
154. 1 2  رسایلی، بهروز، «باشگاه‌های ایرانی، خصوصی‌سازی و کپی‌رایت؛ اروپایی‌ها چطور پول درمی‌آورند؟»، روزنامه ورزشی گل، ش. ویژه‌نامه نوروز ۸۸، ص. صفحه ۴۰
155. ↑  «مدیرعامل باشگاه پرسپولیس: هر تصمیمی که سازمان اتخاذ کند، قبول می‌کنیم»، روزنامه دنیای اقتصاد، ش. شماره ۹۵۸، ص. صفحهٔ ۸، ۲۶ اردیبهشت ۱۳۸۵، بایگانی‌شده از روی نسخه اصلی در ۱۲ ژانویه ۲۰۱۲، دریافت‌شده در ۱۸ سپتامبر ۲۰۰۹
156. ↑  «هدایتی: من، حامی مالی پرسپولیس هستم». همشهری آنلاین. بایگانی‌شده از اصلی در ۱۳ سپتامبر ۲۰۰۸. دریافت‌شده در ۳ شهریور ۱۳۸۸.
157. ↑  عاطف، تورج. «این بازی تدارکاتی را نمی‌توانیم داشته باشیم؟». فوتبال میدیا. نت. بایگانی‌شده از اصلی در ۶ مه ۲۰۱۲. دریافت‌شده در ۶ فروردین ۱۳۸۸. پرسپولیس اعلام می‌کند این بازی جنبه مالی برای این تیم دارد یعنی به کمک اسپانسرها و فروش بلیط و حق پخش تلویزیونی سعی در ایجاد درآمد دارد.
158. ↑  «اسپانسری ۳ میلیاردی ماری براون برای پرسپولیس با وساطت هدایتی». خبرگزاری فارس. ۱۷ مهر ۱۳۸۷. بایگانی‌شده از اصلی در ۶ مه ۲۰۱۲. دریافت‌شده در ۳۰ آذر ۱۳۹۰.
159. ↑  «نوشابه‌های اس پاور و پرس پاور مجوز مصرف دارند»، روزنامه همشهری، ج. سال دوازدهم ش. ۳۵۶۴، ص. صفحه درمانگاه، ۴ آذر ۱۳۸۳، بایگانی‌شده از روی نسخه اصلی در ۱۶ ژوئن ۲۰۱۳، دریافت‌شده در ۲۱ دسامبر ۲۰۱۱
160. ↑  «نوشابه پرسپولیس»، روزنامه ایران، ش. ۲۴۸۷، ۲۱ خرداد ۱۳۸۲، بایگانی‌شده از روی نسخه اصلی در ۴ فوریه ۲۰۰۹، دریافت‌شده در ۲۱ دسامبر ۲۰۱۱
161. ↑  تحول در فوتبال ایران، پرسپولیس حق پخش تلویزیونی می‌گیرد، ش. شماره ۳۳۶۵، روزنامه ایران، ۲۰ دی ۱۳۸۴، بایگانی‌شده از روی نسخه اصلی در ۲۲ دسامبر ۲۰۰۹، دریافت‌شده در ۲۴ اوت ۲۰۰۹
162. ↑  «بلیت‌فروشی را به پرسپولیس نمی‌دهند». خبرگزاری تابناک. بایگانی‌شده از اصلی در ۷ اوت ۲۰۱۶. دریافت‌شده در ۷ شهریور ۱۳۸۸.
163. ↑  "Economic Crisis Special (3) - Iran, India, Indonesia" (به انگلیسی). وبگاه گل. ۱۲ نوامبر ۲۰۰۸. Archived from the original on 6 May 2012. Retrieved 7 شهریور 1388. {{cite web}}: Check date values in: |تاریخ بازدید= (help)
164. 1 2 3 4 5  فرامرز، فرشید (۲ شهریور ۱۳۸۹)، «ناکامی باشگاه‌های ایرانی از روی پیراهن شروع می‌شود!»، روزنامه ورزشی گل، ش. ۱۳۰۱، بایگانی‌شده از روی نسخه اصلی در ۳ ژوئن ۲۰۱۶، دریافت‌شده در ۲۱ دسامبر ۲۰۱۱
165. 1 2 3  «یک تحقیق پیشنهاد داد: اسپانسرهای استقلال و پرسپولیس کیفیت کالای خود را بالا ببرند». ایسنا. ۲۳ مرداد ۱۳۸۸. بایگانی‌شده از اصلی در ۶ مه ۲۰۱۲. دریافت‌شده در ۲۷ شهریور ۱۳۸۸.
166. ↑  «پس از مذاکرات حبیب کاشانی و دکتر قالیباف؛ شهرداری تهران اسپانسر تیم فوتبال پرسپولیس شد». وبگاه رسمی باشگاه پرسپولیس. ۲۰ آبان ۱۳۸۸. بایگانی‌شده از اصلی در ۱۱ ژانویه ۲۰۱۰. دریافت‌شده در ۱۵ آذر ۱۳۸۸.
167. ↑  گودرزی، س. (۸ آذر ۱۳۹۰)، «قراردادی که پرسپولیس یک جانبه لغو کرده بود!»، روزنامه ورزشی گل، ش. ۱۶۵۷، بایگانی‌شده از روی نسخه اصلی در ۲ دسامبر ۲۰۱۱، دریافت‌شده در ۲۱ دسامبر ۲۰۱۱
168. ↑  «جگوار، اسپانسر باشگاه پرسپولیس با آن‌ها اختلاف پیدا کرد»، روزنامه هموطن سلام، ۲ دی ۱۳۸۳، بایگانی‌شده از روی نسخه اصلی در ۲۴ سپتامبر ۲۰۱۵، دریافت‌شده در ۲۱ دسامبر ۲۰۱۱
169. ↑  هاشمی، احسان (۸ آذر ۱۳۸۸)، «مدارک اسپانسر فسخ شده علیه ادعای پرسپولیس: شاکی پرونده ما هستیم یک ریال هم کمیسیون ندادیم»، روزنامه ورزشی گل، ش. ۱۱۲۸، بایگانی‌شده از روی نسخه اصلی در ۱۴ مارس ۲۰۱۶، دریافت‌شده در ۲۱ دسامبر ۲۰۱۱
170. 1 2 3  قراگزلو، محمد (۲۵ دی ۱۳۸۶)، «لباس نو مبارک! ورود برندهای بین‌المللی یک اتفاق خوب در فوتبال ایران»، روزنامه ایران ورزشی
171. ↑  «اعتراض کتبی آل اشپورت به باشگاه پرسپولیس». خبرآنلاین. ۱۶ شهریور ۱۳۹۰. بایگانی‌شده از اصلی در ۶ مه ۲۰۱۲. دریافت‌شده در ۱۹ دی ۱۳۸۹.
172. 1 2  ناصری، امیرحسین (جمعه ۲۶ دی ۱۳۸۲)، «داستان پیراهنی که عوض شد: جنگ قدرت در پرسپولیس»، روزنامه همشهری، ج. سال یازدهم ش. ۳۲۸۴، ص. صفحه ورزش، بایگانی‌شده از روی نسخه اصلی در ۱۶ ژوئن ۲۰۱۳، دریافت‌شده در ۲۱ دسامبر ۲۰۱۱ تاریخ وارد شده در |تاریخ= را بررسی کنید (کمک)
173. ↑  یادگاری، بردیا (۲۵ ژوئیه ۲۰۰۹). «کنفرانس محلی باشگاه بین‌المللی». وبگاه گل. دریافت‌شده در ۷ شهریور ۱۳۸۸.
174. ↑  «اولین موزه پرسپولیس تأسیس می‌شود»، روزنامه ابرار ورزشی، ش. شماره ۴۳۴۰، ص. صفحهٔ ۵، ۲۲ اسفند ۱۳۸۷، بایگانی‌شده از اصلی در ۷ آوریل ۲۰۱۳، دریافت‌شده در ۲ اکتبر ۲۰۰۹
175. ↑  روزنامه اعتماد ملی، ش. شماره ۹۷۵، ص. صفحه ۱۹، ۱ مرداد ۱۳۸۸ پارامتر |عنوان= یا |title= ناموجود یا خالی (کمک); از |مقاله= صرف‌نظر شد (کمک) «دو باشگاه پرسپولیس و استقلال هر یک با پرداخت ۲ میلیارد تومان یک درصد از سهام بانک تازه تأسیس تات را خریداری کردند. پول خرید این سهام از سوی سازمان تربیت بدنی پرداخت شده.»
176. ↑  «مراسم افتتاح کلینیک پزشکی و بیمارستان پرسپولیس برگزار شد». وبگاه رسمی باشگاه پرسپولیس. ۱ شهریور ۱۳۸۸. بایگانی‌شده از اصلی در ۲۰ اوت ۲۰۱۱. دریافت‌شده در ۳ شهریور ۱۳۸۸.
177. ↑  «دکتر عسگری: خرداد ۸۹ رسماً ساختمان بیمارستان افتتاح می‌شود». وبگاه رسمی باشگاه پرسپولیس. ۱ شهریور ۱۳۸۸. دریافت‌شده در ۳ شهریور ۱۳۸۸.[پیوند مرده]
178. ↑  «ایرلاین پرسپولیس به زودی راه‌اندازی خواهد شد». خبرگزاری فارس. ۲ اسفند ۱۳۸۴. بایگانی‌شده از اصلی در ۶ مه ۲۰۱۲. دریافت‌شده در ۲۷ شهریور ۱۳۸۸.
179. ↑  پرسپولیس هم صاحب هواپیمای اختصاصی شد بایگانی‌شده  در ۲۴ ژوئن ۲۰۱۳ توسط Wayback Machine خبرآنلاین
180. ↑  «دلیل تأخیر در تشکیل وزارت ورزش و جوانان / مصوبه مجلس لازم‌الاجرا است». خبرگزاری مهر. ۲۰ فروردین ۱۳۹۰. بایگانی‌شده از اصلی در ۶ مه ۲۰۱۲. دریافت‌شده در ۱۷ شهریور ۱۳۹۰.
181. ↑  مغانی، علی (۱۱ جون ۲۰۱۱). «دشواری‌های یک استعفا/ وقتی پرسپولیس «بی‌صاحب» می‌شود!». وبگاه گل. دریافت‌شده در ۱۷ شهریور ۱۳۹۰.
182. ↑  روزنامه رسمی جمهوری اسلامی ایران، ش. شماره ۱۳۵۱۰، ص. صفحه ۱۳، ۹ تیر ۱۳۷۰ پارامتر |عنوان= یا |title= ناموجود یا خالی (کمک)
183. ↑  «گزارش ویژه گل: رونمایی از مالک حقیقی پرسپولیس». وبگاه گل. ۲۸ آگوست ۲۰۰۹. بایگانی‌شده از روی نسخه اصلی در ۲ اکتبر ۲۰۰۹. دریافت‌شده در ۲۹ اردیبهشت ۱۳۸۸.
184. ↑  «آن‌ها مالک پیروزی‌اند، ما مالک پرسپولیس». خبرگزاری تابناک. ۲۹ اردیبهشت ۱۳۸۸. بایگانی‌شده از اصلی در ۴ ژوئیه ۲۰۱۵. دریافت‌شده در ۱۹ شهریور ۱۳۸۸.
185. ↑  «بیانیه شرکت فرهنگی ورزشی پرسپولیس». وبگاه رسمی شرکت فرهنگی ورزشی پرسپولیس. بایگانی‌شده از اصلی در ۹ ژوئن ۲۰۱۶. دریافت‌شده در ۱۹ شهریور ۱۳۸۸.
186. ↑  «سازمان تربیت بدنی مالک اصلی باشگاه پیروزی است». وبگاه تبیان. ۱۵ تیر ۱۳۸۳. بایگانی‌شده از اصلی در ۶ مه ۲۰۱۲. دریافت‌شده در ۱۹ شهریور ۱۳۸۸.
187. ↑  «موفقیت بزرگ و تاریخی پرسپولیس / نام «پرسپولیس» به آغوش صاحبان اصلی بازگشت». وبگاه رسمی باشگاه پرسپولیس. ۲۴ مرداد ۱۳۹۰. دریافت‌شده در ۱۷ شهریور ۱۳۹۰.[پیوند مرده]
188. ↑  «با رای قطعی دادگاه تجدید نظر/ رویانیان: برند پرسپولیس برای همیشه به دامن مردم بازگشت». وبگاه رسمی باشگاه پرسپولیس. ۲۲ فروردین ۱۳۹۰. بایگانی‌شده از اصلی در ۱۲ مه ۲۰۱۲. دریافت‌شده در ۴ اردیبهشت ۱۳۹۰.
189. ↑  «می‌خواهم ۵۱ درصد سهام باشگاه پرسپولیس را بخرم». خبرگزاری فارس. ۱ شهریور ۱۳۸۷. بایگانی‌شده از اصلی در ۶ مه ۲۰۱۲. دریافت‌شده در ۱۹ شهریور ۱۳۸۸.
190. ↑  «می‌خواستیم پرسپولیس را به هدایتی بفروشیم». همشهری آنلاین. بایگانی‌شده از اصلی در ۲ فوریه ۲۰۰۹. دریافت‌شده در ۱۹ شهریور ۱۳۸۸.
191. ↑  حیدرپور، اسماعیل (۱۳۸۶)، «مصاحبه با محمد علی‌آبادی»، خبر ورزشی، ش. شماره ویژه نوروزی، ص. صفحه ۱۸–۱۹ «به عقیده من باشگاه پرسپولیس باید به صورت خصوصی اداره شود و اتفاقاً مسئولیت باشگاه هم باید به اهلش سپرده شود. من شخصاً طرفدار این هستم که پرسپولیس و استقلال از بخش دولتی خارج و به بخش خصوصی وارد شوند… اگر قرار باشد در فوتبال به درجات بالا برویم، فوتبال باید از شکل و شمایل فعلی که کاملاً دولتی است خارج شده و به بخش خصوصی واگذار شود.»
192. ↑  «پرسپولیس و استقلال به هواداران واگذار می‌شود». ایرنا. ۲۶ اردیبهشت ۱۳۸۸. بایگانی‌شده از اصلی در ۶ مه ۲۰۱۲. دریافت‌شده در ۱۹ شهریور ۱۳۸۸.
193. ↑  فرزیان، میثم (۲۷ اردیبهشت ۱۳۸۸)، «واگذاری سهام استقلال و پرسپولیس به دستور رئیس‌جمهور»، روزنامه اعتماد، ش. شماره ۱۹۵۳، ص. صفحهٔ ۱۳، بایگانی‌شده از روی نسخه اصلی در ۱۲ ژانویه ۲۰۱۲، دریافت‌شده در ۹ سپتامبر ۲۰۰۹
194. ↑  قراگزلو، رضا. «تضمین مالی برای خرید پرسپولیس». همشهری آنلاین. بایگانی‌شده از اصلی در ۱۲ سپتامبر ۲۰۰۸. دریافت‌شده در ۳ شهریور ۱۳۸۸.
195. ↑  «برندهای ارزشمند ایران معرفی شدند». خبرآنلاین. ۲۱ دی ۱۳۹۳. بایگانی‌شده از روی نسخه اصلی در ۶ فوریه ۲۰۱۸. دریافت‌شده در ۷ مرداد ۱۳۹۴.
196. ↑  "AC Milan News – Latest and real time updates". AC Milan. Archived from the original on 23 April 2021. Retrieved 27 July 2022.
197. ↑  "MILAN-PERSEPOLIS FC: ECCO COSA PREVEDE L'ACCORDO DI COOPERAZIONE". Archived from the original on 16 June 2013.
198. ↑  شفاف, سایت خبری تحلیلی (15 September 1391). "پرسپولیس در میلان نمایندگی دایر می‌کند". fa. Archived from the original on 26 September 2022. Retrieved 25 April 2013.
199. ↑  "مفاد تفاهم‌نامه باشگاه‌های پرسپولیس و میلان تنظیم شد". Archived from the original on 16 June 2013.
200. ↑  "نماینده باشگاه آث‌میلان امشب وارد تهران می‌شود/تقابل شاگردان دایی با ستاره‌های میلان". Archived from the original on 14 March 2018. Retrieved 2 August 2013.
201. ↑  ""Рубин" и "Персеполис" подписали договор о дружбе и сотрудничестве". Archived from the original on 2 July 2013.
202. ↑  "رویانیان و دایی عصر امروز از مسکو به کازان می‌روند/ فردا امضای تفاهم‌…". Archived from the original on 28 June 2013.
203. ↑  safari, ali. "سرکنسولگری ایران در تاتارستان سفر دایی و رویانیان را تشریح کرد - Perspolisnews.Com". perspolisnews.com. Archived from the original on 24 September 2015. Retrieved 4 January 2017.
204. ↑  "Latest Football News, Transfer Rumours & More". goal.com. Archived from the original on 1 July 2013. Retrieved 4 January 2017.
205. ↑  "Representante do Persepolis visita Beira-Mar". Archived from the original on 8 April 2013.
206. ↑  "افتتاح دفتر باشگاه پرسپولیس در سوئد/امضای تفاهم نامه با باشگاه بیرامار پرتغال". 3 April 2013. Archived from the original on 9 April 2013. Retrieved 26 April 2013.
207. ↑  نیوز, اخبار روز ایران و جهان | آفتاب (14 January 1392). "نماینده پرسپولیس با مدیران باشگاه پرتغالی دیدار کرد". fa. Archived from the original on 26 September 2022. Retrieved 26 April 2013.
208. ↑  "دعوت پرسپولیس از تیم لیگ برتری پرتغال". 3 August 2014. Archived from the original on 26 September 2022. Retrieved 26 April 2013.
209. ↑  "مسئولان آکادمی رئال مادرید در تمرین پرسپولیس". 3 August 2014. Archived from the original on 26 September 2022. Retrieved 25 April 2013.
210. ↑  "همکاری مشترک رئال مادرید و پرسپولیس". Archived from the original on 10 April 2013. Retrieved 25 April 2013.